# Lignes de bus RATP de 100 à 199
Les lignes de bus RATP de 100 à 199 constituent une série de lignes que la Régie autonome des transports parisiens exploite en banlieue parisienne. Cependant quelques lignes pénètrent un peu dans Paris à l'intérieur des limites constituées par les boulevards des Maréchaux : 102, 109, 111, 132, 163 et 169.

## Lignes 100 à 199
Depuis 2013, toutes ces lignes sont équipées du système d'information en ligne destiné à la régulation et à l'information des voyageurs.
En raison de leur forte fréquentation, les lignes 105, 113 (aux heures de pointe), 143, 150, 170, 180 et 187 sont équipées de bus articulés.

### Lignes 100 à 109
| Ligne | Caractéristiques | Caractéristiques | Caractéristiques | Caractéristiques | Caractéristiques | Caractéristiques | Caractéristiques | Caractéristiques | Caractéristiques |
| 101   | Joinville-le-Pont RER ⥋ Champigny - Camping international | Joinville-le-Pont RER ⥋ Champigny - Camping international                                                                | Joinville-le-Pont RER ⥋ Champigny - Camping international                                                                | Joinville-le-Pont RER ⥋ Champigny - Camping international                                                                | Joinville-le-Pont RER ⥋ Champigny - Camping international                                                                | Joinville-le-Pont RER ⥋ Champigny - Camping international                                                                | Joinville-le-Pont RER ⥋ Champigny - Camping international                                                                | Joinville-le-Pont RER ⥋ Champigny - Camping international                                                                | Joinville-le-Pont RER ⥋ Champigny - Camping international                                                                |
| ----- | --- | --- | --- | --- | --- | --- | --- | --- | --- |
| 101   | Ouverture / Fermeture 13 mars 1995 / — | Longueur 2,1 km | Durée 7-10 min | Nb. d’arrêts 7 | Matériel GX 337 GNV | Jours de fonctionnement L, Ma, Me, J, V, S, D                                                                            | Jour / Soir / Nuit / Fêtes O / O / N / O                                                                                 | Voy. / an 0,19 million (2 021)                                                                                           | Centre-bus Saint-Maur |
| 101   | Desserte : - Villes et lieux desservis : Joinville-le-Pont (bois de Vincennes, île Fanac), Champigny-sur-Marne (parc du Tremblay, camping international Paris-Est). - Gare desservie : Joinville-le-Pont. | | | | | | | | |
| 101   | Autre : - Zone traversée : 3 - Arrêts non accessibles aux UFR : Aucun - Amplitudes horaires : La ligne fonctionne du lundi au samedi de 5 h 50 à 22 h 35 environ et le dimanche à partir de 6 h 50. - Particularités : - La ligne est cadencée aux 15 minutes aux heures de pointe et aux 30 minutes aux heures creuses. - Pendant la période des grandes vacances d'été, le service est prolongé en soirée jusqu'à 0 h 30. - Date de dernière mise à jour : 10 février 2024. | | | | | | | | |
| 101   | Dernière actualisation : — | | | | | | | | |
| 102   | Gambetta — Mairie du 20e (arrêt terminus) / Japon (arrêt départ) ⥋ Gare de Rosny-Bois-Perrier | Gambetta — Mairie du 20e (arrêt terminus) / Japon (arrêt départ) ⥋ Gare de Rosny-Bois-Perrier                            | Gambetta — Mairie du 20e (arrêt terminus) / Japon (arrêt départ) ⥋ Gare de Rosny-Bois-Perrier                            | Gambetta — Mairie du 20e (arrêt terminus) / Japon (arrêt départ) ⥋ Gare de Rosny-Bois-Perrier                            | Gambetta — Mairie du 20e (arrêt terminus) / Japon (arrêt départ) ⥋ Gare de Rosny-Bois-Perrier                            | Gambetta — Mairie du 20e (arrêt terminus) / Japon (arrêt départ) ⥋ Gare de Rosny-Bois-Perrier                            | Gambetta — Mairie du 20e (arrêt terminus) / Japon (arrêt départ) ⥋ Gare de Rosny-Bois-Perrier                            | Gambetta — Mairie du 20e (arrêt terminus) / Japon (arrêt départ) ⥋ Gare de Rosny-Bois-Perrier                            | Gambetta — Mairie du 20e (arrêt terminus) / Japon (arrêt départ) ⥋ Gare de Rosny-Bois-Perrier                            |
| 102   | Ouverture / Fermeture 13 mai 1991 / — | Longueur 11,9 km | Durée 42-59 min | Nb. d’arrêts 38 | Matériel Urbanway 12 Bluebus 12 Facelift                                                                                 | Jours de fonctionnement L, Ma, Me, J, V, S, D                                                                            | Jour / Soir / Nuit / Fêtes O / O / N / O                                                                                 | Voy. / an 2,4 millions (2 021)                                                                                           | Centre-bus Les Lilas |
| 102   | Desserte : - Villes et lieux desservis : Paris (20e arrondissement) (Cimetière du Père-Lachaise, Mairie du 20e arrondissement, Hôpital Tenon), Bagnolet (Gare routière internationale de Paris-Gallieni, Centre commercial Bel-Est, Tours Mercuriales, Église Notre-Dame de Pontmain), Montreuil (Parc des Guilands, Stade A.-Blain, Mairie, Nouveau théâtre de Montreuil, Église Saint-Pierre - Saint-Paul, Stades Jules-Verne et Robert-Barran), Noisy-le-Sec, Rosny-sous-Bois (La Boissière de Nanteuil, Centre commercial Domus, Ancien et nouveau cimetière, Zone d'activités Montgolfier, Centre commercial Westfield Rosny 2). - Stations et gares desservies : Gambetta, Porte de Bagnolet, Gallieni, Croix de Chavaux, Mairie de Montreuil, La Dhuys, Coteaux Beauclair (depuis l'arrêt Parc des Guillaumes), Gare de Rosny-Bois-Perrier, Rosny-Bois-Perrier (métro).                                                           | | | | | | | | |
| 102   | Autre : - Zones traversées : 1 à 3. - Arrêts non accessibles aux UFR : Pelleport vers Rosny Bois Perrier, Pelleport - Bagnolet, Général de Gaulle et République - Robespierre vers Gambetta, Collège Césaria Evora, Parc des Guillaumets, Elsa Triolet, Rosny 2 Nord vers Rosny Bois Perrier et Gare de Rosny Bois Perrier. - Amplitudes horaires : La ligne fonctionne du lundi au samedi de 5 h à 1 h 25 et les dimanches et fêtes à partir de 6 h 50. - Particularités : Des services partiels entre Mairie de Montreuil et Étienne Dolet sont assurés durant les heures de pointe : le matin en direction de Mairie de Montreuil de 5 h 5 à 10 h 5, le soir en direction d'Étienne Dolet de 16 h 40 à 20 h 5. - Histoire : Cette ligne est le résultat de la fusion de l'ex-ligne 355 Gambetta - Mairie de Montreuil avec l'ex-ligne 229 Mairie de Montreuil - Rosny-Bois-Perrier. - Date de dernière mise à jour : 23 juillet 2025. | | | | | | | | |
| 102   | Dernière actualisation : — | | | | | | | | |
| 103   | École vétérinaire de Maisons-Alfort ⥋ Thiais - Georges Halgoult | École vétérinaire de Maisons-Alfort ⥋ Thiais - Georges Halgoult                                                          | École vétérinaire de Maisons-Alfort ⥋ Thiais - Georges Halgoult                                                          | École vétérinaire de Maisons-Alfort ⥋ Thiais - Georges Halgoult                                                          | École vétérinaire de Maisons-Alfort ⥋ Thiais - Georges Halgoult                                                          | École vétérinaire de Maisons-Alfort ⥋ Thiais - Georges Halgoult                                                          | École vétérinaire de Maisons-Alfort ⥋ Thiais - Georges Halgoult                                                          | École vétérinaire de Maisons-Alfort ⥋ Thiais - Georges Halgoult                                                          | École vétérinaire de Maisons-Alfort ⥋ Thiais - Georges Halgoult                                                          |
| 103   | Ouverture / Fermeture 24 décembre 1945 / — | Longueur 8,9 km | Durée 35-40 min | Nb. d’arrêts 28 | Matériel GX 337 GNV | Jours de fonctionnement L, Ma, Me, J, V, S, D                                                                            | Jour / Soir / Nuit / Fêtes O / O / N / O                                                                                 | Voy. / an 11,2 millions (2 022)                                                                                          | Centre-bus Créteil |
| 103   | Desserte : - Villes et lieux desservis : Maisons-Alfort (École nationale vétérinaire d'Alfort, Lycée Paul Bert), Alfortville (Mairie, Le !POC!, Clinique La Concorde, Lycée Maximillien Perret, Mairie de proximité, cimetière, stade du Val de Seine), Choisy-le-Roi (Lycée Jean-Vilar, Église Saint-Louis), Thiais. - Stations et gares desservies : École vétérinaire de Maisons-Alfort, Maisons-Alfort - Alfortville, Choisy-le-Roi, Rouget de Lisle (Tvm, 393 et T9), René Panhard et Georges Halgoult (Tvm et 393). | | | | | | | | |
| 103   | Autre : - Zone traversée : 3. - Arrêts non accessibles aux UFR : - Vers École vétérinaire de Maisons-Alfort : Square Bourdarias (itinéraire des jours de marché), Stade, Digue - Révolution. - Vers Thiais - Georges Halgoult : Place du Petit Pont, Val de Seine. - Amplitudes horaires : La ligne fonctionne du lundi au samedi de 4 h 40 à 1 h 50 environ et les dimanches et fêtes à partir de 6 h 5. Les vendredis, samedis et veilles de fête, le service est prolongé, se terminant alors à 2 h 40 du matin. - Particularités : Les jours de marché, la ligne est déviée dans Alfortville en direction d’École vétérinaire de Maisons-Alfort : l'arrêt Union est abandonné au profit des arrêts Square Bourdarias et Joseph Franceschi et l'arrêt Mairie d'Alfortville est déplacé. - Date de dernière mise à jour : 9 décembre 2023.                                                                                             | | | | | | | | |
| 103   | Dernière actualisation : — | | | | | | | | |
| 104   | École vétérinaire de Maisons-Alfort ⥋ Sucy - Bonneuil RER | École vétérinaire de Maisons-Alfort ⥋ Sucy - Bonneuil RER                                                                | École vétérinaire de Maisons-Alfort ⥋ Sucy - Bonneuil RER                                                                | École vétérinaire de Maisons-Alfort ⥋ Sucy - Bonneuil RER                                                                | École vétérinaire de Maisons-Alfort ⥋ Sucy - Bonneuil RER                                                                | École vétérinaire de Maisons-Alfort ⥋ Sucy - Bonneuil RER                                                                | École vétérinaire de Maisons-Alfort ⥋ Sucy - Bonneuil RER                                                                | École vétérinaire de Maisons-Alfort ⥋ Sucy - Bonneuil RER                                                                | École vétérinaire de Maisons-Alfort ⥋ Sucy - Bonneuil RER                                                                |
| 104   | Ouverture / Fermeture 29 août 1944 / — | Longueur 11 km | Durée 30-45 min | Nb. d’arrêts 32 | Matériel Lion's City GNV                                                                                                 | Jours de fonctionnement L, Ma, Me, J, V, S, D                                                                            | Jour / Soir / Nuit / Fêtes O / O / N / O                                                                                 | Voy. / an 1,6 million (2 021)                                                                                            | Centre-bus Créteil |
| 104   | Desserte : - Villes et lieux desservis : Maisons-Alfort (École nationale vétérinaire d'Alfort, Théâtre Fragonard, Fort de Charenton, Complexe sportif Auguste-Delaune, Stade des Juilliottes), Créteil (Stade Desmont, Centre hospitalier universitaire Henri-Mondor, Hôpital de Jour D.A.S.S, Hôpital intercommunal, Église Saint-Christophe, Parc départemental Dupeyroux, Hôpital Albert-Chenevier), Bonneuil-sur-Marne (Parc départemental du Rancy, Mairie, Stade Léo-Lagrange, Institut universitaire de formation des maîtres, Centre commercial Achaland, Zones d'activités Le Triangle et Les Petits Carreaux), Sucy-en-Brie (Zones d'activités Les Portes de Sucy et La Sablière). - Stations et gares desservies : École vétérinaire de Maisons-Alfort, Maisons-Alfort - Stade, Maisons-Alfort - Les Juilliottes, Église de Créteil (Tvm), Petits Carreaux (393), Sucy - Bonneuil.                                            | | | | | | | | |
| 104   | Autre : - Zones traversées : 3 et 4. - Arrêts non accessibles aux UFR : Marronniers, Petits Carreaux. - Vers École vétérinaire de Maisons-Alfort : Ernest Renan, Cécile, Viet, Henri Mondor - Laferrière. - Vers Sucy - Bonneuil RER : Portes de Sucy. - Amplitudes horaires : La ligne fonctionne du lundi au samedi de 5 h à 1 h 40 du matin environ et les dimanches et fêtes à partir de 5 h 50. Les vendredis, samedis et veilles de fête, le service est prolongé, se terminant alors à 2 h 35 du matin. - Particularités : Tous les soirs à partir de 22 h, la ligne est limitée au parcours : École vétérinaire de Maisons-Alfort ↔ Place des Libertés. - Date de dernière mise à jour : 7 juillet 2025. | | | | | | | | |
| 104   | Dernière actualisation : — | | | | | | | | |
| 105   | Porte des Lilas ⥋ Mairie des Pavillons-sous-Bois | Porte des Lilas ⥋ Mairie des Pavillons-sous-Bois                                                                         | Porte des Lilas ⥋ Mairie des Pavillons-sous-Bois                                                                         | Porte des Lilas ⥋ Mairie des Pavillons-sous-Bois                                                                         | Porte des Lilas ⥋ Mairie des Pavillons-sous-Bois                                                                         | Porte des Lilas ⥋ Mairie des Pavillons-sous-Bois                                                                         | Porte des Lilas ⥋ Mairie des Pavillons-sous-Bois                                                                         | Porte des Lilas ⥋ Mairie des Pavillons-sous-Bois                                                                         | Porte des Lilas ⥋ Mairie des Pavillons-sous-Bois                                                                         |
| 105   | Ouverture / Fermeture 29 août 1944, / — | Longueur 11,7 km | Durée 31-45 min | Nb. d’arrêts 34 | Matériel Urbanway 18 GNV                                                                                                 | Jours de fonctionnement L, Ma, Me, J, V, S, D                                                                            | Jour / Soir / Nuit / Fêtes O / O / N / O                                                                                 | Voy. / an 4,9 millions (2 021)                                                                                           | Centre-bus Les Pavillons                                                                                                 |
| 105   | Desserte : - Villes et lieux desservis : Paris (Porte des Lilas), Les Lilas (Mairie), Romainville (Mairie, Place Carnot, Cinéma le Trianon), Noisy-le-Sec (Mairie, Piscine municipale, Pont de Bondy), Bondy (Mairie, Église), Les Pavillons-sous-Bois (Mairie). - Stations et gares desservies : Porte des Lilas, Mairie des Lilas, Serge Gainsbourg, Romainville - Carnot, Noisy-le-Sec, Petit Noisy et Pont de Bondy (T1), Les Pavillons-sous-Bois (T4) (depuis l'arrêt Mairie des Pavillons-sous-Bois). | | | | | | | | |
| 105   | Autre : - Zones traversées : 2 à 4. - Arrêts non accessibles aux UFR : Maréchal Juin, Serge Gainsbourg, Résistance, Gabriel Husson, Brément vers Les Pavillons-sous-Bois, 11 Novembre 1918, Albert Thomas vers Porte des Lilas, Pierre Brossolette - La Basoche. - Amplitudes horaires : La ligne fonctionne du lundi au samedi de 5 h 5 à 1 h 30 du matin environ et les dimanches et fêtes à partir de 6 h 30 environ. Les vendredis, samedis et veilles de fête, le service est prolongé, se terminant alors à 2 h 35 du matin. - Date de dernière mise à jour : 21 janvier 2025. | | | | | | | | |
| 105   | Dernière actualisation : — | | | | | | | | |
| 106   | Joinville-le-Pont RER ⥋ Villiers-sur-Marne - Le Plessis Trévise RER | Joinville-le-Pont RER ⥋ Villiers-sur-Marne - Le Plessis Trévise RER                                                      | Joinville-le-Pont RER ⥋ Villiers-sur-Marne - Le Plessis Trévise RER                                                      | Joinville-le-Pont RER ⥋ Villiers-sur-Marne - Le Plessis Trévise RER                                                      | Joinville-le-Pont RER ⥋ Villiers-sur-Marne - Le Plessis Trévise RER                                                      | Joinville-le-Pont RER ⥋ Villiers-sur-Marne - Le Plessis Trévise RER                                                      | Joinville-le-Pont RER ⥋ Villiers-sur-Marne - Le Plessis Trévise RER                                                      | Joinville-le-Pont RER ⥋ Villiers-sur-Marne - Le Plessis Trévise RER                                                      | Joinville-le-Pont RER ⥋ Villiers-sur-Marne - Le Plessis Trévise RER                                                      |
| 106   | Ouverture / Fermeture 31 décembre 1945 / — | Longueur 7,8 km | Durée 20-33 min | Nb. d’arrêts 23 | Matériel Urbanway 12 GNV                                                                                                 | Jours de fonctionnement L, Ma, Me, J, V, S, D                                                                            | Jour / Soir / Nuit / Fêtes O / O / N / O                                                                                 | Voy. / an 2,1 millions (2 021)                                                                                           | Centre-bus Saint-Maur |
| 106   | Desserte : - Villes et lieux desservis : Joinville-le-Pont, Champigny-sur-Marne (La Fourchette de Champigny, Parc du Tremblay, Fourchette de Bry, Les Boullereaux, Cités Jardins, Centre commercial de Champigny, Lycée Max Dormoy, Le Perroquet), Villiers-sur-Marne. - Gares desservies : Joinville-le-Pont, Les Boullereaux-Champigny, Villiers-sur-Marne - Le Plessis-Trévise. | | | | | | | | |
| 106   | Autre : - Zones traversées : 3 et 4. - Arrêts non accessibles aux UFR : Guy Môquet vers Villiers, Fourny Égalité, Docteur Bring. - Amplitudes horaires : La ligne fonctionne du lundi au samedi de 4 h 55 à 1 h 50 du matin environ et les dimanches et fêtes à partir de 6 h 40. - Particularités : Des services partiels : Joinville-le-Pont RER ↔ Fourchette de Bry sont assurés, en heures de pointe de la semaine (entre 6 h 20 et 10 h puis entre 15 h 40 et 20 h), afin de renforcer le service dans ces créneaux horaires. - Date de dernière mise à jour : 26 décembre 2024. | | | | | | | | |
| 106   | Dernière actualisation : — | | | | | | | | |
| 107   | École vétérinaire de Maisons-Alfort ⥋ Saint-Maur - Créteil RER / Saint-Maur - La Pie (sauf soirées & dimanches et fêtes) | École vétérinaire de Maisons-Alfort ⥋ Saint-Maur - Créteil RER / Saint-Maur - La Pie (sauf soirées & dimanches et fêtes) | École vétérinaire de Maisons-Alfort ⥋ Saint-Maur - Créteil RER / Saint-Maur - La Pie (sauf soirées & dimanches et fêtes) | École vétérinaire de Maisons-Alfort ⥋ Saint-Maur - Créteil RER / Saint-Maur - La Pie (sauf soirées & dimanches et fêtes) | École vétérinaire de Maisons-Alfort ⥋ Saint-Maur - Créteil RER / Saint-Maur - La Pie (sauf soirées & dimanches et fêtes) | École vétérinaire de Maisons-Alfort ⥋ Saint-Maur - Créteil RER / Saint-Maur - La Pie (sauf soirées & dimanches et fêtes) | École vétérinaire de Maisons-Alfort ⥋ Saint-Maur - Créteil RER / Saint-Maur - La Pie (sauf soirées & dimanches et fêtes) | École vétérinaire de Maisons-Alfort ⥋ Saint-Maur - Créteil RER / Saint-Maur - La Pie (sauf soirées & dimanches et fêtes) | École vétérinaire de Maisons-Alfort ⥋ Saint-Maur - Créteil RER / Saint-Maur - La Pie (sauf soirées & dimanches et fêtes) |
| 107   | Ouverture / Fermeture 10 mars 1947 / — | Longueur 10 km | Durée 21-30 44-49 min | Nb. d’arrêts 18 36 | Matériel Citelis 12 | Jours de fonctionnement L, Ma, Me, J, V, S, D                                                                            | Jour / Soir / Nuit / Fêtes O / O / N / O                                                                                 | Voy. / an 0,6 million (2 021)                                                                                            | Centre-bus Saint-Maur |
| 107   | Desserte : - Villes et lieux desservis : Maisons-Alfort (École nationale vétérinaire d'Alfort, Théâtre Fragonard, Fort de Charenton, Domaine de Château-Gaillard, Jardin du Moulin-Brûlé, Charentonneau, Les Planètes), Créteil (Hôpital intercommunal), Saint-Maur-des-Fossés (Église Sainte-Marie-aux-Fleurs, Cimetière Rabelais, Mairie, Église Saint-François de Sales, Cimetière de la Pie, Piscine des Canetons). - Stations et gares desservies : École vétérinaire de Maisons-Alfort, Pont de Créteil (Tvm), Saint-Maur - Créteil, Le Parc de Saint-Maur. | | | | | | | | |
| 107   | Autre : - Zone traversée : 3. - Arrêts non accessibles aux UFR : Paul Bert, René Coty vers La Pie, Rue de Vincennes et Lyon vers Ecole Vétérinaire, Planètes, Hopital Intercommunal et Saint-Maur - Créteil RER vers La Pie, Vassal, Rue des Coteaux - Amplitudes horaires : La ligne fonctionne du lundi au samedi de 5 h à 1 h 40 du matin environ et les dimanches et fêtes à partir de 6 h 30. Les vendredis, samedis et veilles de fête, le service est prolongé, se terminant alors à 2 h 30 du matin environ. - Particularités : Du lundi au samedi à partir de 19 h 40 et les dimanches et fêtes toute la journée, la ligne est limitée au parcours : École vétérinaire de Maison Alfort ↔ Saint-Maur-Créteil RER. - Date de dernière mise à jour : 23 juillet 2025. | | | | | | | | |
| 107   | Dernière actualisation : — | | | | | | | | |
| 108   | Joinville-le-Pont RER ⥋ Champigny - Jeanne Vacher | Joinville-le-Pont RER ⥋ Champigny - Jeanne Vacher                                                                        | Joinville-le-Pont RER ⥋ Champigny - Jeanne Vacher                                                                        | Joinville-le-Pont RER ⥋ Champigny - Jeanne Vacher                                                                        | Joinville-le-Pont RER ⥋ Champigny - Jeanne Vacher                                                                        | Joinville-le-Pont RER ⥋ Champigny - Jeanne Vacher                                                                        | Joinville-le-Pont RER ⥋ Champigny - Jeanne Vacher                                                                        | Joinville-le-Pont RER ⥋ Champigny - Jeanne Vacher                                                                        | Joinville-le-Pont RER ⥋ Champigny - Jeanne Vacher                                                                        |
| 108   | Ouverture / Fermeture 29 août 1944 / — | Longueur 4,7 km | Durée 14-19 min | Nb. d’arrêts 14 | Matériel GX 337 GNV | Jours de fonctionnement L, Ma, Me, J, V, S, D                                                                            | Jour / Soir / Nuit / Fêtes O / O / N / O                                                                                 | Voy. / an 1,3 million (2 021)                                                                                            | Centre-bus Saint-Maur |
| 108   | Desserte : - Villes et lieux desservis : Joinville-le-Pont (Mairie, Cimetière, Église Sainte-Anne), Champigny-sur-Marne (La Fourchette de Champigny, Monument aux Morts 1914-18/1939-45, Église du Temple, Mairie, Église Saint-Saturnin, Hôpital Paul-d'Engine). - Gare desservie : Joinville-le-Pont. | | | | | | | | |
| 108   | Autre : - Zones traversées : 3 et 4. - Arrêts non accessibles aux UFR : Plage de Champigny, Mairie-Marché Vers Champigny, Champigny Jeanne Vacher (terminus) - Amplitudes horaires : La ligne fonctionne du lundi au samedi de 4 h 45 à 1 h 20 du matin environ et les dimanches et fêtes à partir de 6 h 40. - Particularités : La ligne est exploitée en commun avec la ligne 110. - Date de dernière mise à jour : 19 décembre 2024. | | | | | | | | |
| 108   | Dernière actualisation : — | | | | | | | | |
| 109   | Terroirs de France ⥋ Liberté - Churchill | Terroirs de France ⥋ Liberté - Churchill                                                                                 | Terroirs de France ⥋ Liberté - Churchill                                                                                 | Terroirs de France ⥋ Liberté - Churchill                                                                                 | Terroirs de France ⥋ Liberté - Churchill                                                                                 | Terroirs de France ⥋ Liberté - Churchill                                                                                 | Terroirs de France ⥋ Liberté - Churchill                                                                                 | Terroirs de France ⥋ Liberté - Churchill                                                                                 | Terroirs de France ⥋ Liberté - Churchill                                                                                 |
| 109   | Ouverture / Fermeture 3 juin 2002 / — | Longueur 3 km | Durée 5-12 min | Nb. d’arrêts 7/9 | Matériel Lion's City GNV                                                                                                 | Jours de fonctionnement L, Ma, Me, J, V                                                                                  | Jour / Soir / Nuit / Fêtes O / O / N / N                                                                                 | Voy. / an 0,5 million (2 021)                                                                                            | Centre-bus Créteil |
| 109   | Desserte : - Villes et lieux desservis : Paris (12e arrondissement) (Musée des Arts forains, Bercy Expo, Bercy-Village), Charenton-le-Pont (Centre commercial Bercy 2, Le Parc de Bercy 2, Les Jardins de Richelieu, Clinique de Bercy). - Stations desservies : Cour Saint-Émilion (depuis l'arrêt Terroirs de France), Liberté. | | | | | | | | |
| 109   | Autre : - Zones traversées : 1 et 2. - Arrêts non accessibles aux UFR : Liberté - Churchill. - Vers Terroirs de France : Centre Commercial, Port aux Lions. - Amplitudes horaires : La ligne fonctionne uniquement du lundi au vendredi de 7 h 10 à 21 h 30. Aucun service n’est assuré le samedi, le dimanche et les jours fériés. - Date de dernière mise à jour : 8 juillet 2025. | | | | | | | | |
| 109   | Dernière actualisation : — | | | | | | | | |

### Lignes 110 à 119
| Ligne | Caractéristiques | Caractéristiques | Caractéristiques | Caractéristiques | Caractéristiques | Caractéristiques | Caractéristiques | Caractéristiques | Caractéristiques |
| 110   | Joinville-le-Pont RER ⥋ Villiers-sur-Marne - Le Plessis-Trévise RER | Joinville-le-Pont RER ⥋ Villiers-sur-Marne - Le Plessis-Trévise RER                                                       | Joinville-le-Pont RER ⥋ Villiers-sur-Marne - Le Plessis-Trévise RER                                                       | Joinville-le-Pont RER ⥋ Villiers-sur-Marne - Le Plessis-Trévise RER                                                       | Joinville-le-Pont RER ⥋ Villiers-sur-Marne - Le Plessis-Trévise RER                                                       | Joinville-le-Pont RER ⥋ Villiers-sur-Marne - Le Plessis-Trévise RER                                                       | Joinville-le-Pont RER ⥋ Villiers-sur-Marne - Le Plessis-Trévise RER                                                       | Joinville-le-Pont RER ⥋ Villiers-sur-Marne - Le Plessis-Trévise RER                                                       | Joinville-le-Pont RER ⥋ Villiers-sur-Marne - Le Plessis-Trévise RER                                                       |
| ----- | --- | --- | --- | --- | --- | --- | --- | --- | --- |
| 110   | Ouverture / Fermeture 13 mars 1995 / — | Longueur — | Durée 25-43 min | Nb. d’arrêts 21 | Matériel GX 337 GNV | Jours de fonctionnement L, Ma, Me, J, V, S, D                                                                             | Jour / Soir / Nuit / Fêtes O / O / N / O                                                                                  | Voy. / an 1,8 million (2 021)                                                                                             | Centre-bus Saint-Maur |
| 110   | Desserte : - Villes et lieux desservis : Joinville-le-Pont (Mairie, Pont de Joinville), Champigny-sur-Marne (La Fourchette de Champigny, Mairie, Marché, Fourchette de Bry), Villiers-sur-Marne (Mairie). - Gares desservies : Joinville-le-Pont, Les Boullereaux-Champigny, Villiers-sur-Marne - Le Plessis-Trévise. | | | | | | | | |
| 110   | Autre : - Zones traversées : 3 et 4. - Arrêts non accessibles aux UFR : Plage de Champigny, Mairie-Marché et Mairie de Villiers-sur-Marne vers Villiers RER. - Amplitudes horaires : La ligne fonctionne du lundi au samedi de 5 h 25 à 2 h du matin environ et les dimanches et fêtes à partir de 6 h 30. - Particularités : - Du lundi au dimanche, les deux derniers départs de Villiers RER sont à destination de Verdun. - Cette ligne est exploitée en commun avec la ligne 108. - Date de dernière mise à jour : 19 décembre 2024. | | | | | | | | |
| 110   | Dernière actualisation : — | | | | | | | | |
| 111   | Terroirs de France ⥋ La Varenne - Chennevières RER / Champigny - Saint-Maur RER (sauf soirées & dimanches et fêtes) | Terroirs de France ⥋ La Varenne - Chennevières RER / Champigny - Saint-Maur RER (sauf soirées & dimanches et fêtes)       | Terroirs de France ⥋ La Varenne - Chennevières RER / Champigny - Saint-Maur RER (sauf soirées & dimanches et fêtes)       | Terroirs de France ⥋ La Varenne - Chennevières RER / Champigny - Saint-Maur RER (sauf soirées & dimanches et fêtes)       | Terroirs de France ⥋ La Varenne - Chennevières RER / Champigny - Saint-Maur RER (sauf soirées & dimanches et fêtes)       | Terroirs de France ⥋ La Varenne - Chennevières RER / Champigny - Saint-Maur RER (sauf soirées & dimanches et fêtes)       | Terroirs de France ⥋ La Varenne - Chennevières RER / Champigny - Saint-Maur RER (sauf soirées & dimanches et fêtes)       | Terroirs de France ⥋ La Varenne - Chennevières RER / Champigny - Saint-Maur RER (sauf soirées & dimanches et fêtes)       | Terroirs de France ⥋ La Varenne - Chennevières RER / Champigny - Saint-Maur RER (sauf soirées & dimanches et fêtes)       |
| 111   | Ouverture / Fermeture 5 novembre 1945 / — | Longueur 18 km | Durée 47-73 min | Nb. d’arrêts 57 | Matériel GX 337 GNV | Jours de fonctionnement L, Ma, Me, J, V, S, D                                                                             | Jour / Soir / Nuit / Fêtes O / O / N / O                                                                                  | Voy. / an 2,8 millions (2 021)                                                                                            | Centre-bus Saint-Maur |
| 111   | Desserte : - Villes et lieux desservis : Paris (12e arrondissement) (Avenue des Terroirs-de-France, Porte de Bercy, Porte de Charenton), Charenton-le-Pont (Pont de Charenton), Saint-Maurice (Mairie, Hôpital Esquirol, Hôpital national de Saint-Maurice, Carrefour des Canadiens), Saint-Maur-des-Fossés (Pont de Créteil, Cimetière de la Pie, Chambre des métiers du Val-de-Marne, Les Corneilles, Église de la Varenne). - Stations et gares desservies : Cour Saint-Émilion (depuis l'arrêt Terroirs de France), Baron Le Roy (T3a), Porte de Charenton, Liberté, Charenton - Écoles, Gare de Saint-Maur - Créteil, Gare de La Varenne - Chennevières, Gare de Champigny. | | | | | | | | |
| 111   | Autre : - Zones traversées : 1 à 3. - Arrêts non accessibles aux UFR : Terroir de France, Baron Le Roy, Passerelle de Saint-Maurice, Place de l’Écluse (desserte à horaire spécifique), Voisin - République, Champigny - Saint-Maur RER. - Vers Terroirs de France : Pont National - Quai de Bercy, Pont de Charenton, Maurice Berteaux. - Vers Champigny - Saint-Maur RER : Bercy, Épinettes, Val d’Osne, Mairie de Saint-Maurice, Passerelle de Charentonneau. - Amplitudes horaires : La ligne fonctionne du lundi au samedi de 5 h 15 à 1 h 50 du matin et les dimanches et fêtes de 6 h 30 à 2 h 5 du matin. Les vendredis, samedis et veilles de fête, le service est prolongé, se terminant alors à 2 h 35 du matin. - Particularités : - En soirée (à partir de 20 h 20) et les dimanches et fêtes toute la journée, la ligne est exploitée uniquement sur le tronçon : Terroirs de France ↔ La Varenne - Chennevières RER. - En semaine, la ligne est exploitée en journée avec de nombreux services partiels, celui cité ci-dessus principalement mais également d'autres ayant pour origine et/ou pour destination Saint-Maur - Corneilles ou Charenton - Écoles. - Desserte scolaire : Une desserte du collège Edmond Nocard situé à Saint-Maurice est assurée (environ 8 fois par jour) avec l'arrêt Place de l'Écluse. Cette desserte s'inscrit dans le cadre d'un service partiel (en matinée et à la mi-journée) ou bien constitue simplement un arrêt supplémentaire (en fin d'après-midi) le long de l'itinéraire régulier de la ligne dans les deux sens. - Date de dernière mise à jour : 10 janvier 2025 | | | | | | | | |
| 111   | Dernière actualisation : — | | | | | | | | |
| 112   | Château de Vincennes ⥋ La Varenne - Chennevières RER | Château de Vincennes ⥋ La Varenne - Chennevières RER                                                                      | Château de Vincennes ⥋ La Varenne - Chennevières RER                                                                      | Château de Vincennes ⥋ La Varenne - Chennevières RER                                                                      | Château de Vincennes ⥋ La Varenne - Chennevières RER                                                                      | Château de Vincennes ⥋ La Varenne - Chennevières RER                                                                      | Château de Vincennes ⥋ La Varenne - Chennevières RER                                                                      | Château de Vincennes ⥋ La Varenne - Chennevières RER                                                                      | Château de Vincennes ⥋ La Varenne - Chennevières RER                                                                      |
| 112   | Ouverture / Fermeture 3 janvier 1946 / — | Longueur — | Durée 30-40 min | Nb. d’arrêts 32 | Matériel Urbanway 12 GNV                                                                                                  | Jours de fonctionnement L, Ma, Me, J, V, S, D                                                                             | Jour / Soir / Nuit / Fêtes O / O / N / O                                                                                  | Voy. / an 2 millions (2 021)                                                                                              | Centre-bus Saint-Maur |
| 112   | Desserte : - Villes et lieux desservis : Vincennes (Château), Paris (12e arrondissement) (Bois de Vincennes, Parc floral de Paris, INSEP, La Cartoucherie), Joinville-le-Pont (Mairie), Saint-Maur-des-Fossés (Pont de Créteil, Lycée d'Arsonval). - Stations et gares desservies : Château de Vincennes, Joinville-le-Pont, Saint-Maur - Créteil, La Varenne - Chennevières. | | | | | | | | |
| 112   | Autre : - Zones traversées : 2 et 3. - Arrêts non accessibles aux UFR : Château de Vincennes, Parc Floral, Pyramide – Parc Floral, Stade Léo Lagrange, Plaine de la Faluère, Cartoucherie, Champ de Manœuvre-Tremblay, INSEP, Mortemart, Carrefour de Beauté. - Amplitudes horaires : La ligne fonctionne du lundi au samedi de 4 h 35 à 1 h 20 du matin environ et les dimanches et fêtes à partir de 6 h 30. Les vendredis, samedis et veilles de fête, le service est prolongé d'une heure, se terminant alors à 2 h 20 du matin. - Particularités : Tous les soirs, à partir de 22 h, la ligne est limitée au parcours : Château de Vincennes ↔ Place Rimini. - Date de dernière mise à jour : 29 avril 2025. | | | | | | | | |
| 112   | Dernière actualisation : — | | | | | | | | |
| 113   | Nogent-sur-Marne RER ⥋ Mairie de Chelles (Chelles - Terre-Ciel aux heures et jours d'ouverture) | Nogent-sur-Marne RER ⥋ Mairie de Chelles (Chelles - Terre-Ciel aux heures et jours d'ouverture)                           | Nogent-sur-Marne RER ⥋ Mairie de Chelles (Chelles - Terre-Ciel aux heures et jours d'ouverture)                           | Nogent-sur-Marne RER ⥋ Mairie de Chelles (Chelles - Terre-Ciel aux heures et jours d'ouverture)                           | Nogent-sur-Marne RER ⥋ Mairie de Chelles (Chelles - Terre-Ciel aux heures et jours d'ouverture)                           | Nogent-sur-Marne RER ⥋ Mairie de Chelles (Chelles - Terre-Ciel aux heures et jours d'ouverture)                           | Nogent-sur-Marne RER ⥋ Mairie de Chelles (Chelles - Terre-Ciel aux heures et jours d'ouverture)                           | Nogent-sur-Marne RER ⥋ Mairie de Chelles (Chelles - Terre-Ciel aux heures et jours d'ouverture)                           | Nogent-sur-Marne RER ⥋ Mairie de Chelles (Chelles - Terre-Ciel aux heures et jours d'ouverture)                           |
| 113   | Ouverture / Fermeture 29 août 1944 / — | Longueur — | Durée 37-51 (44-57) min                                                                                                   | Nb. d’arrêts 30 (36) | Matériel Citelis 12 Citelis 18                                                                                            | Jours de fonctionnement L, Ma, Me, J, V, S, D                                                                             | Jour / Soir / Nuit / Fêtes O / O / N / O                                                                                  | Voy. / an 4,1 millions (2 021)                                                                                            | Centre-bus Bords de Marne Frères Lumières                                                                                 |
| 113   | Desserte : - Villes et lieux desservis : Nogent-sur-Marne (Pavillon Baltard, Fort de Nogent, Lycée Louis-Armand), Le Perreux-sur-Marne, Neuilly-Plaisance (Centre-bus RATP des Bords de Marne), Neuilly-sur-Marne (Mairie, Hôpital de Ville-Évrard, Hôpital Maison Blanche, Parc départemental de la Haute-Île, Stade Foulon, Centre commercial Pointe de Gournay), Gagny, Chelles (Port, Martyrs, Gare-Marché, Mairie-Musée, Église Saint-André, Complexe sportif Maurice-Baquet, Lycées Louis-Lumière et Gaston-Bachelard, Centre commercial Terre-Ciel). - Gares desservies : Nogent-sur-Marne, Neuilly-Plaisance, Chelles - Gournay. | | | | | | | | |
| 113   | Autre : - Zones traversées : 3 et 4. - Arrêts non accessibles aux UFR : Nogent-sur-Marne RER, Jules Ferry (vers Nogent-sur-Marne RER), Pasteur, Blancheville, Ville Évrard (vers Terre Ciel), Maison Blanche, L'Avenir, Avenue des Martyrs (vers Terre Ciel), Parmentier - Jules Ferry (vers Nogent-sur-Marne RER), Chelles - Gournay RER (vers Terre Ciel), Chilpéric - Adolphe Besson (vers Terre Ciel), Carrefour des Déportés (vers Terre Ciel), Dispensaire (vers Terre Ciel). - Amplitudes horaires : La ligne fonctionne du lundi au samedi de 4 h 25 environ à 1 h 35 du matin environ et les dimanches et fêtes à partir de 5 h 40. - Particularités : La desserte de la courte portion de ligne entre Mairie de Chelles et Chelles - Terre Ciel est assurée uniquement, à raison d'un bus par heure (environ), entre 8 h 30 et 22 h 25 du lundi au samedi (et dimanches et fêtes en cas d'ouverture exceptionnelle du centre commercial Terre-Ciel). - Date de dernière mise à jour : 9 janvier 2024. | | | | | | | | |
| 113   | Dernière actualisation : — | | | | | | | | |
| 114   | Château de Vincennes ⥋ Le Raincy - Villemomble - Montfermeil RER (Les Coquetiers du lundi au vendredi aux heures creuses) | Château de Vincennes ⥋ Le Raincy - Villemomble - Montfermeil RER (Les Coquetiers du lundi au vendredi aux heures creuses) | Château de Vincennes ⥋ Le Raincy - Villemomble - Montfermeil RER (Les Coquetiers du lundi au vendredi aux heures creuses) | Château de Vincennes ⥋ Le Raincy - Villemomble - Montfermeil RER (Les Coquetiers du lundi au vendredi aux heures creuses) | Château de Vincennes ⥋ Le Raincy - Villemomble - Montfermeil RER (Les Coquetiers du lundi au vendredi aux heures creuses) | Château de Vincennes ⥋ Le Raincy - Villemomble - Montfermeil RER (Les Coquetiers du lundi au vendredi aux heures creuses) | Château de Vincennes ⥋ Le Raincy - Villemomble - Montfermeil RER (Les Coquetiers du lundi au vendredi aux heures creuses) | Château de Vincennes ⥋ Le Raincy - Villemomble - Montfermeil RER (Les Coquetiers du lundi au vendredi aux heures creuses) | Château de Vincennes ⥋ Le Raincy - Villemomble - Montfermeil RER (Les Coquetiers du lundi au vendredi aux heures creuses) |
| 114   | Ouverture / Fermeture 10 décembre 1945 / — | Longueur 12,95-13,02 km (13,78-14,68 km) km                                                                               | Durée 37-60 (55-58) min                                                                                                   | Nb. d’arrêts 43 (48) | Matériel Urbanway 12 Hybride                                                                                              | Jours de fonctionnement L, Ma, Me, J, V, S, D                                                                             | Jour / Soir / Nuit / Fêtes O / O / N / O                                                                                  | Voy. / an 2,( millions (2 021)                                                                                            | Centre-bus Bords de Marne                                                                                                 |
| 114   | Desserte : - Villes et lieux desservis : Vincennes (Château), Paris (12e arrondissement) (Bois de Vincennes, Lac des Minimes), Nogent-sur-Marne (Sous-préfecture du Val-de-Marne, Église Saint-Saturnin, Mairie), Le Perreux-sur-Marne (Maison de Retraite), Neuilly-Plaisance (Église Saint-Henri, Mairie, Voie Lamarque, Cimetière, Zone industrielle les Renouillères…), Neuilly-sur-Marne (service scolaire), Rosny-sous-Bois, Villemomble (Château, Théâtre Georges-Brassens, Église Saint-Louis), Le Raincy (Conservatoire de Musique). - Stations et gares desservies : Château de Vincennes, Nogent-sur-Marne, Nogent - Le Perreux, Neuilly-Plaisance, Le Raincy - Villemomble - Montfermeil, Allée de la Tour - Rendez-Vous (T4), Les Coquetiers (T4). | | | | | | | | |
| 114   | Autre : - Zones traversées : 1, 3 et 4. - Arrêts non accessibles aux UFR : Tremblay–Pepinière, Place du Général Leclerc (vers Château de Vincennes), Jean Jaurès–Victor Hugo (vers Château de Vincennes), Marcel Dassault, Alexander Fleming (vers Château de Vincennes), Bel Air (vers Château de Vincennes), Plateau d’Avron–Pl. de Stalingrad (vers Château de Vincennes), Le Raincy–Villemomble–Montfermeil RER (vers Villemomble–Les Coquetiers), Allée de la Tour. - Amplitudes horaires : La ligne fonctionne du lundi au samedi de 4 h 45 à 1 h du matin et les dimanches et fêtes à partir de 6 h environ. Les vendredis, samedis et veilles de fête, le service est prolongé d'une heure, se terminant alors à 2 h du matin environ. - Particularités : - La courte portion de ligne entre Le Raincy — Villemomble — Montfermeil RER et Villemomble — Les Coquetiers n'est exploitée que pendant les heures creuses du lundi au vendredi (entre 9 h 10 et 16 h 25 environ). - La portion de ligne entre Plateau d'Avron - Place de Stalingrad et Le Raincy — Villemomble — Montfermeil RER est seulement exploitée par un bus sur deux pendant les heures creuses (entre 9 h 10 et 16 h 25 environ). - Une courte portion de ligne entre Plateau d'Avron - Place de Stalingrad et Villemomble - Lycée Georges Clémenceau est seulement exploitée par un service spécial scolaire tous les matins de la semaine à environ 7 h 45. Ce service effectue tous les arrêts entre Plateau d'Avron - Place de Stalingrad et Georges Pompidou, puis dessert les arrêts suivants : Les Chanoux - Lycée Cugnot, 11 Novembre, Trois Communes et Villemomble - Lycée Georges Clemenceau. - Le dimanche, en raison du marché à Villemomble, l'itinéraire est modifié de 5 h à 14 h. Pendant cette période, l'arrêt Général Leclerc n'est pas desservi en direction de Le Raincy — Villemomble — Montfermeil RER. - Date de dernière mise à jour : 3 mai 2025. | | | | | | | | |
| 114   | Dernière actualisation : — | | | | | | | | |
| 115   | Porte des Lilas ⥋ Château de Vincennes | Porte des Lilas ⥋ Château de Vincennes                                                                                    | Porte des Lilas ⥋ Château de Vincennes                                                                                    | Porte des Lilas ⥋ Château de Vincennes                                                                                    | Porte des Lilas ⥋ Château de Vincennes                                                                                    | Porte des Lilas ⥋ Château de Vincennes                                                                                    | Porte des Lilas ⥋ Château de Vincennes                                                                                    | Porte des Lilas ⥋ Château de Vincennes                                                                                    | Porte des Lilas ⥋ Château de Vincennes                                                                                    |
| 115   | Ouverture / Fermeture 31 décembre 1945 / — | Longueur — | Durée 23-28 min | Nb. d’arrêts 22 | Matériel GX 337 SE Bluebus 12 Facelift                                                                                    | Jours de fonctionnement L, Ma, Me, J, V, S, D                                                                             | Jour / Soir / Nuit / Fêtes O / O / N / O                                                                                  | Voy. / an 3,4 millions (2 021)                                                                                            | Centre-bus Les Lilas |
| 115   | Desserte : - Villes et lieux desservis : Paris (19e arrondissement) (Porte des Lilas), Les Lilas, Bagnolet (Parc du Château de l'Étang, Ancien cimetière Pasteur, Square du 19-Mars 1962, Nouveau cimetière Raspail), Montreuil (Collège Marais de Villiers, Lycée Eugénie Cotton, Mairie, Nouveau théâtre de Montreuil, Collège Marcelin Berthelot), Vincennes (Théâtre D.Sorano, Centre culturel et sportif Georges-Pompidou, Mairie, Château), Paris (12e arrondissement) (Fort Neuf, Bois de Vincennes). - Stations et gares desservies : Porte des Lilas, Mairie de Montreuil, Croix de Chavaux, Vincennes, Château de Vincennes. | | | | | | | | |
| 115   | Autre : - Zones traversées : 2 et 3. - Arrêts non accessibles aux UFR : Les Rigondes vers Château de Vincennes, Mairie de Montreuil-Pasteur vers Porte des Lilas, Solidarité vers Château de Vincennes. - Amplitudes horaires : La ligne fonctionne du lundi au samedi de 5 h 20 à 0 h 55 environ et les dimanches et fêtes à partir de 6 h 30. Les vendredis, samedis et veilles de fête, le service est prolongé, se terminant alors à 1 h 55 du matin environ. - Particularités : Depuis décembre 2017, la ligne 115 est la deuxième ligne de la RATP à expérimenter les Bluebus 12 m électriques après la ligne 341 depuis 2016. - Date de dernière mise à jour : 10 janvier 2025. | | | | | | | | |
| 115   | Dernière actualisation : — | | | | | | | | |
| 116   | Montreuil - Boissière-Acacia ⥋ Champigny - Saint-Maur RER | Montreuil - Boissière-Acacia ⥋ Champigny - Saint-Maur RER                                                                 | Montreuil - Boissière-Acacia ⥋ Champigny - Saint-Maur RER                                                                 | Montreuil - Boissière-Acacia ⥋ Champigny - Saint-Maur RER                                                                 | Montreuil - Boissière-Acacia ⥋ Champigny - Saint-Maur RER                                                                 | Montreuil - Boissière-Acacia ⥋ Champigny - Saint-Maur RER                                                                 | Montreuil - Boissière-Acacia ⥋ Champigny - Saint-Maur RER                                                                 | Montreuil - Boissière-Acacia ⥋ Champigny - Saint-Maur RER                                                                 | Montreuil - Boissière-Acacia ⥋ Champigny - Saint-Maur RER                                                                 |
| 116   | Ouverture / Fermeture 20 janvier 1947 / — | Longueur — | Durée 75-85 min | Nb. d’arrêts 43 | Matériel Urbanway 12 Hybride Urbanway 12                                                                                  | Jours de fonctionnement L, Ma, Me, J, V, S, D                                                                             | Jour / Soir / Nuit / Fêtes O / O / N / O                                                                                  | Voy. / an 1 million (2 021)                                                                                               | Centre-bus Bords de Marne                                                                                                 |
| 116   | Desserte : - Villes et lieux desservis : Rosny-sous-Bois, Montreuil, Fontenay-sous-Bois (Centre commercial du Val-de-Fontenay), Le Perreux-sur-Marne (Mairie), Nogent-sur-Marne, Champigny-sur-Marne (Parc du Tremblay, Stade René-Rousseau, Mairie, Marché, Église Saint-Saturnin), Saint-Maur-des-Fossés. - Gares desservies : Val de Fontenay, Nogent - Le Perreux, Les Boullereaux-Champigny à distance, à l'arrêt Louis Loucheur, Champigny, La Dhuys à distance. | | | | | | | | |
| 116   | Autre : - Zone traversée : 3. - Arrêts non accessibles aux UFR :Montreuil - Boissière - Acacia (terminus), Danton vers Champigny, Murs à Pêches, Les Ruffins, Ernest Renan vers Champigny, Verdun , M.- C. Vaillant Couturier, Charles Garcia vers Montreuil, Jean Macé, OFPRA - Val de Fontenay Ledru Rollin - Général de Gaulle et Place Beaufranchet vers Champigny, Irène - Joliot Curie vers Montreuil. - Amplitudes horaires : La ligne fonctionne du lundi au vendredi de 4 h 45 à 22 h 55, le samedi de 5 h 20 à 23 h et les dimanches et fêtes de 6 h 30 à 22 h 20. - Date de dernière mise à jour : 3 mai 2025. | | | | | | | | |
| 116   | Dernière actualisation : — | | | | | | | | |
| 117   | Créteil - Préfecture du Val-de-Marne ⥋ Champigny - Saint-Maur RER | Créteil - Préfecture du Val-de-Marne ⥋ Champigny - Saint-Maur RER                                                         | Créteil - Préfecture du Val-de-Marne ⥋ Champigny - Saint-Maur RER                                                         | Créteil - Préfecture du Val-de-Marne ⥋ Champigny - Saint-Maur RER                                                         | Créteil - Préfecture du Val-de-Marne ⥋ Champigny - Saint-Maur RER                                                         | Créteil - Préfecture du Val-de-Marne ⥋ Champigny - Saint-Maur RER                                                         | Créteil - Préfecture du Val-de-Marne ⥋ Champigny - Saint-Maur RER                                                         | Créteil - Préfecture du Val-de-Marne ⥋ Champigny - Saint-Maur RER                                                         | Créteil - Préfecture du Val-de-Marne ⥋ Champigny - Saint-Maur RER                                                         |
| 117   | Ouverture / Fermeture 18 juin 1951 / — | Longueur — | Durée 31-45 min | Nb. d’arrêts 32 | Matériel Lion's City GNV                                                                                                  | Jours de fonctionnement L, Ma, Me, J, V, S, D                                                                             | Jour / Soir / Nuit / Fêtes O / O / N / O                                                                                  | Voy. / an 2 millions (2 021)                                                                                              | Centre-bus Créteil |
| 117   | Desserte : - Villes et lieux desservis : Créteil (Préfecture du Val-de-Marne, Centre commercial Créteil Soleil, Mairie, Lac de Créteil, Hôtel de Police, Trésor Public, Maison des Arts - André-Malraux, Stade Dominique-Duchauvelle), Bonneuil-sur-Marne (Centre commercial République, Gymnase Romain-Rolland, Piscine M.-Dumesnil, Cimetière, Église Saint-Martin, Stade Léo-Lagrange, Port de Bonneuil), Saint-Maur-des-Fossés (Lycées F.-Mansart, Stade A.-Marin). - Stations et gares desservies : Créteil - Préfecture, Pointe du Lac (393), Champigny. | | | | | | | | |
| 117   | Autre : - Zone traversée : 3. - Arrêts non accessibles aux UFR : Verdun - Amplitudes horaires : La ligne fonctionne du lundi au samedi de 4 h 55 environ à 1 h 45 du matin environ et les dimanches et fêtes à partir de 6 h 15. - Date de dernière mise à jour : 21 décembre 2020. | | | | | | | | |
| 117   | Dernière actualisation : — | | | | | | | | |
| 118   | Château de Vincennes ⥋ Gare du Val de Fontenay | Château de Vincennes ⥋ Gare du Val de Fontenay                                                                            | Château de Vincennes ⥋ Gare du Val de Fontenay                                                                            | Château de Vincennes ⥋ Gare du Val de Fontenay                                                                            | Château de Vincennes ⥋ Gare du Val de Fontenay                                                                            | Château de Vincennes ⥋ Gare du Val de Fontenay                                                                            | Château de Vincennes ⥋ Gare du Val de Fontenay                                                                            | Château de Vincennes ⥋ Gare du Val de Fontenay                                                                            | Château de Vincennes ⥋ Gare du Val de Fontenay                                                                            |
| 118   | Ouverture / Fermeture 29 août 1944 / — | Longueur — | Durée 17-25 min | Nb. d’arrêts 16 | Matériel Citelis 12 Urbanway 12                                                                                           | Jours de fonctionnement L, Ma, Me, J, V, S, D                                                                             | Jour / Soir / Nuit / Fêtes O / O / N / O                                                                                  | Voy. / an 2,7 millions (2 021)                                                                                            | Centre-bus Bords de Marne                                                                                                 |
| 118   | Desserte : - Villes et lieux desservis : Paris (12e arrondissement) (Fort Neuf, Bois de Vincennes), Vincennes (Château, Mairie, Cimetière), Fontenay-sous-Bois (Les Rigollots, Centre commercial Val-de-Fontenay). - Stations et gares desservies : Château de Vincennes, Vincennes, Val de Fontenay. | | | | | | | | |
| 118   | Autre : - Zones traversées : 2 et 3. - Arrêts non accessibles aux UFR : vers Château de Vincennes : Avenue du Château, Les Rigollots, André Laurent, Général de Gaulle ; Charles Garcia vers Fontenay. - Amplitudes horaires : La ligne fonctionne du lundi au samedi de 5 h 25 à 1 h 10 du matin et les dimanches et fêtes à partir de 6 h 45. Les vendredis, samedis et veilles de fête, le service est prolongé, se terminant alors à 2 h 20 du matin environ. - Particularités : L'offre est renforcée les dimanches et fêtes en cas d'ouverture exceptionnelle du centre commercial du Val-de-Fontenay. - Date de dernière mise à jour : 18 septembre 2024. | | | | | | | | |
| 118   | Dernière actualisation : — | | | | | | | | |
| 119   | Les Baconnets RER ⥋ Massy - Palaiseau RER / Vauhallan - Abbaye - Cimetière (sauf soirées & dimanches et fêtes) | Les Baconnets RER ⥋ Massy - Palaiseau RER / Vauhallan - Abbaye - Cimetière (sauf soirées & dimanches et fêtes)            | Les Baconnets RER ⥋ Massy - Palaiseau RER / Vauhallan - Abbaye - Cimetière (sauf soirées & dimanches et fêtes)            | Les Baconnets RER ⥋ Massy - Palaiseau RER / Vauhallan - Abbaye - Cimetière (sauf soirées & dimanches et fêtes)            | Les Baconnets RER ⥋ Massy - Palaiseau RER / Vauhallan - Abbaye - Cimetière (sauf soirées & dimanches et fêtes)            | Les Baconnets RER ⥋ Massy - Palaiseau RER / Vauhallan - Abbaye - Cimetière (sauf soirées & dimanches et fêtes)            | Les Baconnets RER ⥋ Massy - Palaiseau RER / Vauhallan - Abbaye - Cimetière (sauf soirées & dimanches et fêtes)            | Les Baconnets RER ⥋ Massy - Palaiseau RER / Vauhallan - Abbaye - Cimetière (sauf soirées & dimanches et fêtes)            | Les Baconnets RER ⥋ Massy - Palaiseau RER / Vauhallan - Abbaye - Cimetière (sauf soirées & dimanches et fêtes)            |
| 119   | Ouverture / Fermeture 10 octobre 1960 / — | Longueur — | Durée 40-42 20-22 min | Nb. d’arrêts 43 23 | Matériel Urbanway 12 GNV                                                                                                  | Jours de fonctionnement L, Ma, Me, J, V, S, D                                                                             | Jour / Soir / Nuit / Fêtes O / O / N / O                                                                                  | Voy. / an 1,9 million (2 021)                                                                                             | Centre-bus Massy |
| 119   | Desserte : - Villes et lieux desservis : Antony, Massy (Centre omnisports, Centre commercial Les Franciades, Mairie, Parc urbain Georges-Brassens, Coulée verte, Lycée Fustel-de-Coulanges, Lycée Technologique du Parc de Vilgénis), Palaiseau (Quartier du Pileu), Igny (Centre commercial), Vauhallan (Cimetière, Mairie). - Gares desservies : Les Baconnets, Massy - Palaiseau. | | | | | | | | |
| 119   | Autre : - Zone traversée : 4. - Arrêts non accessibles aux UFR : Les Castors vers Vauhallan, Bouton d'Or vers Abbaye Cimetière, J.Ferry-République vers Vauhallan, Yvette, Cent Marches, Clos Berthelot vers Massy et Antony, Avenue Saint-Marc et Président J.F. Kennedy vers Vauhallan, Rue du Pileu, La Vieille Vigne et Les Ruelles vers Les Baconnets, Parc de Vilgenis et Lycée de Vilgénis dans les deux sens, Bourgogne, Hopital Jacques Cartier, Rue des Canadiens et Centre Sportif Lionel Terray. - Amplitudes horaires : La ligne fonctionne du lundi au samedi de 5 h 30 à 1 h 10 du matin environ et les dimanches et fêtes à partir de 6 h 35. - Particularités : La ligne est limitée au parcours Massy-Palaiseau RER ↔ Les Baconnets RER après 21 h environ du lundi au samedi et toute la journée, les dimanches et fêtes. - Histoire : La partie entre Vauhallan et Massy - Palaiseau remplace l'ancienne ligne 496 qui reliait la gare de Massy - Palaiseau à la Mairie de Vauhallan, supprimée le 3 Janvier 2012, lors du prolongement de la ligne 119 de Marché du Pileu à Vauhallan. - Date de dernière mise à jour : 6 mars 2025. | | | | | | | | |
| 119   | Dernière actualisation : — | | | | | | | | |

### Lignes 120 à 129
| Ligne | Caractéristiques | Caractéristiques                                                                                           | Caractéristiques                                                                                           | Caractéristiques                                                                                           | Caractéristiques                                                                                           | Caractéristiques                                                                                           | Caractéristiques                                                                                           | Caractéristiques                                                                                           | Caractéristiques                                                                                           |
| 120   | Nogent-sur-Marne RER ⥋ Noisy-le-Grand-Mont d'Est RER | Nogent-sur-Marne RER ⥋ Noisy-le-Grand-Mont d'Est RER                                                       | Nogent-sur-Marne RER ⥋ Noisy-le-Grand-Mont d'Est RER                                                       | Nogent-sur-Marne RER ⥋ Noisy-le-Grand-Mont d'Est RER                                                       | Nogent-sur-Marne RER ⥋ Noisy-le-Grand-Mont d'Est RER                                                       | Nogent-sur-Marne RER ⥋ Noisy-le-Grand-Mont d'Est RER                                                       | Nogent-sur-Marne RER ⥋ Noisy-le-Grand-Mont d'Est RER                                                       | Nogent-sur-Marne RER ⥋ Noisy-le-Grand-Mont d'Est RER                                                       | Nogent-sur-Marne RER ⥋ Noisy-le-Grand-Mont d'Est RER                                                       |
| ----- | --- | --- | --- | --- | --- | --- | --- | --- | --- |
| 120   | Ouverture / Fermeture 11 septembre 1944 / — | Longueur —                                                                                                 | Durée 30-49 min                                                                                            | Nb. d’arrêts 33                                                                                            | Matériel Urbanway 12 Hybride                                                                               | Jours de fonctionnement L, Ma, Me, J, V, S, D                                                              | Jour / Soir / Nuit / Fêtes O / O / N / O                                                                   | Voy. / an 2,5 millions (2 021)                                                                             | Centre-bus Bords de Marne                                                                                  |
| 120   | Desserte : - Villes et lieux desservis : Nogent-sur-Marne (Sous-préfecture du Val-de-Marne, Parc départemental Watteau, Église Saint-Saturnin, Mairie), Le Perreux-sur-Marne, Bry-sur-Marne (Mairie, Cimetière, Hôpital Saint-Camille, Institut national de l'audiovisuel (INA)), Villiers-sur-Marne (Société française de production (SFP)), Noisy-le-Grand (Hôpital privé de Marne-la-Vallée, Centre commercial Arcades, Lycée international de l'Est parisien). - Gares desservies : Nogent-sur-Marne, Nogent - Le Perreux, Bry-sur-Marne, Noisy-le-Grand-Mont d'Est. | | | | | | | | |
| 120   | Autre : - Zones traversées : 3 et 4. - Arrêts non accessibles aux UFR : Mairie de Bry-sur-Marne vers Noisy-le-Grand, Avenue de Rigny, Rue du Pressoir, 2 Décembre 1870, Hôpital Saint-Camille, Georges Méliès, Molière, La Fontaine vers Nogent-sur-Marne. - Amplitudes horaires : La ligne fonctionne du lundi au samedi de 4 h 55 à 1 h 15 du matin environ et les dimanches et fêtes à partir de 6 h 20. - Particularités : - Entre 7 h et 9 h 30 puis entre 15 h 50 et 19 h 50, il y a des services partiels entre Nogent-sur-Marne RER et Hôpital Saint-Camille. - À compter du 1er septembre 2014, le service de soirée est étendu sur l'intégralité de la ligne. Le dernier départ de Mont d'Est est assuré à 0 h 30 et le dernier départ de Nogent-sur-Marne à 0 h 45. - Date de dernière mise à jour : 18 septembre 2024. | | | | | | | | |
| 120   | Dernière actualisation : — | | | | | | | | |
| 121   | Mairie de Montreuil ⥋ Château de Villemomble (Villemomble - Lycée Georges Clemenceau aux heures scolaires) | Mairie de Montreuil ⥋ Château de Villemomble (Villemomble - Lycée Georges Clemenceau aux heures scolaires) | Mairie de Montreuil ⥋ Château de Villemomble (Villemomble - Lycée Georges Clemenceau aux heures scolaires) | Mairie de Montreuil ⥋ Château de Villemomble (Villemomble - Lycée Georges Clemenceau aux heures scolaires) | Mairie de Montreuil ⥋ Château de Villemomble (Villemomble - Lycée Georges Clemenceau aux heures scolaires) | Mairie de Montreuil ⥋ Château de Villemomble (Villemomble - Lycée Georges Clemenceau aux heures scolaires) | Mairie de Montreuil ⥋ Château de Villemomble (Villemomble - Lycée Georges Clemenceau aux heures scolaires) | Mairie de Montreuil ⥋ Château de Villemomble (Villemomble - Lycée Georges Clemenceau aux heures scolaires) | Mairie de Montreuil ⥋ Château de Villemomble (Villemomble - Lycée Georges Clemenceau aux heures scolaires) |
| 121   | Ouverture / Fermeture 4 septembre 1944 / — | Longueur —                                                                                                 | Durée 21-26 (+5) min                                                                                       | Nb. d’arrêts 21 (+5)                                                                                       | Matériel GX 337 ELEC                                                                                       | Jours de fonctionnement L, Ma, Me, J, V, S, D                                                              | Jour / Soir / Nuit / Fêtes O / O / N / O                                                                   | Voy. / an 3,6 millions (2 021)                                                                             | Centre-bus Les Lilas                                                                                       |
| 121   | Desserte : - Villes et lieux desservis : Montreuil (Mairie, Nouveau théâtre de Montreuil, Lycée Jean-Jaurès), Rosny-sous-Bois (Fort de Rosny, Centre commercial Rosny 2, Bois-Perrier), Gagny, Villemomble (Cimetière, Château, Lycée Georges-Clemenceau). - Stations et gares desservies : Mairie de Montreuil, Rosny-Bois-Perrier, (Gagny uniquement aux heures d'entrée et de sortie du Lycée Georges Clemenceau). | | | | | | | | |
| 121   | Autre : - Zones traversées : 3 et 4. - Arrêt non accessible aux UFR : Van Derheyden, Chemin de Bondy, Bois Perrier Nord, Cimetière de Villemomble (vers Mairie de Montreuil uniquement). Rue de Neuilly (desserte à horaire spécifique), Boulevard André (desserte à horaire spécifique), Gagny RER (desserte à horaire spécifique), Avenue Lucie (desserte à horaire spécifique), Villemomble - Lycée Georges Clémenceau (desserte à horaire spécifique) - Amplitudes horaires : La ligne fonctionne du lundi au samedi de 5 h 10 à 0 h 55 et les dimanches et fêtes à partir de 6 h 30. Les vendredis, samedis et veilles de fête, le service est prolongé d'une heure, se terminant alors à 1 h 55 du matin. - Particularités : - La desserte de la courte portion de ligne entre Château de Villemomble et Villemomble - Lycée Georges Clemenceau est assurée uniquement à raison de quelques bus par jour aux heures principales d'entrée et de sortie du lycée Georges Clemenceau de Villemomble. - Des services partiels sont observés sur la ligne entre Mairie de Montreuil et Eglise de Rosny-sous-Bois du lundi au vendredi aux heures de pointe. - Date de dernière mise à jour : 23 juillet 2024. | | | | | | | | |
| 121   | Dernière actualisation : — | | | | | | | | |
| 122   | Gallieni ⥋ Val de Fontenay RER | Gallieni ⥋ Val de Fontenay RER                                                                             | Gallieni ⥋ Val de Fontenay RER                                                                             | Gallieni ⥋ Val de Fontenay RER                                                                             | Gallieni ⥋ Val de Fontenay RER                                                                             | Gallieni ⥋ Val de Fontenay RER                                                                             | Gallieni ⥋ Val de Fontenay RER                                                                             | Gallieni ⥋ Val de Fontenay RER                                                                             | Gallieni ⥋ Val de Fontenay RER                                                                             |
| 122   | Ouverture / Fermeture 5 novembre 1945 / — | Longueur —                                                                                                 | Durée 42-56 min                                                                                            | Nb. d’arrêts 39                                                                                            | Matériel Urbanway 12 Hybride Bluebus 12 Facelift                                                           | Jours de fonctionnement L, Ma, Me, J, V, S, D                                                              | Jour / Soir / Nuit / Fêtes O / O / N / O                                                                   | Voy. / an ≈8,6 millions (2 019)                                                                            | Centre-bus Les Lilas                                                                                       |
| 122   | Desserte : - Villes et lieux desservis : Bagnolet (Gare routière internationale de Paris-Gallieni, Centre commercial Bel-Est, Tours Mercuriales, Mairie), Montreuil (Mairie, Nouveau théâtre de Montreuil, Collège Jean-Moulin, Nouveau cimetière, Parc des Beaumonts, Lycée Paul-Doumer, Stades Jean-Delbert, Robert-Legros et Romain-Rolland, Parc de Montreau), Fontenay-sous-Bois (Cimetière de Vincennes). - Stations et gares desservies : Gallieni, Croix de Chavaux, Mairie de Montreuil, Val de Fontenay. | | | | | | | | |
| 122   | Autre : - Zones traversées : 2 et 3. - Arrêts non accessibles aux UFR : Général de Gaulle. - Amplitudes horaires : La ligne fonctionne du lundi au samedi de 5 h 10 à 1 h 10 du matin environ et les dimanches et fêtes à partir de 6 h 45. Les vendredis, samedis et veilles de fête, le service est prolongé d'une heure, se terminant alors à 2 h 10 du matin environ. - Date de dernière mise à jour : 8 août 2024. | | | | | | | | |
| 122   | Dernière actualisation : — | | | | | | | | |
| 123   | Porte d'Auteuil ⥋ Mairie d'Issy | Porte d'Auteuil ⥋ Mairie d'Issy                                                                            | Porte d'Auteuil ⥋ Mairie d'Issy                                                                            | Porte d'Auteuil ⥋ Mairie d'Issy                                                                            | Porte d'Auteuil ⥋ Mairie d'Issy                                                                            | Porte d'Auteuil ⥋ Mairie d'Issy                                                                            | Porte d'Auteuil ⥋ Mairie d'Issy                                                                            | Porte d'Auteuil ⥋ Mairie d'Issy                                                                            | Porte d'Auteuil ⥋ Mairie d'Issy                                                                            |
| 123   | Ouverture / Fermeture 9 octobre 1944, / — | Longueur 8,50 km                                                                                           | Durée — | Nb. d’arrêts 29                                                                                            | Matériel Lion's City Hybride                                                                               | Jours de fonctionnement L, Ma, Me, J, V, S, D                                                              | Jour / Soir / Nuit / Fêtes O / O / N / O                                                                   | Voy. / an 4,2 millions (2 021)                                                                             | Centre-bus Malakoff                                                                                        |
| 123   | Desserte : - Villes et lieux desservis : Paris (Bois de Boulogne, Stades Jean-Bouin et Roland-Garros), Boulogne-Billancourt (Hôpital Ambroise-Paré, Mairie, Université Paris V), Issy-les-Moulineaux (Parc départemental de l'Île-Saint-Germain, Jardin botanique, Stades Jean-Bouin et G.-Voisin), CNET, Mairie). - Stations et gares desservies : Porte d'Auteuil, Boulogne - Jean Jaurès, Marcel Sembat, Les Moulineaux (T2), Gare d'Issy, Mairie d'Issy. | | | | | | | | |
| 123   | Autre : - Zone traversée : 2. - Arrêts non accessibles aux UFR : Porte d'Auteuil, Stade Roland-Garros, Rue des Pins, Mairie d'Issy. - Vers Porte d'Auteuil : Église de Boulogne-Billancourt, Les Moulineaux, Verdun-Docteur Lombard. - Vers Mairie d'Issy : Boulogne - Jean Jaurès, Paul Besnard, Ferber - Gallieni. - Amplitudes horaires : La ligne fonctionne du lundi au samedi de 5 h 30 à 0 h 35 environ et les dimanches et fêtes à partir de 6 h 15. Les vendredis, samedis et veilles de fête, le service est prolongé d'une heure, se terminant alors à 1 h 35 du matin environ. - Date de dernière mise à jour : 24 mai 2022. | | | | | | | | |
| 123   | Dernière actualisation : — | | | | | | | | |
| 124   | Château de Vincennes ⥋ Montreuil - Boissière-Acacia | Château de Vincennes ⥋ Montreuil - Boissière-Acacia                                                        | Château de Vincennes ⥋ Montreuil - Boissière-Acacia                                                        | Château de Vincennes ⥋ Montreuil - Boissière-Acacia                                                        | Château de Vincennes ⥋ Montreuil - Boissière-Acacia                                                        | Château de Vincennes ⥋ Montreuil - Boissière-Acacia                                                        | Château de Vincennes ⥋ Montreuil - Boissière-Acacia                                                        | Château de Vincennes ⥋ Montreuil - Boissière-Acacia                                                        | Château de Vincennes ⥋ Montreuil - Boissière-Acacia                                                        |
| 124   | Ouverture / Fermeture 17 juin 1946 / — | Longueur —                                                                                                 | Durée 55-70 min                                                                                            | Nb. d’arrêts 43                                                                                            | Matériel Citelis 12 Urbanway 12                                                                            | Jours de fonctionnement L, Ma, Me, J, V, S, D                                                              | Jour / Soir / Nuit / Fêtes O / O / N / O                                                                   | Voy. / an ≈3,6 millions (2 019)                                                                            | Centre-bus Bords de Marne                                                                                  |
| 124   | Desserte : - Villes et lieux desservis : Paris (Château de Vincennes, Fort Neuf, Bois de Vincennes), Vincennes (Mairie), Montreuil, Fontenay-sous-Bois (Mairie, Fort de Nogent, Cimetière, Stades André-Laurent, Les Épivans et G.-Le Tiec, Parc des Épivans, Quartiers : Val-de-Fontenay, Bois Cadet, Centre-ville, Les Rigollots, Les Parapluies), Rosny-sous-Bois (Église, Place Van-Derheyden, Zone industrielle Nanteuil, Le Parc de Nanteuil). - Stations et gares desservies : Château de Vincennes, Vincennes, Fontenay-sous-Bois, Val de Fontenay, Rosny-sous-Bois, La Dhuys. | | | | | | | | |
| 124   | Autre : - Zones traversées : 2 et 3. - Arrêts non accessibles aux UFR : Boschot, Montesquieu, Jean Macé vers Montreuil, Gabriel Péri - De Gaulle, Françoise Dolto, La Dhuys, Étienne Dolet, Montreuil - Boissière-Acacia. - Amplitudes horaires : La ligne fonctionne du lundi au samedi de 5 h 35 à 1 h du matin environ et les dimanches et fêtes à partir de 7 h environ. Les vendredis, samedis et veilles de fête, le service est prolongé d'une heure, se terminant alors à 2 h 5 du matin environ. - Date de dernière mise à jour : 20 décembre 2024. | | | | | | | | |
| 124   | Dernière actualisation : — | | | | | | | | |
| 125   | Porte d'Orléans ⥋ École vétérinaire de Maisons-Alfort | Porte d'Orléans ⥋ École vétérinaire de Maisons-Alfort                                                      | Porte d'Orléans ⥋ École vétérinaire de Maisons-Alfort                                                      | Porte d'Orléans ⥋ École vétérinaire de Maisons-Alfort                                                      | Porte d'Orléans ⥋ École vétérinaire de Maisons-Alfort                                                      | Porte d'Orléans ⥋ École vétérinaire de Maisons-Alfort                                                      | Porte d'Orléans ⥋ École vétérinaire de Maisons-Alfort                                                      | Porte d'Orléans ⥋ École vétérinaire de Maisons-Alfort                                                      | Porte d'Orléans ⥋ École vétérinaire de Maisons-Alfort                                                      |
| 125   | Ouverture / Fermeture 7 septembre 1944 / — | Longueur —                                                                                                 | Durée 36-44 min                                                                                            | Nb. d’arrêts 35                                                                                            | Matériel GX 337 ELEC                                                                                       | Jours de fonctionnement L, Ma, Me, J, V, S, D                                                              | Jour / Soir / Nuit / Fêtes O / O / N / O                                                                   | Voy. / an 4,3 millions (2 021)                                                                             | Centre-bus Vitry                                                                                           |
| 125   | Desserte : - Villes et lieux desservis : Paris (14e), Montrouge, Gentilly (Mairie), Le Kremlin-Bicêtre (Hôpital Bicêtre, Église Saint-Camille, Cimetière parisien d'Ivry), Ivry-sur-Seine (Centre-Bus RATP des Quais de Seine, Mairie, Stade Lénine, Centre commercial Ivry-Grand-Ciel, Ivry-Port), Alfortville (Chinagora), Maisons-Alfort (École nationale vétérinaire d'Alfort). - Stations et gares desservies : Porte d'Orléans, Gare de Gentilly, Hôpital Bicêtre, Le Kremlin-Bicêtre, Cimetière Parisien d’Ivry et La Briqueterie (T9), Mairie d'Ivry, Gare d'Ivry-sur-Seine, École vétérinaire de Maisons-Alfort. | | | | | | | | |
| 125   | Autre : - Zones traversées : 1 à 3. - Arrêts non accessibles aux UFR : - Vers Porte d'Orléans : Convention-Jaurès, Hôpital Bicêtre-Benserade. - Amplitudes horaires : La ligne fonctionne du lundi au samedi de 5 h 5 à 1 h 25 du matin environ et les dimanches et fêtes à partir de 6 h. Les vendredis, samedis et veilles de fête, le service est prolongé d'une heure, se terminant alors à 2 h 25 du matin environ. - Date de dernière mise à jour : 8 juillet 2025. | | | | | | | | |
| 125   | Dernière actualisation : — | | | | | | | | |
| 126   | Parc de Saint-Cloud ⥋ Porte d'Orléans | Parc de Saint-Cloud ⥋ Porte d'Orléans                                                                      | Parc de Saint-Cloud ⥋ Porte d'Orléans                                                                      | Parc de Saint-Cloud ⥋ Porte d'Orléans                                                                      | Parc de Saint-Cloud ⥋ Porte d'Orléans                                                                      | Parc de Saint-Cloud ⥋ Porte d'Orléans                                                                      | Parc de Saint-Cloud ⥋ Porte d'Orléans                                                                      | Parc de Saint-Cloud ⥋ Porte d'Orléans                                                                      | Parc de Saint-Cloud ⥋ Porte d'Orléans                                                                      |
| 126   | Ouverture / Fermeture 7 septembre 1944 / — | Longueur 9,20 km                                                                                           | Durée 35-55 min                                                                                            | Nb. d’arrêts 26                                                                                            | Matériel GX 337 Hybride                                                                                    | Jours de fonctionnement L, Ma, Me, J, V, S, D                                                              | Jour / Soir / Nuit / Fêtes O / O / N / O                                                                   | Voy. / an 5,2 millions (2 021)                                                                             | Centre-bus Malakoff                                                                                        |
| 126   | Desserte : - Villes et lieux desservis : Saint-Cloud (Parc de Saint-Cloud), Boulogne-Billancourt (Mairie), Issy-les-Moulineaux (Parc de l'Île-Saint-Germain, Siège d'Eurosport, Parc des Sports, Hôpital Corentin-Celton), Vanves (Mairie, Centre administratif, Marché, Carrefour de l'Insurrection), Malakoff, Montrouge (Mairie), Paris (Porte d'Orléans). - Stations et gares desservies : Parc de Saint-Cloud (T2), Boulogne - Pont de Saint-Cloud, Marcel Sembat, Gare d'Issy-Val de Seine (RER C et T2), Corentin Celton, Gare de Vanves - Malakoff, Mairie de Montrouge, Porte d'Orléans. | | | | | | | | |
| 126   | Autre : - Zone traversée : 1 et 2. - Arrêts non accessibles aux UFR : Ancienne Mairie, Danjou, Rue du Point-du-Jour. - Vers Parc de Saint-Cloud : Quai du Point-du-Jour, Marcel Sembat. - Vers Porte d'Orléans : Rhin et Danube, Président Robert Schuman, Victor Hugo, Corentin Celton. - Amplitudes horaires : La ligne fonctionne du lundi au samedi de 5 h 30 à 0 h 45 environ et les dimanches et fêtes à partir de 6 h 30. Les vendredis, samedis et veilles de fête, le service est prolongé d'une heure, se terminant alors à 1 h 45 du matin environ. - Particularités : En février 2018, la ligne 126 est la troisième ligne de la RATP à expérimenter les Bluebus 12 m électriques après la ligne 341 depuis 2016 et la ligne 115 depuis 2017. - Date de dernière mise à jour : 8 août 2024. | | | | | | | | |
| 126   | Dernière actualisation : — | | | | | | | | |
| 127   | Montreuil - Croix de Chavaux ⥋ Neuilly-sur-Marne - Place de la Résistance | Montreuil - Croix de Chavaux ⥋ Neuilly-sur-Marne - Place de la Résistance                                  | Montreuil - Croix de Chavaux ⥋ Neuilly-sur-Marne - Place de la Résistance                                  | Montreuil - Croix de Chavaux ⥋ Neuilly-sur-Marne - Place de la Résistance                                  | Montreuil - Croix de Chavaux ⥋ Neuilly-sur-Marne - Place de la Résistance                                  | Montreuil - Croix de Chavaux ⥋ Neuilly-sur-Marne - Place de la Résistance                                  | Montreuil - Croix de Chavaux ⥋ Neuilly-sur-Marne - Place de la Résistance                                  | Montreuil - Croix de Chavaux ⥋ Neuilly-sur-Marne - Place de la Résistance                                  | Montreuil - Croix de Chavaux ⥋ Neuilly-sur-Marne - Place de la Résistance                                  |
| 127   | Ouverture / Fermeture 27 mai 1957 / — | Longueur —                                                                                                 | Durée 25-50 min                                                                                            | Nb. d’arrêts 31                                                                                            | Matériel Urbanway 12 Hybride Citelis 12 Urbanway 12                                                        | Jours de fonctionnement L, Ma, Me, J, V, S, D                                                              | Jour / Soir / Nuit / Fêtes O / O / N / O                                                                   | Voy. / an ≈3,9 millions (2 019)                                                                            | Centre-bus Bords de Marne                                                                                  |
| 127   | Desserte : - Villes et lieux desservis : Montreuil (Croix de Chavaux), Fontenay-sous-Bois (Grands Pêchers, Cimetière), Neuilly-Plaisance (Mairie), Neuilly-sur-Marne (Mairie, Place de la Résistance, Église Sainte-Baudile, Place des Victoires, Stades Georges-Foulon et Henri-Deglane, Jardin des Fauvettes, Île-de-France). - Station desservie : Croix de Chavaux. | | | | | | | | |
| 127   | Autre : - Zones traversées : 3 et 4. - Arrêts non accessibles aux UFR : Croix de Chavaux, Wilson-Gabriel Péri, Jeanne d'Arc, Ernest Renan vers Neuilly, Védrines vers Montreuil, Carnot et Square Jean Mermoz vers Montreuil, Georges Clemenceau et Victor Hugo vers Neuilly, Place de la Résistance vers Montreuil, Pasteur. - Amplitudes horaires : La ligne fonctionne du lundi au samedi de 4 h 40 à 1 h 5 du matin environ et les dimanches et fêtes à partir de 6 h 10. Les vendredis, samedis et veilles de fête, le service est prolongé d'une heure, se terminant alors à 2 h 25 du matin environ. - Particularités : - Les arrêts Pasteur, Simone Bigot, Place des Victoires, Roussillon et Île-de-France sont les premiers desservis par les bus après avoir quitté le terminus Place de la Résistance, en direction de Montreuil. - À partir de 20 h 55, les arrêts Roussillon et Île-de-France ne sont plus desservis. - Date de dernière mise à jour : 7 mars 2025. | | | | | | | | |
| 127   | Dernière actualisation : — | | | | | | | | |
| 128   | Porte d'Orléans ⥋ Robinson RER | Porte d'Orléans ⥋ Robinson RER                                                                             | Porte d'Orléans ⥋ Robinson RER                                                                             | Porte d'Orléans ⥋ Robinson RER                                                                             | Porte d'Orléans ⥋ Robinson RER                                                                             | Porte d'Orléans ⥋ Robinson RER                                                                             | Porte d'Orléans ⥋ Robinson RER                                                                             | Porte d'Orléans ⥋ Robinson RER                                                                             | Porte d'Orléans ⥋ Robinson RER                                                                             |
| 128   | Ouverture / Fermeture 9 octobre 1944 / — | Longueur —                                                                                                 | Durée — | Nb. d’arrêts 24                                                                                            | Matériel GX 337 SE Urbanway 12 Hybride                                                                     | Jours de fonctionnement L, Ma, Me, J, V, S, D                                                              | Jour / Soir / Nuit / Fêtes O / O / N / O                                                                   | Voy. / an 3,6 millions (2 021)                                                                             | Centre-bus Corentin                                                                                        |
| 128   | Desserte : - Villes et lieux desservis : Paris 14e (Porte d'Orléans, Cimetière de Montrouge, Stade Élizabeth), Montrouge (Mairie, Église Saint-Jacques-Le-Majeur), Bagneux (Cimetière parisien de Bagneux, Mairie, Stade Port-Talbot, Lycée professionnel Vinci, Église Saint-Hermeland), Fontenay-aux-Roses (Parc Sainte-Barbe, Coulée Verte, Église Saint-Pierre Saint-Paul, Université Paris I, Gymnase Jean-Fournier), Sceaux (Mairie, Coulée verte, Cité scolaire Marie-Curie, Cimetière). - Stations et gares desservies : Porte d'Orléans, Mairie de Montrouge, Barbara, Gare de Fontenay-aux-Roses, Gare de Robinson. | | | | | | | | |
| 128   | Autre : - Zones traversées : 1, 2 et 3. - Arrêts non accessibles aux UFR : Porte d'Orléans. - Vers Porte d’Orléans : Barbara, Robinson RER (arrêt départ). - Vers Robinson RER : Pasteur, Cimetière de Sceaux. - Amplitudes horaires : La ligne fonctionne du lundi au samedi de 5 h 30 à 0 h 50 et les dimanches et fêtes à partir de 7 h 5. Les vendredis, samedis et veilles de fête, le service est prolongé d'une heure, se terminant alors à 1 h 50 du matin environ. - Date de dernière mise à jour : 8 août 2024. | | | | | | | | |
| 128   | Dernière actualisation : — | | | | | | | | |
| 129   | Romainville - Vassou ⥋ Mairie de Montreuil | Romainville - Vassou ⥋ Mairie de Montreuil                                                                 | Romainville - Vassou ⥋ Mairie de Montreuil                                                                 | Romainville - Vassou ⥋ Mairie de Montreuil                                                                 | Romainville - Vassou ⥋ Mairie de Montreuil                                                                 | Romainville - Vassou ⥋ Mairie de Montreuil                                                                 | Romainville - Vassou ⥋ Mairie de Montreuil                                                                 | Romainville - Vassou ⥋ Mairie de Montreuil                                                                 | Romainville - Vassou ⥋ Mairie de Montreuil                                                                 |
| 129   | Ouverture / Fermeture 16 juin 1952 / — | Longueur —                                                                                                 | Durée 20-30 min                                                                                            | Nb. d’arrêts 16                                                                                            | Matériel GX 337 ELEC                                                                                       | Jours de fonctionnement L, Ma, Me, J, V, S, D                                                              | Jour / Soir / Nuit / Fêtes O / O / N / O                                                                   | Voy. / an 4,8 millions (2 021)                                                                             | Centre-bus Les Lilas                                                                                       |
| 129   | Desserte : - Villes et lieux desservis : Romainville (Mairie, Fort de Noisy), Montreuil (Hôpital intercommunal André-Grégoire, Mairie, Nouveau théâtre de Montreuil, Lycée Jean-Jaurès). - Stations desservies : Romainville - Carnot, Montreuil - Hôpital, Mairie de Montreuil. | | | | | | | | |
| 129   | Autre : - Zones traversées : 3 et 4. - Arrêt non accessible aux UFR : Romainville - Vassou (terminus), Mairie de Romainville vers Romainville, Trois Communes, Hôpital André Grégoire, Montreuil - Hôpital, La Boissière vers Romainville, Place François Mitterrand vers Romainville. - Amplitudes horaires : La ligne fonctionne du lundi au samedi de 5 h 5 à 1 h environ et les dimanches et fêtes à partir de 6 h 40. Les vendredis, samedis et veilles de fête, le service est prolongé d'une heure, se terminant alors à 2 h du matin environ. - Particularités : De nombreux services partiels circulent entre Mairie de Montreuil et Trois Communes. - Date de dernière mise à jour : 14 juin 2024. | | | | | | | | |
| 129   | Dernière actualisation : — | | | | | | | | |

### Lignes 130 à 139
| Ligne | Caractéristiques | Caractéristiques | Caractéristiques | Caractéristiques | Caractéristiques | Caractéristiques | Caractéristiques | Caractéristiques | Caractéristiques |
| 131   | Porte d'Italie ⥋ Mairie de Chevilly-Larue - Théâtre / Rungis - La Fraternelle RER | Porte d'Italie ⥋ Mairie de Chevilly-Larue - Théâtre / Rungis - La Fraternelle RER                                                        | Porte d'Italie ⥋ Mairie de Chevilly-Larue - Théâtre / Rungis - La Fraternelle RER                                                        | Porte d'Italie ⥋ Mairie de Chevilly-Larue - Théâtre / Rungis - La Fraternelle RER                                                        | Porte d'Italie ⥋ Mairie de Chevilly-Larue - Théâtre / Rungis - La Fraternelle RER                                                        | Porte d'Italie ⥋ Mairie de Chevilly-Larue - Théâtre / Rungis - La Fraternelle RER                                                        | Porte d'Italie ⥋ Mairie de Chevilly-Larue - Théâtre / Rungis - La Fraternelle RER                                                        | Porte d'Italie ⥋ Mairie de Chevilly-Larue - Théâtre / Rungis - La Fraternelle RER                                                        | Porte d'Italie ⥋ Mairie de Chevilly-Larue - Théâtre / Rungis - La Fraternelle RER                                                        |
| ----- | --- | --- | --- | --- | --- | --- | --- | --- | --- |
| 131   | Ouverture / Fermeture 4 août 1958 / — | Longueur — | Durée 52/36 min | Nb. d’arrêts 31/16 | Matériel Citaro C2 Citelis 12 GX 337 ELEC                                                                                                | Jours de fonctionnement L, Ma, Me, J, V, S, D                                                                                            | Jour / Soir / Nuit / Fêtes O / O / N / O                                                                                                 | Voy. / an 3,7 millions (2 021) | Centre-bus Vitry |
| 131   | Desserte : - Villes et lieux desservis : Paris (13e) (Porte d'Italie), Le Kremlin-Bicêtre (Église Sainte-Famille, Hôpital Bicêtre, Lycée Darius-Milhaud), Villejuif (Hôpital Paul-Brousse, Parc du 8‑Mai‑1945, Institut Gustave-Roussy, Parc départemental des Hautes-Bruyères, Stade Dolli, Établissement public de santé Paul-Guiraud), L'Haÿ-les-Roses (Église de Lallier), Chevilly-Larue (Mairie, Centre de Pneumologie, Cimetière intercommunal, Parc municipal des Sports), Rungis (Mairie, Stade Lucien-Grelinger, Zone industrielle Silic, Église Notre-Dame-de-l'Assomption). - Stations et gares desservies : Porte d'Italie, Le Kremlin-Bicêtre, Villejuif - Gustave Roussy, L'Haÿ-les-Roses, Mairie de Chevilly-Larue et Le Delta (Tvm), Robert Schuman (T7), Rungis - La Fraternelle. | | | | | | | | |
| 131   | Autre : - Zones traversées : 2, 3 et 4. - Arrêts non accessibles aux UFR : Les Coquettes, Rue d’Arcueil. - Vers Porte d’Italie : Hôpital du Kremlin-Bicêtre, Youri Gagarine, Les Dahlias, L'Haÿ-Les-Roses - Lallier, Les Antes. - Vers Rungis - La Fraternelle RER : Le Kremlin-Bicêtre Métro, "Chastenet de Géry", Institut Gustave Roussy, Mairie de Chevilly-Larue, Jean Mermoz - Général de Gaulle, Place Louis XIII. - Amplitudes horaires : La ligne fonctionne du lundi au samedi de 4 h 40 à 1 h 15 du matin et les dimanches et fêtes à partir de 7 h. Les vendredis, samedis et veilles de fête, le service est prolongé d'une heure, se terminant alors à 2 h 15 du matin. - Particularités : - Tous les jours, la ligne est exploitée selon trois services différents se succédant régulièrement : - Porte d'Italie ⥋ Rungis - La Fraternelle RER constituant de la totalité du parcours (avec un dernier départ à 22 h 30 depuis Porte d'Italie et à 23 h 20 depuis Rungis) ; - Porte d'Italie ⥋ Mairie de Chevilly-Larue - Théâtre constituant un service partiel et la majorité des services de cette ligne. Ce terminus spécifique (en retrait du parcours principal) assure ainsi une correspondance immédiate avec le Trans-Val-de-Marne ; - Date de dernière mise à jour : 8 juillet 2025. | | | | | | | | |
| 131   | Dernière actualisation : — | | | | | | | | |
| 132   | Bibliothèque François-Mitterrand ⥋ Vitry-sur-Seine - Moulin Vert | Bibliothèque François-Mitterrand ⥋ Vitry-sur-Seine - Moulin Vert                                                                         | Bibliothèque François-Mitterrand ⥋ Vitry-sur-Seine - Moulin Vert                                                                         | Bibliothèque François-Mitterrand ⥋ Vitry-sur-Seine - Moulin Vert                                                                         | Bibliothèque François-Mitterrand ⥋ Vitry-sur-Seine - Moulin Vert                                                                         | Bibliothèque François-Mitterrand ⥋ Vitry-sur-Seine - Moulin Vert                                                                         | Bibliothèque François-Mitterrand ⥋ Vitry-sur-Seine - Moulin Vert                                                                         | Bibliothèque François-Mitterrand ⥋ Vitry-sur-Seine - Moulin Vert                                                                         | Bibliothèque François-Mitterrand ⥋ Vitry-sur-Seine - Moulin Vert                                                                         |
| 132   | Ouverture / Fermeture 1er juillet 1963 / — | Longueur — | Durée 35-48 min | Nb. d’arrêts 35 | Matériel GX 337 ELEC | Jours de fonctionnement L, Ma, Me, J, V, S, D                                                                                            | Jour / Soir / Nuit / Fêtes O / O / N / O                                                                                                 | Voy. / an 4,1 millions (2 021) | Centre-bus Vitry |
| 132   | Desserte : - Villes et lieux desservis : Paris (Bibliothèque François-Mitterrand, Porte de Vitry), Ivry-sur-Seine (Parc des Cormailles, Lycée Romain Rolland, Mairie, Gymnase Auguste-Delaune, Fort d'Ivry), Vitry-sur-Seine (Magasin Métro, Institut médico-pédagogique, Exploradôme, Ancien cimetière, Église Saint-Germain, Théâtre Jean-Vilar, Mairie, Parc des Blondeaux, Parc du Côteau, Lycée Jean-Jacques Rousseau, IUT, Domaine départemental Adolphe-Chérioux). - Stations et gares desservies : Gare de la Bibliothèque François-Mitterrand (RER) , Bibliothèque François-Mitterrand (Métro), Maryse Bastié (T3a depuis l’arrêt Porte de Vitry), Mairie d'Ivry, Mairie de Vitry-sur-Seine (T9), Moulin Vert (T7). | | | | | | | | |
| 132   | Autre : - Zones traversées : 1 à 3. - Arrêts non accessibles aux UFR : Camélinat, J. Grimau-voie Verte, Cité Jardin, Vitry-sur-Seine - Moulin Vert. - Vers Bibliothèque François-Mitterrand : 'Bibliothèque François-Mitterrand (arrêt descente), Bibliothèque - Chevaleret, Lavoisier - Carrières. - Vers Vitry-sur-Seine - Moulin Vert : Colonel Fabien. - Amplitudes horaires : La ligne fonctionne du lundi au samedi de 5 h 35 à 1 h 25 du matin et les dimanches et fêtes à partir de 7 h 5. Les vendredis, samedis et veilles de fête, le service est prolongé d'une heure, se terminant alors à 2 h 25 du matin environ. - Particularités : En raison du marché, la ligne dévie de son itinéraire normal entre les arrêts Exploradrôme et Audigeois en direction de Vitry-sur-Seine - Moulin Vert uniquement les mercredis et samedis du début de service à 15 h environ et ne dessert plus l'arrêt Eglise de Vitry. - Date de dernière mise à jour : 8 août 2024. | | | | | | | | |
| 132   | Dernière actualisation : — | | | | | | | | |
| 133   | Le Bourget RER ⥋ Gare de Sarcelles - Saint-Brice / (Sarcelles - Bois d'Écouen aux heures de pointe) | Le Bourget RER ⥋ Gare de Sarcelles - Saint-Brice / (Sarcelles - Bois d'Écouen aux heures de pointe)                                      | Le Bourget RER ⥋ Gare de Sarcelles - Saint-Brice / (Sarcelles - Bois d'Écouen aux heures de pointe)                                      | Le Bourget RER ⥋ Gare de Sarcelles - Saint-Brice / (Sarcelles - Bois d'Écouen aux heures de pointe)                                      | Le Bourget RER ⥋ Gare de Sarcelles - Saint-Brice / (Sarcelles - Bois d'Écouen aux heures de pointe)                                      | Le Bourget RER ⥋ Gare de Sarcelles - Saint-Brice / (Sarcelles - Bois d'Écouen aux heures de pointe)                                      | Le Bourget RER ⥋ Gare de Sarcelles - Saint-Brice / (Sarcelles - Bois d'Écouen aux heures de pointe)                                      | Le Bourget RER ⥋ Gare de Sarcelles - Saint-Brice / (Sarcelles - Bois d'Écouen aux heures de pointe)                                      | Le Bourget RER ⥋ Gare de Sarcelles - Saint-Brice / (Sarcelles - Bois d'Écouen aux heures de pointe)                                      |
| 133   | Ouverture / Fermeture 18 décembre 1961 / — | Longueur 16 km | Durée 36-43 51-55 min | Nb. d’arrêts 28 36 | Matériel GX 337 Hybride Urbanway 12 GNV                                                                                                  | Jours de fonctionnement L, Ma, Me, J, V, S, D                                                                                            | Jour / Soir / Nuit / Fêtes O / O / N / O                                                                                                 | Voy. / an 5,9 millions (2 021) | Centre-bus Flandre |
| 133   | Desserte : - Villes et lieux desservis : Le Bourget (Mairie, Cimetière), Dugny (École Joliot–Curie, Mairie, Complexe Sportif Alain Mimoun, Parc Georges-Valbon, Lycées professionnel François Rabelais et Robert Schuman), Garges-lès-Gonesse (Marché, Mairie, Stade Jean-Jaurès, Cimetière), Sarcelles (Stade Léo-Lagrange, Centre de Pneumologie [desserte Bois d'Écouen], Lycée Saint-Rosaire, Sous-préfecture du Val-d'Oise, Centre commercial My Place, Centre sportif Nelson-Mandela, Hôpital nord-parisien, Mairie, Centre commercial Les Flanades, Marché). - Stations et gares desservies : Le Bourget, Garges - Sarcelles, Paul Valéry et Lochères (T5), Sarcelles - Saint-Brice. | | | | | | | | |
| 133   | Autre : - Zones traversées : 3 et 4. - Arrêts non accessibles aux UFR : - Vers Sarcelles : Paul Valéry-De Lattre de Tassigny ; - Vers Le Bourget : Jean-Jaurès Division Leclerc et Gare de Sarcelles-Saint Brice. - Amplitudes horaires : La ligne fonctionne du lundi au samedi de 4 h 45 à 1 h 10 environ et les dimanches et fêtes de 7 h à 23 h 5 environ. - Particularités : La portion de ligne entre Gare de Sarcelles-Saint-Brice et Sarcelles - Bois d'Écouen est exploitée uniquement du lundi au vendredi aux heures de pointe (6 h 5 - 9 h 30 et 16 h 5 - 20 h 30). - Date de dernière mise à jour : 22 avril 2024. | | | | | | | | |
| 133   | Dernière actualisation : — | | | | | | | | |
| 137   | Porte de Clignancourt - Croisset ⥋ Villeneuve-la-Garenne - Zone industrielle Nord | Porte de Clignancourt - Croisset ⥋ Villeneuve-la-Garenne - Zone industrielle Nord                                                        | Porte de Clignancourt - Croisset ⥋ Villeneuve-la-Garenne - Zone industrielle Nord                                                        | Porte de Clignancourt - Croisset ⥋ Villeneuve-la-Garenne - Zone industrielle Nord                                                        | Porte de Clignancourt - Croisset ⥋ Villeneuve-la-Garenne - Zone industrielle Nord                                                        | Porte de Clignancourt - Croisset ⥋ Villeneuve-la-Garenne - Zone industrielle Nord                                                        | Porte de Clignancourt - Croisset ⥋ Villeneuve-la-Garenne - Zone industrielle Nord                                                        | Porte de Clignancourt - Croisset ⥋ Villeneuve-la-Garenne - Zone industrielle Nord                                                        | Porte de Clignancourt - Croisset ⥋ Villeneuve-la-Garenne - Zone industrielle Nord                                                        |
| 137   | Ouverture / Fermeture 1er octobre 1960 / — | Longueur — | Durée 27-34 min | Nb. d’arrêts 26 | Matériel GX 337 ELEC GX 337 Hybride Bluebus 12 Facelift                                                                                  | Jours de fonctionnement L, Ma, Me, J, V, S, D                                                                                            | Jour / Soir / Nuit / Fêtes O / O / N / O                                                                                                 | Voy. / an 3,2 millions (2 021) | Centre-bus Pleyel |
| 137   | Desserte : - Villes et lieux desservis : Paris (Porte de Clignancourt, Porte de Montmartre), Saint-Ouen-sur-Seine (Puces de Saint-Ouen, Mairie, Conseil régional, Parc des Docks), L'Île-Saint-Denis (Quai de Seine, Boulevard Marcel-Paul), Gennevilliers (Quai des Grésillions), Villeneuve-la-Garenne (Zone d'activités commerciales de la Bongarde, Lycée Charles-Petiet, Centre commercial Qwartz, Mairie, Place Paul-Herbé, Parc départemental des Chanteraines, Piscine, Zone industrielle du Val-de-Seine). - Stations desservies : Porte de Clignancourt, Angélique Compoint (T3b), Garibaldi, Mairie de Saint-Ouen, Mairie de Villeneuve-la-Garenne (T1). | | | | | | | | |
| 137   | Autre : - Zones traversées : 2 et 3. - Arrêts non accessibles aux UFR : Camille Flammarion vers Villeneuve-la-Garenne, Boulevard Marcel Paul vers Porte de Clignancourt, Boulevard Gallieni-Écoles vers Porte de Clignancourt, Mairie de Villeneuve-la-Garenne-Gallieni, Jean-Moulin vers Villeneuve-la-Garenne. - Amplitudes horaires : La ligne fonctionne du lundi au samedi de 5 h 25 à 0 h 55 environ et les dimanches et fêtes à partir de 6 h 25. Les vendredis, samedis et veilles de fête, le service est prolongé d'une heure, se terminant alors à 1 h 55 du matin environ. - Date de dernière mise à jour : 8 août 2024. | | | | | | | | |
| 137   | Dernière actualisation : — | | | | | | | | |
| 138   | Gare d'Ermont - Eaubonne RER ⥋ Saint-Ouen RER | Gare d'Ermont - Eaubonne RER ⥋ Saint-Ouen RER                                                                                            | Gare d'Ermont - Eaubonne RER ⥋ Saint-Ouen RER                                                                                            | Gare d'Ermont - Eaubonne RER ⥋ Saint-Ouen RER                                                                                            | Gare d'Ermont - Eaubonne RER ⥋ Saint-Ouen RER                                                                                            | Gare d'Ermont - Eaubonne RER ⥋ Saint-Ouen RER                                                                                            | Gare d'Ermont - Eaubonne RER ⥋ Saint-Ouen RER                                                                                            | Gare d'Ermont - Eaubonne RER ⥋ Saint-Ouen RER                                                                                            | Gare d'Ermont - Eaubonne RER ⥋ Saint-Ouen RER                                                                                            |
| 138   | Ouverture / Fermeture 18 juin 1951 / — | Longueur 12 km | Durée 35-45 min | Nb. d’arrêts 31 | Matériel Bluebus 12 Facelift GX 337 Hybride                                                                                              | Jours de fonctionnement L, Ma, Me, J, V, S, D                                                                                            | Jour / Soir / Nuit / Fêtes O / O / N / O                                                                                                 | Voy. / an 1,1 million (2 021) | Centre-bus Pleyel |
| 138   | Desserte : - Villes et lieux desservis : Ermont, Saint-Gratien (Stade Michel Hidalgo,…), Épinay-sur-Seine (Le Cygne d'Enghien), L'Île-Saint-Denis (Parc Départemental de l'Île-Saint-Denis), Gennevilliers (Les Barbanniers, Parc des Sévines, Parc des Sports, Stade Boury, Lycée Galilée), Asnières-sur-Seine (Stades Anquetil, Éboué et Nicolas), Clichy (Hôpital Beaujon, Parc Roger-Salengro, Hôpital Goüin, Place de la République-François-Mitterrand) - Stations et gares desservies : Ermont - Eaubonne, Saint-Gratien, Gilbert Bonnemaison (T8), Timbaud (T1), Saint-Ouen RER, Saint-Ouen. | | | | | | | | |
| 138   | Autre : - Zones traversées : 2 à 4. - Arrêts non accessibles aux UFR : Cité Jean Moulin et Saint-Gratien RER vers Saint-Ouen, Quai de Clichy, Stade Michel Hidalgo et Rue de Soisy vers Ermont Eaubonne, Victor Hugo-Sanzillon, Saint Ouen RER. - Amplitudes horaires : La ligne fonctionne du lundi au vendredi de 5 h 30 à 1 h 10, le samedi de 5 h 30 à 22 h 30 environ et les dimanches et fêtes à partir de 6 h 30. - Particularités : Des services partiels entre Saint-Ouen RER et Les Barbanniers circulent quotidiennement aux heures de pointe. - Date de dernière mise à jour : 8 septembre 2024. | | | | | | | | |
| 138   | Dernière actualisation : — | | | | | | | | |
| 139   | Saint-Denis - Ampère / Carrefour Pleyel (terminus le samedi) / La Plaine - Stade de France (terminus le dimanche) ⥋ Porte de la Villette | Saint-Denis - Ampère / Carrefour Pleyel (terminus le samedi) / La Plaine - Stade de France (terminus le dimanche) ⥋ Porte de la Villette | Saint-Denis - Ampère / Carrefour Pleyel (terminus le samedi) / La Plaine - Stade de France (terminus le dimanche) ⥋ Porte de la Villette | Saint-Denis - Ampère / Carrefour Pleyel (terminus le samedi) / La Plaine - Stade de France (terminus le dimanche) ⥋ Porte de la Villette | Saint-Denis - Ampère / Carrefour Pleyel (terminus le samedi) / La Plaine - Stade de France (terminus le dimanche) ⥋ Porte de la Villette | Saint-Denis - Ampère / Carrefour Pleyel (terminus le samedi) / La Plaine - Stade de France (terminus le dimanche) ⥋ Porte de la Villette | Saint-Denis - Ampère / Carrefour Pleyel (terminus le samedi) / La Plaine - Stade de France (terminus le dimanche) ⥋ Porte de la Villette | Saint-Denis - Ampère / Carrefour Pleyel (terminus le samedi) / La Plaine - Stade de France (terminus le dimanche) ⥋ Porte de la Villette | Saint-Denis - Ampère / Carrefour Pleyel (terminus le samedi) / La Plaine - Stade de France (terminus le dimanche) ⥋ Porte de la Villette |
| 139   | Ouverture / Fermeture 1er octobre 1991 / — | Longueur — | Durée 17-19 (30-35) min | Nb. d’arrêts 17 (24/25) | Matériel Urbanway 12 GNV | Jours de fonctionnement L, Ma, Me, J, V, S, D                                                                                            | Jour / Soir / Nuit / Fêtes O / O / N / O                                                                                                 | Voy. / an 1,8 million (2 021) | Centre-bus Aubervilliers |
| 139   | Desserte : - Villes et lieux desservis : Saint-Denis (Zone d'activités Nozal-Chaudon, EMGP / Magasins Généraux, Stade Nelson-Mandela, Stade de France, Direction de l'ingénierie SNCF, Technicentre Le Landy, Centrale EDF), Aubervilliers (Centre-bus RATP, Place Henri-Rol-Tanguy, Place du Front-Populaire), Paris 19e (Porte de la Villette, Cité des sciences et de l'industrie, Parc de la Villette, La Géode, Tour La Villette). - Stations et gares desservies : Carrefour Pleyel, Saint-Denis Pleyel, Gare du Stade de France - Saint-Denis, Gare de La Plaine - Stade de France, Front Populaire, Aimé Césaire, Porte de la Villette. | | | | | | | | |
| 139   | Autre : - Zones traversées : 1 et 2. - Arrêts non accessibles aux UFR : Carrefour Pleyel, Saint-Denis Pleyel, Aimé Césaire. - Vers Saint-Denis - Ampère : 18, rue du Pilier, Quai Lucien-Lefranc. - Vers Porte de la Villette : Saint-Denis - Ampère, Rue de la Haie Coq, Gardinoux. - Amplitudes horaires : La ligne fonctionne du lundi au samedi de 5 h à 22 h 55 environ et les dimanches et fêtes à partir de 5 h 55 et jusqu'à 21 h 15 environ. - Particularités : - Le samedi, la ligne est exploitée uniquement entre Porte de la Villette et Carrefour Pleyel. - Le dimanche, la ligne est exploitée uniquement entre Porte de la Villette et La Plaine - Stade de France. - Date de dernière mise à jour : 10 janvier 2025. | | | | | | | | |
| 139   | Dernière actualisation : — | | | | | | | | |

### Lignes 140 à 149
| Ligne | Caractéristiques | Caractéristiques                                                          | Caractéristiques                                                          | Caractéristiques                                                          | Caractéristiques                                                          | Caractéristiques                                                          | Caractéristiques                                                          | Caractéristiques                                                          | Caractéristiques                                                          |
| 140   | Gare d'Argenteuil ⥋ Mairie de Saint-Ouen Dhalenne | Gare d'Argenteuil ⥋ Mairie de Saint-Ouen Dhalenne                         | Gare d'Argenteuil ⥋ Mairie de Saint-Ouen Dhalenne                         | Gare d'Argenteuil ⥋ Mairie de Saint-Ouen Dhalenne                         | Gare d'Argenteuil ⥋ Mairie de Saint-Ouen Dhalenne                         | Gare d'Argenteuil ⥋ Mairie de Saint-Ouen Dhalenne                         | Gare d'Argenteuil ⥋ Mairie de Saint-Ouen Dhalenne                         | Gare d'Argenteuil ⥋ Mairie de Saint-Ouen Dhalenne                         | Gare d'Argenteuil ⥋ Mairie de Saint-Ouen Dhalenne                         |
| ----- | --- | ------------------------------------------------------------------------- | ------------------------------------------------------------------------- | ------------------------------------------------------------------------- | ------------------------------------------------------------------------- | ------------------------------------------------------------------------- | ------------------------------------------------------------------------- | ------------------------------------------------------------------------- | ------------------------------------------------------------------------- |
| 140   | Ouverture / Fermeture 9 octobre 1944, / — | Longueur 10 km                                                            | Durée 45-55 min                                                           | Nb. d’arrêts 22                                                           | Matériel Lion's City                                                      | Jours de fonctionnement L, Ma, Me, J, V, S, D                             | Jour / Soir / Nuit / Fêtes O / O / N / O                                  | Voy. / an 2,1 millions (2 021)                                            | Centre-bus Asnières                                                       |
| 140   | Desserte : - Villes et lieux desservis : Argenteuil (Mairie, Salle Jean-Vilar), Gennevilliers (Théâtre), Colombes (Quatre-Routes), Bois-Colombes (Square Georges-Pompidou), Asnières-sur-Seine (Carrefour des Bourguignons, Cimetière, Place Voltaire, Centre bus RATP Rives-Nord Asnières). - Stations et gares desservies : Argenteuil, Asnières - Quatre Routes (T1), Gabriel Péri, Mairie de Saint-Ouen. |                                                                           |                                                                           |                                                                           |                                                                           |                                                                           |                                                                           |                                                                           |                                                                           |
| 140   | Autre : - Zones traversées : 3 et 4. - Arrêts non accessibles aux UFR : Quatre Routes vers Asnières-Gennevilliers, Gramme, Jaurès, Clichy-Berges de Seine, Quai de Clichy, Hopital Beaujon lycée Newton, Clichy-Berges de Seine, Claude Debussy, Marc Bloch, Parvis des Bateliers, Mairie de Saint-Ouen Dhalenne. - Amplitudes horaires : La ligne fonctionne du lundi au samedi de 5 h à 1 h 35 du matin environ et les dimanches et fêtes à partir de 6 h 30. Les vendredis, samedis et veilles de fête, le service est prolongé, se terminant alors à 2 h 40 du matin environ. - Particularités : Le dimanche de 10 h à 15 h, l'itinéraire est dévié entre Gare d'Argenteuil et Petit Gennevilliers, les arrêts Léon Feix, Hôtel de Ville d'Argenteuil, Paul Vaillant-Couturier et Borderel sont abandonnés au profit des arrêts Labrière et Borderel-Héloïse. - Date de dernière mise à jour : 27 janvier 2023. |                                                                           |                                                                           |                                                                           |                                                                           |                                                                           |                                                                           |                                                                           |                                                                           |
| 140   | Dernière actualisation : — |                                                                           |                                                                           |                                                                           |                                                                           |                                                                           |                                                                           |                                                                           |                                                                           |
| 141   | Lycée de Rueil-Malmaison ⥋ La Défense | Lycée de Rueil-Malmaison ⥋ La Défense                                     | Lycée de Rueil-Malmaison ⥋ La Défense                                     | Lycée de Rueil-Malmaison ⥋ La Défense                                     | Lycée de Rueil-Malmaison ⥋ La Défense                                     | Lycée de Rueil-Malmaison ⥋ La Défense                                     | Lycée de Rueil-Malmaison ⥋ La Défense                                     | Lycée de Rueil-Malmaison ⥋ La Défense                                     | Lycée de Rueil-Malmaison ⥋ La Défense                                     |
| 141   | Ouverture / Fermeture 17 juillet 1961 / — | Longueur 9,79 km                                                          | Durée 31-43 min                                                           | Nb. d’arrêts 29                                                           | Matériel Urbanway 12 Hybride                                              | Jours de fonctionnement L, Ma, Me, J, V, S, D                             | Jour / Soir / Nuit / Fêtes O / O / N / O                                  | Voy. / an 3 millions (2 021)                                              | Centre-bus Nanterre                                                       |
| 141   | Desserte : - Villes et lieux desservis : Puteaux (Centre d'affaires de La Défense, Arche de la Défense, Centre commercial Les Quatre Temps, Centre des nouvelles industries et technologies, Mairie), Nanterre (Parc départemental du Mont Valérien, Suresnes (Lycée Paul-Langevin) et Rueil-Malmaison (Site Renault, Lycée Gustave-Eiffel, Cités scolaires Passy-Buzenval et Madeleine-Daniélou, Lycée Richelieu, Hippodrome de Saint-Cloud). - Gares desservies : La Défense, Puteaux. |                                                                           |                                                                           |                                                                           |                                                                           |                                                                           |                                                                           |                                                                           |                                                                           |
| 141   | Autre : - Zone traversée : 3. - Arrêts non accessibles aux UFR : Racine vers La Défense, Les Bergères, Palissy vers Reuil. - Amplitudes horaires : La ligne fonctionne du lundi au samedi de 4 h 50 à 22 h 30 et les dimanches et fêtes à partir de 7 h. - Particularités : - Desserte scolaire : Une desserte des cités scolaires privées Madeleine-Daniélou et Passy-Buzenval situées à Rueil-Malmaison est assurée selon un itinéraire spécifique depuis Nanterre - Bd de Seine (un aller-retour par jour) et selon l'itinéraire régulier de la ligne depuis Lycée de Rueil (deux allers-retours par jour). - L'arrêt Saint-Cucufa (situé en extrémité de ligne en bordure du bois éponyme) n'est desservi qu'une fois par jour (en semaine) avec une arrivée à 8 h 5 et un départ à 8 h 10. - Date de dernière mise à jour : 22 juin 2024. |                                                                           |                                                                           |                                                                           |                                                                           |                                                                           |                                                                           |                                                                           |                                                                           |
| 141   | Dernière actualisation : — |                                                                           |                                                                           |                                                                           |                                                                           |                                                                           |                                                                           |                                                                           |                                                                           |
| 143   | La Courneuve-Aubervilliers RER ⥋ Rosny-sous-Bois RER | La Courneuve-Aubervilliers RER ⥋ Rosny-sous-Bois RER                      | La Courneuve-Aubervilliers RER ⥋ Rosny-sous-Bois RER                      | La Courneuve-Aubervilliers RER ⥋ Rosny-sous-Bois RER                      | La Courneuve-Aubervilliers RER ⥋ Rosny-sous-Bois RER                      | La Courneuve-Aubervilliers RER ⥋ Rosny-sous-Bois RER                      | La Courneuve-Aubervilliers RER ⥋ Rosny-sous-Bois RER                      | La Courneuve-Aubervilliers RER ⥋ Rosny-sous-Bois RER                      | La Courneuve-Aubervilliers RER ⥋ Rosny-sous-Bois RER                      |
| 143   | Ouverture / Fermeture 8 mai 1950 / — | Longueur 14,6 km                                                          | Durée 46-60 min                                                           | Nb. d’arrêts 40                                                           | Matériel Urbanway 18 Hybride Urbanway 18                                  | Jours de fonctionnement L, Ma, Me, J, V, S, D                             | Jour / Soir / Nuit / Fêtes O / O / N / O                                  | Voy. / an 5,7 millions (2 021)                                            | Centre-bus Les Pavillons                                                  |
| 143   | Desserte : - Villes et lieux desservis : La Courneuve (Cité des 4000 Sud, Les Six-Routes, Cimetière, Cité des 4000 Nord), Le Bourget (Institut universitaire de formation des maîtres), Drancy (Médiathèque Georges-Brassens, Centre culturel, Parc de Ladoucette, Mairie, Piscine, Place du 19-mars-1962, Square de la Libération, Cité de la Muette, Clinique du Bois d'Amour), Bobigny (Marché, Bibliothèque-Mairie Annexe Émile-Aillaud), Bondy (Pont de Bondy), Noisy-le-Sec (Gare de Noisy-le-Sec, Lycée Olympe de Gouges), Rosny-sous-Bois (Centre commercial Rosny 2, Cimetière, Église de Rosny, Mairie). - Stations et gares desservies : La Courneuve - Aubervilliers, La Courneuve - Six Routes (T1), Le Bourget, Pont de Bondy (T1), Noisy-le-Sec, Rosny-Bois-Perrier depuis l’arrêt Rosny 2-Centre Commercial, Rosny-sous-Bois. |                                                                           |                                                                           |                                                                           |                                                                           |                                                                           |                                                                           |                                                                           |                                                                           |
| 143   | Autre : - Zone traversée : 3. - Arrêts non accessibles aux UFR : Le Croult, Jean Jaurès - Division Leclerc, Le Bourget RER , 11 Novembre 1918 dans les deux sens, Place du 19 mars 1962, Pont de Bondy - Av. de Rosny vers Rosny RER, Copernic, Van Derheyden vers La Courneuve RER. - Amplitudes horaires : La ligne fonctionne du lundi au samedi de 4 h 50 à 1 h 20 du matin environ et les dimanches et fêtes à partir de 6 h 20. - Date de dernière mise à jour : 11 février 2024. |                                                                           |                                                                           |                                                                           |                                                                           |                                                                           |                                                                           |                                                                           |                                                                           |
| 143   | Dernière actualisation : — |                                                                           |                                                                           |                                                                           |                                                                           |                                                                           |                                                                           |                                                                           |                                                                           |
| 144   | Rueil-Malmaison RER ⥋ La Défense | Rueil-Malmaison RER ⥋ La Défense                                          | Rueil-Malmaison RER ⥋ La Défense                                          | Rueil-Malmaison RER ⥋ La Défense                                          | Rueil-Malmaison RER ⥋ La Défense                                          | Rueil-Malmaison RER ⥋ La Défense                                          | Rueil-Malmaison RER ⥋ La Défense                                          | Rueil-Malmaison RER ⥋ La Défense                                          | Rueil-Malmaison RER ⥋ La Défense                                          |
| 144   | Ouverture / Fermeture 25 septembre 1944, / — | Longueur 11 km                                                            | Durée 34-60 min                                                           | Nb. d’arrêts 41                                                           | Matériel Citelis 12 GX 337 Hybride                                        | Jours de fonctionnement L, Ma, Me, J, V, S, D                             | Jour / Soir / Nuit / Fêtes O / O / N / O                                  | Voy. / an 3,9 millions (2 021)                                            | Centre-bus Charlebourg                                                    |
| 144   | Desserte : - Villes et lieux desservis : Rueil-Malmaison (Mairie, Institut Français des Pétroles, Hôpital Stell, Parc Richelieu, Hôpital MGEN), Saint-Cloud, Suresnes (Hôpital Foch, Mairie), Puteaux (Centre d'affaires de La Défense, Arche de la Défense, Centre commercial Les Quatre Temps, Centre des nouvelles industries et technologies, Mairie, Lycée Agora). - Stations et gares desservies : Rueil-Malmaison, Suresnes - Longchamp (T2), La Défense. |                                                                           |                                                                           |                                                                           |                                                                           |                                                                           |                                                                           |                                                                           |                                                                           |
| 144   | Autre : - Zone traversée : 3. - Arrêts non accessibles aux UFR : Colmar et Baudin vers La Défense, Mairie de Suresnes-Carnot. - Amplitudes horaires : La ligne fonctionne du lundi au samedi de 4 h 55 à 0 h 50 environ et les dimanches et fêtes à partir de 6 h 5 environ. Les vendredis, samedis et veilles de fête, le service est prolongé d'une heure, jusqu'à 1 h 45 du matin. - Particularités : La portion de ligne entre La Défense et Suresnes - De Gaulle est renforcée par des services partiels aux heures de pointe. - Date de dernière mise à jour : 12 juin 2023. |                                                                           |                                                                           |                                                                           |                                                                           |                                                                           |                                                                           |                                                                           |                                                                           |
| 144   | Dernière actualisation : — |                                                                           |                                                                           |                                                                           |                                                                           |                                                                           |                                                                           |                                                                           |                                                                           |
| 145   | Église de Pantin ⥋ Gare du Val de Fontenay | Église de Pantin ⥋ Gare du Val de Fontenay                                | Église de Pantin ⥋ Gare du Val de Fontenay                                | Église de Pantin ⥋ Gare du Val de Fontenay                                | Église de Pantin ⥋ Gare du Val de Fontenay                                | Église de Pantin ⥋ Gare du Val de Fontenay                                | Église de Pantin ⥋ Gare du Val de Fontenay                                | Église de Pantin ⥋ Gare du Val de Fontenay                                | Église de Pantin ⥋ Gare du Val de Fontenay                                |
| 145   | Ouverture / Fermeture 24 décembre 1945 / — | Longueur —                                                                | Durée 50-65 min                                                           | Nb. d’arrêts 39                                                           | Matériel Urbanway 12 GNV Citaro Facelift                                  | Jours de fonctionnement L, Ma, Me, J, V, S, D                             | Jour / Soir / Nuit / Fêtes O / O / N / O                                  | Voy. / an 1,9 million (2 021)                                             | Centre-bus Les Pavillons                                                  |
| 145   | Desserte : - Villes et lieux desservis : Pantin (Église, Canal de l'Ourcq), Bobigny, Romainville (Zone industrielle Roussel UCLAF, Cité Parat), Noisy-le-Sec (Zone industrielle du Parc, Mairie, Square Stephenson, Lycées Moulin-Fondu et Olympe-de-Gouges), Rosny-sous-Bois (Centre commercial Rosny 2, Bois-Perrier, Mairie), Neuilly-Plaisance, Le Perreux-sur-Marne, Fontenay-sous-Bois (Centre commercial du Val-de-Fontenay). - Stations et gares desservies : Église de Pantin, Bobigny - Pantin - Raymond Queneau, Rosny-Bois-Perrier, Rosny-sous-Bois, Val de Fontenay. |                                                                           |                                                                           |                                                                           |                                                                           |                                                                           |                                                                           |                                                                           |                                                                           |
| 145   | Autre : - Zones traversées : 2 et 3. - Arrêts non accessibles aux UFR : Pierre Brossolette vers Pantin, Raymond Queneau - Métro, Bois-Perrier Nord, Alsace Lorraine, Bois-Perrier Sud, Jean De Mailly - Hoffmann, Marché des Boutours, Les Deux Communes vers Pantin, Carnot, Georges Clémenceau, Boureau - Guérinière vers Pantin, Danielle Casanova vers Fontenay. - Amplitudes horaires : La ligne fonctionne du lundi au vendredi de 5 h 25 à 0 h 55 environ, le samedi de 5 h 30 à 0 h 55 et les dimanches et fêtes de 6 h 25 à 0 h 55. - Date de dernière mise à jour : 23 juillet 2025. |                                                                           |                                                                           |                                                                           |                                                                           |                                                                           |                                                                           |                                                                           |                                                                           |
| 145   | Dernière actualisation : — |                                                                           |                                                                           |                                                                           |                                                                           |                                                                           |                                                                           |                                                                           |                                                                           |
| 146   | Gare du Bourget ⥋ Montfermeil - Les Bosquets | Gare du Bourget ⥋ Montfermeil - Les Bosquets                              | Gare du Bourget ⥋ Montfermeil - Les Bosquets                              | Gare du Bourget ⥋ Montfermeil - Les Bosquets                              | Gare du Bourget ⥋ Montfermeil - Les Bosquets                              | Gare du Bourget ⥋ Montfermeil - Les Bosquets                              | Gare du Bourget ⥋ Montfermeil - Les Bosquets                              | Gare du Bourget ⥋ Montfermeil - Les Bosquets                              | Gare du Bourget ⥋ Montfermeil - Les Bosquets                              |
| 146   | Ouverture / Fermeture 26 avril 1985 / — | Longueur 17,1 km                                                          | Durée 65-80 min                                                           | Nb. d’arrêts 46 (+ 9)                                                     | Matériel Urbanway 12 GNV                                                  | Jours de fonctionnement L, Ma, Me, J, V, S, D                             | Jour / Soir / Nuit / Fêtes O / O / N / O                                  | Voy. / an 3 millions (2 021)                                              | Centre-bus Les Pavillons                                                  |
| 146   | Desserte : - Villes et lieux desservis : Le Bourget, Drancy (Lycée Eugène Delacroix desserte scolaire), Bobigny (Place de l'Escadrille-Normandie-Niémen, Mairie, Centre commercial Bobigny 2, Préfecture de Seine-Saint-Denis, Tribunal judiciaire), Bondy (Canal de l’Ourcq, Hôpital Jean-Verdier), Les Pavillons-sous-Bois, Le Raincy (Sous-Préfecture de Seine-Saint-Denis), Livry-Gargan (Marché de Chanzy, INSPÉ), Clichy-sous-Bois (Centre commercial Clichy 2, Collège Louise-Michel, Collège Robert-Doisneau, Mairie, Forêt régionale de Bondy, Marché des Bosquets), Montfermeil. - Stations et gares desservies : Le Bourget, Gaston Roulaud (T1) (depuis l'arrêt Voltaire), Escadrille Normandie-Niémen (T1), Bobigny - Pablo Picasso, Jean Rostand (T1) (depuis l'arrêt Lamartine), Auguste Delaune (T1), Pont de Bondy (T1), Les Pavillons-sous-Bois (T4), République - Marx Dormoy (T4), Léon Blum (T4). |                                                                           |                                                                           |                                                                           |                                                                           |                                                                           |                                                                           |                                                                           |                                                                           |
| 146   | Autre : - Zones traversées : 3 et 4. - Arrêts non accessibles aux UFR : - Le Bourget RER (départ), Jean Jaurès - Division Leclerc, Rue de la Station, Jean Pierre Timbaud, Voltaire, Maurice Thorez, Bobigny - Pablo Picasso, Centre sportif-Piscine, Les Gennettes. - Cité Pierre-Semard, Avenue de Rosny, Auguste Pollissard, La Fourche et Salengro (vers Montfermeil uniquement). - Pont de Bondy, Jean-Baptiste Clément-Jaurès et Pierre Brosselette-La Bosoche (vers Le Bourget uniquement). - Place du 19 mars 1962, Auguste Blanqui et Barbusse - Croisat (sur la desserte scolaire). - Amplitudes horaires : La ligne fonctionne du lundi au samedi de 4 h 50 à 23 h 40 environ et les dimanches et fêtes à partir de 6 h 15. - Particularités : - Depuis Montfermeil-Les Bosquets, quelques départs en journée et en soirée (en semaine) ainsi que les deux derniers (tous les jours) sont des services partiels limités à Livry-Gargan - Chanzy (arrêt hors-ligne exceptionnel situé sur la RN3 immédiatement après l'arrêt régulier Jean-Baptiste Clément). - Desserte scolaire : Une desserte scolaire spécifique du lycée Eugène Delacroix à Drancy est assurée depuis Le Bourget RER (aux heures principales d'entrée et de sortie du lycée). - Date de dernière mise à jour : 1er avril 2024. |                                                                           |                                                                           |                                                                           |                                                                           |                                                                           |                                                                           |                                                                           |                                                                           |
| 146   | Dernière actualisation : — |                                                                           |                                                                           |                                                                           |                                                                           |                                                                           |                                                                           |                                                                           |                                                                           |
| 147   | Église de Pantin ⥋ Sevran - Avenue Ronsard | Église de Pantin ⥋ Sevran - Avenue Ronsard                                | Église de Pantin ⥋ Sevran - Avenue Ronsard                                | Église de Pantin ⥋ Sevran - Avenue Ronsard                                | Église de Pantin ⥋ Sevran - Avenue Ronsard                                | Église de Pantin ⥋ Sevran - Avenue Ronsard                                | Église de Pantin ⥋ Sevran - Avenue Ronsard                                | Église de Pantin ⥋ Sevran - Avenue Ronsard                                | Église de Pantin ⥋ Sevran - Avenue Ronsard                                |
| 147   | Ouverture / Fermeture 25 février 1946 / — | Longueur 15,4 km                                                          | Durée 46-57 min                                                           | Nb. d’arrêts 36                                                           | Matériel Urbanway 12 GNV                                                  | Jours de fonctionnement L, Ma, Me, J, V, S, D                             | Jour / Soir / Nuit / Fêtes O / O / N / O                                  | Voy. / an 5,5 millions (2 021)                                            | Centre-bus Les Pavillons                                                  |
| 147   | Desserte : - Villes et lieux desservis : Pantin (Église Saint-Germain), Romainville (Zone industrielle), Bobigny, Noisy-le-Sec (Zone d'activités commerciales Rue de Paris, Pont de Bondy), Bondy (Hôpital Jean-Verdier, Stade Léo-Lagrange), Les Pavillons-sous-Bois, Livry-Gargan (Parc municipal Lefèvre, Parc des Sports, Mairie), Sevran (Cimetière, Mairie, Stade Maurice-Bacquet, Centre commercial Beau-Sevran, Parc de la Ferme de Montceleux). - Stations et gares desservies : Église de Pantin, Bobigny - Pantin - Raymond Queneau, Pont de Bondy (T1), Gargan (T4) depuis l'arrêt Victor Hugo-Jean Moulin, Sevran - Livry, Sevran - Beaudottes. |                                                                           |                                                                           |                                                                           |                                                                           |                                                                           |                                                                           |                                                                           |                                                                           |
| 147   | Autre : - Zones traversées : 2 à 4. - Arrêts non accessibles aux UFR : Pierre Brossolette, Rue de Paris N°155 et Sevran-Beaudottes RER vers Église de Pantin, La Folie, Auguste Polissard et Chanzy vers Sevran, Bobigny-Pantin-Raymond Queneau, Avenue de Metz, Rue de Paris N°105, Usine de la Madeleine, Sevran-Livry et Sevran-Avenue Ronsard dans les deux sens. - Amplitudes horaires : La ligne fonctionne du lundi au samedi de 4 h 40 à 1 h 40 du matin environ et les dimanches et fêtes à partir de 6 h 25. - Particularités : - La ligne sera probablement remplacée sur la majeure partie de son parcours par la ligne T Zen 3. - C’est une des lignes qui a été utilisée en 2016 pour choisir les nouveaux bus électriques de la RATP ; il y a été testé des GX 337 électriques, des Urbino 12 électriques, des Bluebus 12, des BYD K9 (en) et des Yutong E12LF. - Elle a servi de ligne d'essai pour le bus Aptis. - Date de dernière mise à jour : 8 février 2024. |                                                                           |                                                                           |                                                                           |                                                                           |                                                                           |                                                                           |                                                                           |                                                                           |
| 147   | Dernière actualisation : — |                                                                           |                                                                           |                                                                           |                                                                           |                                                                           |                                                                           |                                                                           |                                                                           |
| 148   | Bobigny - Pablo Picasso ⥋ Le Blanc-Mesnil - Musée de l'Air et de l'Espace | Bobigny - Pablo Picasso ⥋ Le Blanc-Mesnil - Musée de l'Air et de l'Espace | Bobigny - Pablo Picasso ⥋ Le Blanc-Mesnil - Musée de l'Air et de l'Espace | Bobigny - Pablo Picasso ⥋ Le Blanc-Mesnil - Musée de l'Air et de l'Espace | Bobigny - Pablo Picasso ⥋ Le Blanc-Mesnil - Musée de l'Air et de l'Espace | Bobigny - Pablo Picasso ⥋ Le Blanc-Mesnil - Musée de l'Air et de l'Espace | Bobigny - Pablo Picasso ⥋ Le Blanc-Mesnil - Musée de l'Air et de l'Espace | Bobigny - Pablo Picasso ⥋ Le Blanc-Mesnil - Musée de l'Air et de l'Espace | Bobigny - Pablo Picasso ⥋ Le Blanc-Mesnil - Musée de l'Air et de l'Espace |
| 148   | Ouverture / Fermeture 3 décembre 1945 / — | Longueur —                                                                | Durée 25-35 min                                                           | Nb. d’arrêts 30 (+ 5)                                                     | Matériel Lion's City 12 G EfficientHybrid Citaro Facelift                 | Jours de fonctionnement L, Ma, Me, J, V, S, D                             | Jour / Soir / Nuit / Fêtes O / O / N / O                                  | Voy. / an 4,1 millions (2 021)                                            | Centre-bus Les Pavillons                                                  |
| 148   | Desserte : - Villes et lieux desservis : Bobigny (Centre commercial Bobigny 2, Mairie, Préfecture de Seine-Saint-Denis), Drancy (Mairie, Parc J.-Duclos, Piscine Auguste-Delaune, Cimetière, Stade Dewerpe), Le Blanc-Mesnil (Mairie, Parc urbain Jacques-Duclos, Musée de l'Air et de l'Espace). - Stations et gares desservies : Bobigny - Pablo Picasso, Escadrille Normandie-Niémen (T1), Voltaire (T1) (desserte scolaire uniquement), Drancy. |                                                                           |                                                                           |                                                                           |                                                                           |                                                                           |                                                                           |                                                                           |                                                                           |
| 148   | Autre : - Zones traversées : 3 et 4. - Arrêts non accessibles aux UFR : Bobigny-Pablo Picasso, Maurice Thorez, Collège Liberté (desserte à horaires spécifiques), Danton vers Bobigny, Brément vers Le Blanc Mesnil et Henri Rouanet vers Bobigny. - Amplitudes horaires : La ligne fonctionne entre Bobigny et Le Blanc-Mesnil du lundi au samedi de 4 h 45 à 1 h 15 du matin environ et les dimanches et fêtes à partir de 6 h 30 environ. Les vendredis, samedis et veilles de fête, le service est prolongé d'une heure, se terminant alors à 2 h 15 du matin. - Particularités : La ligne assure une desserte scolaire entre Escadrille Normandie-Niémen -Stalingrad et Drancy-Liberté afin de desservir le collège Liberté à Drancy (à ses heures principales d'entrée et de sortie). - Date de dernière mise à jour : 23 juillet 2025. |                                                                           |                                                                           |                                                                           |                                                                           |                                                                           |                                                                           |                                                                           |                                                                           |
| 148   | Dernière actualisation : — |                                                                           |                                                                           |                                                                           |                                                                           |                                                                           |                                                                           |                                                                           |                                                                           |

### Lignes 150 à 159
| Ligne | Caractéristiques | Caractéristiques                                        | Caractéristiques                                        | Caractéristiques                                        | Caractéristiques                                        | Caractéristiques                                        | Caractéristiques                                        | Caractéristiques                                        | Caractéristiques                                        |
| 150   | Porte de la Villette ⥋ Gare de Pierrefitte - Stains RER | Porte de la Villette ⥋ Gare de Pierrefitte - Stains RER | Porte de la Villette ⥋ Gare de Pierrefitte - Stains RER | Porte de la Villette ⥋ Gare de Pierrefitte - Stains RER | Porte de la Villette ⥋ Gare de Pierrefitte - Stains RER | Porte de la Villette ⥋ Gare de Pierrefitte - Stains RER | Porte de la Villette ⥋ Gare de Pierrefitte - Stains RER | Porte de la Villette ⥋ Gare de Pierrefitte - Stains RER | Porte de la Villette ⥋ Gare de Pierrefitte - Stains RER |
| ----- | --- | ------------------------------------------------------- | ------------------------------------------------------- | ------------------------------------------------------- | ------------------------------------------------------- | ------------------------------------------------------- | ------------------------------------------------------- | ------------------------------------------------------- | ------------------------------------------------------- |
| 150   | Ouverture / Fermeture 4 septembre 1944, / — | Longueur 9 km                                           | Durée 30 à 45 min                                       | Nb. d’arrêts 21                                         | Matériel Lion's City 18G Efficient Hybrid               | Jours de fonctionnement L, Ma, Me, J, V, S, D           | Jour / Soir / Nuit / Fêtes O / O / N / O                | Voy. / an 9,24 millions (2 022)                         | Centre-bus Flandre                                      |
| 150   | Desserte : - Villes et lieux desservis : Paris 19e (Porte de la Villette, Cité des sciences et de l'industrie, Parc de la Villette, La Géode, Tour La Villette), Aubervilliers (Hôpital La Roseraie, Stade André-Karman, Théâtre de la Commune), La Courneuve (Lycée professionnel Denis-Papin, Cimetière, Parc interdépartemental des Sports), Stains (Lycée professionnel Le Globe, Mairie, Cimetière, Stade Auguste-Delaune), Pierrefitte. - Stations et gares desservies : Porte de la Villette, Aubervilliers - Pantin - Quatre Chemins, Mairie d'Aubervilliers, Gare de La Courneuve - Aubervilliers, La Courneuve - Six Routes (T1), Pierrefitte - Stains. |                                                         |                                                         |                                                         |                                                         |                                                         |                                                         |                                                         |                                                         |
| 150   | Autre : - Zones traversées : 2 à 4. - Arrêts non accessibles aux UFR : Magenta, Mairie d'Aubervilliers, Crèvecœur, François Bégué. - Vers Porte de la Villette : André Karman, 6 Routes - Roger Salengro, Croix Blanche, Mairie de Stains, Les Parouzets. - Vers Gare de Pierrefitte - Stains RER : Rue des Cités, Le Globe, Jean Jaurès - Aristide Briand. - Amplitudes horaires : La ligne fonctionne du lundi au samedi de 5 h 15 à 0 h 35 environ et les dimanches et fêtes à partir de 6 h 30. Les vendredis, samedis et veilles de fête, le service est prolongé, se terminant alors à 1 h 35 du matin environ. - Date de dernière mise à jour : 2 août 2025. |                                                         |                                                         |                                                         |                                                         |                                                         |                                                         |                                                         |                                                         |
| 150   | Dernière actualisation : — |                                                         |                                                         |                                                         |                                                         |                                                         |                                                         |                                                         |                                                         |
| 151   | Porte de Pantin ⥋ Bondy - Jouhaux - Blum | Porte de Pantin ⥋ Bondy - Jouhaux - Blum                | Porte de Pantin ⥋ Bondy - Jouhaux - Blum                | Porte de Pantin ⥋ Bondy - Jouhaux - Blum                | Porte de Pantin ⥋ Bondy - Jouhaux - Blum                | Porte de Pantin ⥋ Bondy - Jouhaux - Blum                | Porte de Pantin ⥋ Bondy - Jouhaux - Blum                | Porte de Pantin ⥋ Bondy - Jouhaux - Blum                | Porte de Pantin ⥋ Bondy - Jouhaux - Blum                |
| 151   | Ouverture / Fermeture 7 septembre 1944, / — | Longueur —                                              | Durée 30 à 40 min                                       | Nb. d’arrêts 29                                         | Matériel Citelis 12 GX 337 Hybride Citaro Facelift      | Jours de fonctionnement L, Ma, Me, J, V, S, D           | Jour / Soir / Nuit / Fêtes O / O / N / O                | Voy. / an 2,2 millions (2 021)                          | Centre-bus Flandre                                      |
| 151   | Desserte : - Villes et lieux desservis : Paris (Porte de Pantin), Pantin (Mairie, Centre national de la danse, Cimetière parisien), Bobigny (Cimetière, Lycée Alfred-Costes, Lycée André-Sabatier, Gare de Bobigny, Place Normandie-Niémen), Drancy (Marché, Place du-19-Mars-1962, Gendarmerie, Collège Jacques-Jorissen), Le Blanc-Mesnil, Bondy, Aulnay-sous-Bois (Boulevard de Strasbourg). - Stations et gares desservies : Porte de Pantin, Delphine Seyrig (T3b), Gare de Pantin, Escadrille Normandie-Niémen (T1). |                                                         |                                                         |                                                         |                                                         |                                                         |                                                         |                                                         |                                                         |
| 151   | Autre : - Zones traversées : 2 et 3. - Arrêts non accessibles aux UFR : Petits Ponts, Delphine Seyrig, Centre National de la Danse, Pantin RER - Mairie vers Bondy, Diderot, Cimetière Parisien de Pantin, Chemin des Vignes vers Porte de Pantin, Paul Belwo vers Porte de Pantin, Jules Auffret, Marcel Cachin vers Bondy, Argonne - Bois de Groslay, Coopération, Albert David, Surcouf - Jean Jaurès, Surcouf - Lejeune. - Amplitudes horaires : La ligne fonctionne du lundi au samedi de 5 h à 0 h 55 environ et les dimanches et fêtes à partir de 6 h 40. Les vendredis, samedis et veilles de fête, le service est prolongé d'une heure, se terminant alors à 2 h du matin environ. - Particularités : Le dimanche, la ligne est déviée dans Drancy par l'avenue Jean-Jaurès, pour cause de marché. - Date de dernière mise à jour : 23 juillet 2025. |                                                         |                                                         |                                                         |                                                         |                                                         |                                                         |                                                         |                                                         |
| 151   | Dernière actualisation : — |                                                         |                                                         |                                                         |                                                         |                                                         |                                                         |                                                         |                                                         |
| 152   | Porte de la Villette ⥋ Gonesse - ZAC des Tulipes Nord | Porte de la Villette ⥋ Gonesse - ZAC des Tulipes Nord   | Porte de la Villette ⥋ Gonesse - ZAC des Tulipes Nord   | Porte de la Villette ⥋ Gonesse - ZAC des Tulipes Nord   | Porte de la Villette ⥋ Gonesse - ZAC des Tulipes Nord   | Porte de la Villette ⥋ Gonesse - ZAC des Tulipes Nord   | Porte de la Villette ⥋ Gonesse - ZAC des Tulipes Nord   | Porte de la Villette ⥋ Gonesse - ZAC des Tulipes Nord   | Porte de la Villette ⥋ Gonesse - ZAC des Tulipes Nord   |
| 152   | Ouverture / Fermeture 29 août 1944, / — | Longueur 10 km                                          | Durée 30 à 40 min min                                   | Nb. d’arrêts 27                                         | Matériel GX 337 Hybride                                 | Jours de fonctionnement L, Ma, Me, J, V, S, D           | Jour / Soir / Nuit / Fêtes O / O / N / O                | Voy. / an 5,1 millions (2 021)                          | Centre-bus Flandre                                      |
| 152   | Desserte : - Villes et lieux desservis : Paris (Porte de la Villette, Cité des sciences et de l'industrie, Parc de la Villette, La Géode, Tour La Villette), Aubervilliers (Fort d'Aubervilliers), La Courneuve, Le Bourget (Musée de l'Air et de l'Espace, Aéroport du Bourget), Le Blanc-Mesnil, Bonneuil-en-France, Gonesse. - Stations et gares desservies : Porte de la Villette, Aubervilliers - Pantin - Quatre Chemins, Fort d'Aubervilliers, La Courneuve - 8 Mai 1945, Le Bourget depuis l’arrêt Jean Jaurès-Division Leclerc. |                                                         |                                                         |                                                         |                                                         |                                                         |                                                         |                                                         |                                                         |
| 152   | Autre : - Zones traversées : 2 à 4. - Arrêts non accessibles aux UFR :Magenta, Aubervilliers-Pantin Quatre Chemins, Cimetière Parisien, Rechossière, Hélène Cochennec, Manouchian, Condorcet, Fort d'Aubervilliers, Édouard Vaillant-Jean Jaurès et Pierre Curie. - Amplitudes horaires : La ligne fonctionne du lundi au vendredi de 4 h 20 à 1 h du matin (avec prolongement du service le vendredi, jusqu'à environ 2 h le lendemain matin), le samedi à partir de 4 h 45 et les dimanches et fêtes à partir de 6 h. - Date de dernière mise à jour : 8 août 2024. |                                                         |                                                         |                                                         |                                                         |                                                         |                                                         |                                                         |                                                         |
| 152   | Dernière actualisation : — |                                                         |                                                         |                                                         |                                                         |                                                         |                                                         |                                                         |                                                         |
| 153   | Porte de la Chapelle ⥋ Stains - Moulin Neuf | Porte de la Chapelle ⥋ Stains - Moulin Neuf             | Porte de la Chapelle ⥋ Stains - Moulin Neuf             | Porte de la Chapelle ⥋ Stains - Moulin Neuf             | Porte de la Chapelle ⥋ Stains - Moulin Neuf             | Porte de la Chapelle ⥋ Stains - Moulin Neuf             | Porte de la Chapelle ⥋ Stains - Moulin Neuf             | Porte de la Chapelle ⥋ Stains - Moulin Neuf             | Porte de la Chapelle ⥋ Stains - Moulin Neuf             |
| 153   | Ouverture / Fermeture 28 janvier 1946 / — | Longueur —                                              | Durée 30 à 40 min                                       | Nb. d’arrêts 25                                         | Matériel Lion's City                                    | Jours de fonctionnement L, Ma, Me, J, V, S, D           | Jour / Soir / Nuit / Fêtes O / O / N / O                | Voy. / an 5,4 millions (2 021)                          | Centre-bus Saint-Denis                                  |
| 153   | Desserte : - Villes et lieux desservis : Paris (Porte de la Chapelle), Saint-Denis (Cimetière parisien de La Chapelle, Église Sainte-Geneviève, Zone d'activités commerciales Nazal-Chaudon, Stade de France, Hôpital Danielle-Casanova, Parc de la Légion d'Honneur, Hôpital Delafontaine, Hôpital Ville-Évrard, Parc des sports de Marville, Parc Georges-Valbon), Stains. - Stations et gares desservies : Porte de la Chapelle, La Plaine - Stade de France, Saint-Denis - Porte de Paris, Hôpital Delafontaine (T1). |                                                         |                                                         |                                                         |                                                         |                                                         |                                                         |                                                         |                                                         |
| 153   | Autre : - Zones traversées : 2 et 3. - Arrêts non accessibles aux UFR : Aucun. - Amplitudes horaires : La ligne fonctionne du lundi au samedi de 5 h 15 à 1 h 20 du matin environ et les dimanches et fêtes à partir de 6 h 30 environ. Les vendredis, samedis et veilles de fête, le service est prolongé d'une heure, jusqu'à 2 h 20 du matin environ. - Depuis le 10 juillet 2023, la ligne ne traverse plus le centre-ville de Saint-Denis mais le contourne par l'Est. - Date de dernière mise à jour : 10 janvier 2025. |                                                         |                                                         |                                                         |                                                         |                                                         |                                                         |                                                         |                                                         |
| 153   | Dernière actualisation : — |                                                         |                                                         |                                                         |                                                         |                                                         |                                                         |                                                         |                                                         |
| 157   | Nanterre - Boulevard de la Seine ⥋ Pont de Neuilly | Nanterre - Boulevard de la Seine ⥋ Pont de Neuilly      | Nanterre - Boulevard de la Seine ⥋ Pont de Neuilly      | Nanterre - Boulevard de la Seine ⥋ Pont de Neuilly      | Nanterre - Boulevard de la Seine ⥋ Pont de Neuilly      | Nanterre - Boulevard de la Seine ⥋ Pont de Neuilly      | Nanterre - Boulevard de la Seine ⥋ Pont de Neuilly      | Nanterre - Boulevard de la Seine ⥋ Pont de Neuilly      | Nanterre - Boulevard de la Seine ⥋ Pont de Neuilly      |
| 157   | Ouverture / Fermeture 23 avril 1946 / — | Longueur 9,54 km                                        | Durée 23-35 min                                         | Nb. d’arrêts 33                                         | Matériel Urbanway 12 GNV                                | Jours de fonctionnement L, Ma, Me, J, V, S, D           | Jour / Soir / Nuit / Fêtes O / O / N / O                | Voy. / an 1,4 million (2 021)                           | Centre-bus Nanterre                                     |
| 157   | Desserte : - Villes et lieux desservis : Nanterre (CESI, Cathédrale Sainte-Geneviève, Centre-bus RATP), Suresnes (Église Saint-Louis, Lycée Paul-Langevin), Puteaux (Île de Puteaux), Neuilly-sur-Seine (Pont de Neuilly). - Stations et gares desservies : Nanterre - Ville, Puteaux, Pont de Neuilly. |                                                         |                                                         |                                                         |                                                         |                                                         |                                                         |                                                         |                                                         |
| 157   | Autre : - Zones traversées : 2 et 3. - Arrêts non accessibles aux UFR : Nanterre-Ville RER vers Nanterre, Rochegude, Sadi Carnot - Juliot-Curie vers Neuilly, Les Alouettes, Verdun vers Nanterre, Gare de Puteaux, RD 7 - Pont de Neuilly. - Amplitudes horaires : La ligne fonctionne du lundi au samedi de 4 h 55 à 22 h 20 environ et les dimanches et fêtes à partir de 5 h 55. - Date de dernière mise à jour : 12 juin 2023. |                                                         |                                                         |                                                         |                                                         |                                                         |                                                         |                                                         |                                                         |
| 157   | Dernière actualisation : — |                                                         |                                                         |                                                         |                                                         |                                                         |                                                         |                                                         |                                                         |
| 158   | Rueil-Malmaison RER ⥋ Pont de Neuilly | Rueil-Malmaison RER ⥋ Pont de Neuilly                   | Rueil-Malmaison RER ⥋ Pont de Neuilly                   | Rueil-Malmaison RER ⥋ Pont de Neuilly                   | Rueil-Malmaison RER ⥋ Pont de Neuilly                   | Rueil-Malmaison RER ⥋ Pont de Neuilly                   | Rueil-Malmaison RER ⥋ Pont de Neuilly                   | Rueil-Malmaison RER ⥋ Pont de Neuilly                   | Rueil-Malmaison RER ⥋ Pont de Neuilly                   |
| 158   | Ouverture / Fermeture 10 septembre 1944, / — | Longueur 8,40 km                                        | Durée 21-28 min                                         | Nb. d’arrêts 26                                         | Matériel Urbanway 12 GNV                                | Jours de fonctionnement L, Ma, Me, J, V, S, D           | Jour / Soir / Nuit / Fêtes O / O / N / O                | Voy. / an 1,5 million (2 021)                           | Centre-bus Nanterre                                     |
| 158   | Desserte : - Villes et lieux desservis : Rueil-Malmaison (Lycée Paul-Langevin), Nanterre (Place de la Boule, Église Sainte-Marie-des-Fontenelles), Puteaux (École de Musique, Arts-Plastiques, Église Sainte-Mathilde, Mairie, Palais des Congrès, Square Léon-Blum, Île de Puteaux), Neuilly-sur-Seine (Pont de Neuilly). - Stations et gares desservies : Rueil-Malmaison, Puteaux, Pont de Neuilly. |                                                         |                                                         |                                                         |                                                         |                                                         |                                                         |                                                         |                                                         |
| 158   | Autre : - Zones traversées : 2 et 3. - Arrêts non accessibles aux UFR : D'Estienne d'Orves, Pereire, Rue du Mans vers Neuilly, RD 7 - Pont de Neuilly. - Amplitudes horaires : La ligne fonctionne du lundi au samedi de 6 h à 22 h 35 environ et les dimanches et fêtes à partir de 7 h. - Particularités : Tous les soirs, à partir de 21 h 30, la ligne est limitée au parcours Rueil-Malmaison RER ↔ Nanterre-Place de La Boule. - Date de dernière mise à jour : 23 juin 2023. |                                                         |                                                         |                                                         |                                                         |                                                         |                                                         |                                                         |                                                         |
| 158   | Dernière actualisation : — |                                                         |                                                         |                                                         |                                                         |                                                         |                                                         |                                                         |                                                         |
| 159   | Nanterre - Cité du Vieux Pont ⥋ La Défense | Nanterre - Cité du Vieux Pont ⥋ La Défense              | Nanterre - Cité du Vieux Pont ⥋ La Défense              | Nanterre - Cité du Vieux Pont ⥋ La Défense              | Nanterre - Cité du Vieux Pont ⥋ La Défense              | Nanterre - Cité du Vieux Pont ⥋ La Défense              | Nanterre - Cité du Vieux Pont ⥋ La Défense              | Nanterre - Cité du Vieux Pont ⥋ La Défense              | Nanterre - Cité du Vieux Pont ⥋ La Défense              |
| 159   | Ouverture / Fermeture 1er octobre 1958 / — | Longueur 7,77 km                                        | Durée 22-27 min                                         | Nb. d’arrêts 25                                         | Matériel Citelis 12 GX 337 Hybride                      | Jours de fonctionnement L, Ma, Me, J, V, S, D           | Jour / Soir / Nuit / Fêtes O / O / N / O                | Voy. / an 2,2 millions (2 021)                          | Centre-bus Charlebourg                                  |
| 159   | Desserte : - Villes et lieux desservis : Nanterre (Stade Jean-Guimier, Parc André-Malraux, Théâtre des Amandiers, Palais des Sports, Stade Gabriel-Péri, Préfecture des Hauts-de-Seine, Collège Victor-Hugo, cathédrale Sainte-Geneviève), Puteaux (Centre d'affaires de La Défense, Arche de la Défense, Centre commercial Les Quatre Temps, Centre des nouvelles industries et technologies). - Gares desservies : Nanterre - Ville (depuis l’arrêt Maurice Thorez), La Défense. |                                                         |                                                         |                                                         |                                                         |                                                         |                                                         |                                                         |                                                         |
| 159   | Autre : - Zone traversée: 3. - Arrêts non accessibles aux UFR : Marcelin Berthelot - Carré Vert et Soufflot vers Nanterre. - Amplitudes horaires : La ligne fonctionne du lundi au samedi de 5 h 10 à 1 h 10 du matin environ et les dimanches et fêtes à partir de 6 h 35. Les vendredis, samedis et veilles de fête, le service est prolongé d'une heure, jusqu'à 2 h 10 du matin environ. - Date de dernière mise à jour : 6 mars 2025. |                                                         |                                                         |                                                         |                                                         |                                                         |                                                         |                                                         |                                                         |
| 159   | Dernière actualisation : — |                                                         |                                                         |                                                         |                                                         |                                                         |                                                         |                                                         |                                                         |

### Lignes 160 à 169
| Ligne | Caractéristiques | Caractéristiques | Caractéristiques | Caractéristiques | Caractéristiques | Caractéristiques | Caractéristiques | Caractéristiques | Caractéristiques |
| 160   | Nanterre-Préfecture RER ⥋ Pont de Saint-Cloud - Albert Kahn | Nanterre-Préfecture RER ⥋ Pont de Saint-Cloud - Albert Kahn                                                                                       | Nanterre-Préfecture RER ⥋ Pont de Saint-Cloud - Albert Kahn                                                                                       | Nanterre-Préfecture RER ⥋ Pont de Saint-Cloud - Albert Kahn                                                                                       | Nanterre-Préfecture RER ⥋ Pont de Saint-Cloud - Albert Kahn                                                                                       | Nanterre-Préfecture RER ⥋ Pont de Saint-Cloud - Albert Kahn                                                                                       | Nanterre-Préfecture RER ⥋ Pont de Saint-Cloud - Albert Kahn                                                                                       | Nanterre-Préfecture RER ⥋ Pont de Saint-Cloud - Albert Kahn                                                                                       | Nanterre-Préfecture RER ⥋ Pont de Saint-Cloud - Albert Kahn                                                                                       |
| ----- | --- | --- | --- | --- | --- | --- | --- | --- | --- |
| 160   | Ouverture / Fermeture 7 août 1961 / — | Longueur 13,3 km | Durée 33-55 min | Nb. d’arrêts 40 | Matériel Urbanway 12 GNV | Jours de fonctionnement L, Ma, Me, J, V, S, D | Jour / Soir / Nuit / Fêtes O / O / N / O | Voy. / an 2 millions (2 021) | Centre-bus Nanterre |
| 160   | Desserte : - Villes et lieux desservis : Nanterre (Préfecture des Hauts-de-Seine, Théâtre des Amandiers, Cité scolaire Joliot-Curie, Cimetière américain de Suresnes), Suresnes, Saint-Cloud (Hippodrome de Saint-Cloud, Parc de Saint-Cloud), Boulogne-Billancourt (Pont de Saint-Cloud, Musée Albert-Kahn). - Stations et gares desservies : Nanterre-Préfecture, Nanterre-La Folie, Nanterre-Ville, Suresnes-Mont-Valérien, Le Val d'Or, Saint-Cloud, Parc de Saint-Cloud (T2), Boulogne - Pont de Saint-Cloud. | | | | | | | | |
| 160   | Autre : - Zones traversées : 2 et 3. - Arrêts non accessibles aux UFR :Général Leclerc et Chevrillon vers Saint-Cloud, Collège Gounod, Parc de Saint-Cloud. - Amplitudes horaires : La ligne fonctionne du lundi au samedi de 6 h à 1 h 30 du matin environ et les dimanches et fêtes à partir de 6 h 10. Les vendredis, samedis et veilles de fête, le service est prolongé, se terminant alors à 2 h 25 du matin environ. - Date de dernière mise à jour : 10 janvier 2025. | | | | | | | | |
| 160   | Dernière actualisation : — | | | | | | | | |
| 162   | Clamart - Parc Maison Blanche ⥋ Villejuif - Louis Aragon | Clamart - Parc Maison Blanche ⥋ Villejuif - Louis Aragon                                                                                          | Clamart - Parc Maison Blanche ⥋ Villejuif - Louis Aragon                                                                                          | Clamart - Parc Maison Blanche ⥋ Villejuif - Louis Aragon                                                                                          | Clamart - Parc Maison Blanche ⥋ Villejuif - Louis Aragon                                                                                          | Clamart - Parc Maison Blanche ⥋ Villejuif - Louis Aragon                                                                                          | Clamart - Parc Maison Blanche ⥋ Villejuif - Louis Aragon                                                                                          | Clamart - Parc Maison Blanche ⥋ Villejuif - Louis Aragon                                                                                          | Clamart - Parc Maison Blanche ⥋ Villejuif - Louis Aragon                                                                                          |
| 162   | Ouverture / Fermeture 22 janvier 1962 / — | Longueur — | Durée 35-50 min | Nb. d’arrêts 35 | Matériel Citaro Facelift | Jours de fonctionnement L, Ma, Me, J, V, S, D | Jour / Soir / Nuit / Fêtes O / O / N / O | Voy. / an 2,5 millions (2 021) | Centre-bus Fontenay |
| 162   | Desserte : - Villes et lieux desservis : Clamart (Hôpital Sainte-Émilie, Centre culturel Jean-Arp, Marché, Mairie), Châtillon, Fontenay-aux-Roses, Bagneux, Cachan (École spéciale des travaux publics, du bâtiment et de l'industrie, Mairie), Arcueil, Villejuif (Institut Gustave-Roussy, Hôpital Paul-Brousse). - Stations et gares desservies : Parc André Malraux (T6), Bagneux - Lucie Aubrac (depuis l’arrêt Martyrs de Châteaubriant), Arcueil - Cachan, Villejuif - Gustave Roussy, Villejuif - Paul Vaillant-Couturier, Villejuif - Louis Aragon. | | | | | | | | |
| 162   | Autre : - Zone traversée : 3. - Arrêts non accessibles aux UFR : Parc Maison Blanche, Marguerite Renaudin, Pierre Corby, Général de Gaulle vers Villejuif, Pierrelais - Fontenay et Chartres - Blanchard vers Clamart, Pierrelais - Blanchard, Rue des Olivettes, Les Iris vers Villejuif, Carnot - Aristide Briand, Quatre Chemins vers Clamart, Institut Gustave-Roussy Hautes Bruyères vers Villejuif, Villejuif Paul Vaillant-Couturier - Métro vers Clamart, Guynemer Maxime-Gorki vers Villejuif, Guynemer - Place des Fusillés. - Amplitudes horaires : La ligne fonctionne du lundi au samedi de 5 h 20 à 1 h 45 du matin environ et les dimanches et fêtes à partir de 6 h. - Date de dernière mise à jour : 10 janvier 2025. | | | | | | | | |
| 162   | Dernière actualisation : — | | | | | | | | |
| 163   | Rueil-Malmaison - Centre Madeleine Daniélou ⥋ Nanterre-Préfecture RER (desserte à horaires spécifiques) Nanterre-Préfecture RER ⥋ Porte de Clichy | Rueil-Malmaison - Centre Madeleine Daniélou ⥋ Nanterre-Préfecture RER (desserte à horaires spécifiques) Nanterre-Préfecture RER ⥋ Porte de Clichy | Rueil-Malmaison - Centre Madeleine Daniélou ⥋ Nanterre-Préfecture RER (desserte à horaires spécifiques) Nanterre-Préfecture RER ⥋ Porte de Clichy | Rueil-Malmaison - Centre Madeleine Daniélou ⥋ Nanterre-Préfecture RER (desserte à horaires spécifiques) Nanterre-Préfecture RER ⥋ Porte de Clichy | Rueil-Malmaison - Centre Madeleine Daniélou ⥋ Nanterre-Préfecture RER (desserte à horaires spécifiques) Nanterre-Préfecture RER ⥋ Porte de Clichy | Rueil-Malmaison - Centre Madeleine Daniélou ⥋ Nanterre-Préfecture RER (desserte à horaires spécifiques) Nanterre-Préfecture RER ⥋ Porte de Clichy | Rueil-Malmaison - Centre Madeleine Daniélou ⥋ Nanterre-Préfecture RER (desserte à horaires spécifiques) Nanterre-Préfecture RER ⥋ Porte de Clichy | Rueil-Malmaison - Centre Madeleine Daniélou ⥋ Nanterre-Préfecture RER (desserte à horaires spécifiques) Nanterre-Préfecture RER ⥋ Porte de Clichy | Rueil-Malmaison - Centre Madeleine Daniélou ⥋ Nanterre-Préfecture RER (desserte à horaires spécifiques) Nanterre-Préfecture RER ⥋ Porte de Clichy |
| 163   | Ouverture / Fermeture 31 août 1944, / — | Longueur 11,11 km | Durée 38-73 min | Nb. d’arrêts 40 (+15 en desserte à horaire spécifique)                                                                                            | Matériel Citelis 12 GX 337 Hybride | Jours de fonctionnement L, Ma, Me, J, V, S, D | Jour / Soir / Nuit / Fêtes O / O / N / O | Voy. / an 2,8 millions (2 021) | Centre-bus Charlebourg |
| 163   | Desserte : - Villes et lieux desservis : Rueil-Malmaison (Cités scolaires Passy-Buzenval et Madeleine-Daniélou en desserte à horaire spécifique), Nanterre (Préfecture des Hauts-de-Seine, Parc André-Malraux, Écoles), La Garenne-Colombes (Place de l'Europe, Place de Belgique, Mairie, Collège Les Champs-Philippe, Cimetière), Courbevoie (Place de l'Europe), Neuilly-sur-Seine (Hôpital américain de Paris, Clinique H.‑Hartmann, Île de la Jatte), Paris (17e arrondissement) (Porte de Champerret, Place du Maréchal-Juin, Rue Cardinet, Parc Martin-Luther-King, Square des Batignolles, Porte de Clichy). - Stations et gares desservies : Gare de Nanterre-Préfecture, Nanterre-La Folie, Gare de La Garenne-Colombes (à distance), Charlebourg (T2), Porte de Champerret, Gare de Pereire - Levallois, Pereire et Wagram, Gare de Pont-Cardinet, Pont Cardinet, Brochant, Porte de Clichy, Gare de la Porte de Clichy. | | | | | | | | |
| 163   | Autre : - Zones traversées : 1 à 3. - Arrêts non accessibles aux UFR : Porte de Clichy. - Desserte à horaires spécifiques de Nanterre - Préfecture RER à Centre Madeleine Daniélou : Fernand Léger. - Desserte à horaires spécifiques de Centre Madeleine Daniélou à Nanterre - Préfecture RER : Centre Madeleine Daniélou, Collège Passy-Buzenval, Eugène Sue. - Vers Nanterre - Préfecture RER : L'Yser et la Somme, Lens, Préfecture des Hauts-de-Seine. - Vers Porte de Clichy : Pereire - Le Châtelier, Parc Martin-Luther King. - Amplitudes horaires : La ligne fonctionne du lundi au samedi de 5 h 10 à 1 h 15 et les dimanches et fêtes à partir de 6 h 25. Les vendredis, samedis et veilles de fête, le service est prolongé, se terminant alors à 2 h 15 du matin environ. - Particularités : - En fin de service, les derniers départs sont à destination de La Garenne-Colombes - Charlebourg. - Desserte à horaire spécifique : Une desserte des cités scolaires privées Madeleine-Daniélou et Passy-Buzenval situées à Rueil-Malmaison est assurée selon un itinéraire spécifique depuis Nanterre Préfecture RER (un aller-retour par jour). - Modification au 1er septembre 2016 : La ligne sera limitée au tronçon Nanterre-Préfecture RER ↔ Porte de Champerret, le reste de la ligne étant repris par la ligne 259. - Histoire : En concomitance avec le prolongement de la ligne 3b du tramway à la porte d'Asnières le 24 novembre 2018, la ligne est prolongée, depuis la porte de Champerret, dans le quartier des Batignolles (via la gare de Pereire - Levallois) à proximité de la gare de Pont-Cardinet et du square des Batignolles. De fait, elle remplace la navette bus Pereire - Pont Cardinet qui avait été mise en place en 1996 afin de remplacer l'exploitation ferroviaire qui existait entre ces deux mêmes gares jusqu'alors. - Date de dernière mise à jour : 6 février 2025. | | | | | | | | |
| 163   | Dernière actualisation : — | | | | | | | | |
| 164   | Argenteuil - Collège Claude Monet ⥋ Porte de Champerret | Argenteuil - Collège Claude Monet ⥋ Porte de Champerret                                                                                           | Argenteuil - Collège Claude Monet ⥋ Porte de Champerret                                                                                           | Argenteuil - Collège Claude Monet ⥋ Porte de Champerret                                                                                           | Argenteuil - Collège Claude Monet ⥋ Porte de Champerret                                                                                           | Argenteuil - Collège Claude Monet ⥋ Porte de Champerret                                                                                           | Argenteuil - Collège Claude Monet ⥋ Porte de Champerret                                                                                           | Argenteuil - Collège Claude Monet ⥋ Porte de Champerret                                                                                           | Argenteuil - Collège Claude Monet ⥋ Porte de Champerret                                                                                           |
| 164   | Ouverture / Fermeture 12 octobre 1944, / — | Longueur 11,89 km | Durée 42-57 min | Nb. d’arrêts 34 | Matériel Citelis 12 | Jours de fonctionnement L, Ma, Me, J, V, S, D | Jour / Soir / Nuit / Fêtes O / O / N / O | Voy. / an 4,1 millions (2 021) | Centre-bus Charlebourg |
| 164   | Desserte : - Villes et lieux desservis : Argenteuil (Collège Claude-Monet, Val d'Argenteuil, Hôpital Victor-Dupouy), Colombes (Stade Yves-du-Manoir, Audra, Ancienne Église de Colombes, Église de Colombes, Mairie), La Garenne-Colombes (Europe), Courbevoie (Stade municipal), Neuilly-sur-Seine (Île de la Jatte, Hôpital américain de Paris, Lycée espagnol, Lycée Pasteur), Paris (17e arrondissement) (Porte de Champerret). - Stations et gares desservies : Gare du Val d'Argenteuil, Gare des Vallées (depuis l’arrêt Pont de la Puce), Porte de Champerret. | | | | | | | | |
| 164   | Autre : - Zones traversées : 1 à 4. - Arrêts non accessibles aux UFR : Collège Claude Monet, Les Messiers, Les Renouillers, Église de Colombes. - vers Collège Claude Monet : Robert Schuman. - vers Porte de Champerret : Maurice Utrillo, Audra, Europe, Paix - Verdun. - Amplitudes horaires : La ligne fonctionne tous les jours : - vers Collège Claude Monet : avec un premier départ à 5 h 30 du lundi au samedi et 6 h 30 les dimanches et les jours fériés, le dernier départ étant fixé à 0 h 36 du lundi au jeudi, 1 h 12 du lundi au jeudi avec pour terminus Europe, 1 h 36 le vendredi et samedi, 2 h 16 le vendredi et samedi avec pour terminus Europe et 0 h 33 les dimanches et les jours fériés de septembre à juin avec service prolongé d’une heure les veilles de jours fériés, 1 h 15 les dimanches et les jours fériés de septembre à juin avec service prolongé d’une heure les veilles de jours fériés avec pour terminus Europe, 0 h 36 les dimanches et les jours fériés en juillet et août et 1 h 16 les dimanches et les jours fériés en juillet et août avec pour terminus Europe ; - vers Porte de Champerret : avec un premier départ à 5 h 30 du lundi au samedi et 6 h 30 les dimanches et les jours fériés, le dernier départ étant fixé à 0 h 30 du lundi au jeudi, 1 h 12 du lundi au jeudi de septembre à juin avec pour terminus Europe, 1 h 15 du lundi au jeudi en juillet et août avec pour terminus Europe, 1 h 30 le vendredi et samedi, 2 h 12 le vendredi de septembre à juin avec pour terminus Europe, 2 h 11 le vendredi en juillet et août avec pour terminus Europe, 2 h 14 le samedi de septembre à juin avec pour terminus Europe, 2 h 12 le samedi en juillet et août avec pour terminus Europe et 0 h 30 les dimanches et les jours fériés avec service prolongé d’une heure les veilles de jours fériés, 1 h 10 les dimanches et les jours fériés de septembre à juin avec service prolongé d’une heure les veilles de jours fériés avec pour terminus Europe, 1 h 11 les dimanches et les jours fériés en juillet et août avec pour terminus Europe. - Particularités : - Tous les soirs, les derniers départs des deux terminus respectifs sont à destination de Europe. - Date de dernière mise à jour : 6 février 2025. | | | | | | | | |
| 164   | Dernière actualisation : — | | | | | | | | |
| 165   | Porte de Champerret ⥋ Asnières - 18 juin 1940 | Porte de Champerret ⥋ Asnières - 18 juin 1940 | Porte de Champerret ⥋ Asnières - 18 juin 1940 | Porte de Champerret ⥋ Asnières - 18 juin 1940 | Porte de Champerret ⥋ Asnières - 18 juin 1940 | Porte de Champerret ⥋ Asnières - 18 juin 1940 | Porte de Champerret ⥋ Asnières - 18 juin 1940 | Porte de Champerret ⥋ Asnières - 18 juin 1940 | Porte de Champerret ⥋ Asnières - 18 juin 1940 |
| 165   | Ouverture / Fermeture 24 février 1947 / — | Longueur — | Durée — | Nb. d’arrêts 24 | Matériel Citelis 12 | Jours de fonctionnement L, Ma, Me, J, V, S, D | Jour / Soir / Nuit / Fêtes O / O / N / O | Voy. / an 1,7 million (2 021) | Centre-bus Charlebourg |
| 165   | Desserte : - Villes et lieux desservis : Paris (17e arrondissement) (Porte de Champerret, Porte de Courcelles), Levallois-Perret (Mairie, Cimetière, Parc Gustave-Eiffel, Parc de la Planchette), Clichy (Quai de Clichy), Asnières-sur-Seine (Clinique des Hauts-de-Seine, Lycée Renoir, Quatre Routes, Centre commercial), Bois-Colombes (Square Georges-Pompidou). - Stations et gares desservies : Porte de Champerret, Square Sainte-Odile (T3b), Asnières-sur-Seine (depuis l'arrêt Rue de la Station), Asnières - Quatre Routes (T1). | | | | | | | | |
| 165   | Autre : - Zones traversées : 2 et 3. - Arrêts non accessibles aux UFR : Porte de Champerret, Square Sainte-Odile vers Asnières. - Amplitudes horaires : La ligne fonctionne du lundi au samedi de 5 h 40 à 0 h 35 environ et les dimanches et fêtes à partir de 7 h 25. Les vendredis, samedis et veilles de fête, le service est prolongé d'une heure, jusqu'à 1 h 35 du matin environ. - Date de dernière mise à jour : 22 juin 2024. | | | | | | | | |
| 165   | Dernière actualisation : — | | | | | | | | |
| 166   | Gennevilliers - ZAC des Louvresses / Les Barbanniers ⥋ Porte de Clignancourt | Gennevilliers - ZAC des Louvresses / Les Barbanniers ⥋ Porte de Clignancourt                                                                      | Gennevilliers - ZAC des Louvresses / Les Barbanniers ⥋ Porte de Clignancourt                                                                      | Gennevilliers - ZAC des Louvresses / Les Barbanniers ⥋ Porte de Clignancourt                                                                      | Gennevilliers - ZAC des Louvresses / Les Barbanniers ⥋ Porte de Clignancourt                                                                      | Gennevilliers - ZAC des Louvresses / Les Barbanniers ⥋ Porte de Clignancourt                                                                      | Gennevilliers - ZAC des Louvresses / Les Barbanniers ⥋ Porte de Clignancourt                                                                      | Gennevilliers - ZAC des Louvresses / Les Barbanniers ⥋ Porte de Clignancourt                                                                      | Gennevilliers - ZAC des Louvresses / Les Barbanniers ⥋ Porte de Clignancourt                                                                      |
| 166   | Ouverture / Fermeture 17 décembre 1945 / — | Longueur — | Durée 40 min | Nb. d’arrêts 25 | Matériel Lion's City Hybride Bluebus 12 Facelift                                                                                                  | Jours de fonctionnement L, Ma, Me, J, V, S, D | Jour / Soir / Nuit / Fêtes O / O / N / O | Voy. / an 2,5 millions (2 021) | Centre-bus Pleyel |
| 166   | Desserte : - Villes et lieux desservis : Gennevilliers (Zone d'activités commerciales des Louvresses, Rond-point Timbaud, Parc départemental des Chanteraines), L'Île-Saint-Denis (Centre commercial Marques Avenue), Saint-Ouen (Mairie, Marché aux puces), Paris (18e arrondissement) (Porte de Clignancourt). - Stations et gares desservies : Gennevilliers, Timbaud et Parc des Chanteraines (T1), Mairie de Saint-Ouen (depuis l'arrêt Jean Jaurès - Mairie) et Porte de Clignancourt (T3b). | | | | | | | | |
| 166   | Autre : - Zones traversées : 1 à 3. - Arrêts non accessibles aux UFR : Parc des Chanteraines, Boulevard Marcel Paul vers Paris, Mairie de Saint-Ouen Dhalenne vers Gennevilliers, Michelet - Docteur Bauer vers Paris, Place Debain, Porte de Clignancourt. - Amplitudes horaires : La ligne fonctionne du lundi au samedi de 5 h 15 à 0 h 55 environ et les dimanches et fêtes à partir de 6 h 10. - Particularités : - La ligne est prolongée au-delà de l'arrêt Les Barbanniers jusqu'à l'arrêt ZAC des Louvresses (la montée voyageurs s'effectue cependant à l'arrêt suivant : Ormeteau) uniquement du lundi au vendredi aux heures de pointe. - Le 24 novembre 2018, à l'occasion de la mise en service du T3b, le parcours de la ligne est aménagé pour améliorer la desserte du quartier Debain. - Date de dernière mise à jour : 12 octobre 2023. | | | | | | | | |
| 166   | Dernière actualisation : — | | | | | | | | |
| 167   | Colombes-Audra/Piscine-Painoire ⥋ Pont de Levallois | Colombes-Audra/Piscine-Painoire ⥋ Pont de Levallois                                                                                               | Colombes-Audra/Piscine-Painoire ⥋ Pont de Levallois                                                                                               | Colombes-Audra/Piscine-Painoire ⥋ Pont de Levallois                                                                                               | Colombes-Audra/Piscine-Painoire ⥋ Pont de Levallois                                                                                               | Colombes-Audra/Piscine-Painoire ⥋ Pont de Levallois                                                                                               | Colombes-Audra/Piscine-Painoire ⥋ Pont de Levallois                                                                                               | Colombes-Audra/Piscine-Painoire ⥋ Pont de Levallois                                                                                               | Colombes-Audra/Piscine-Painoire ⥋ Pont de Levallois                                                                                               |
| 167   | Ouverture / Fermeture 1er octobre 1951 / — | Longueur — | Durée 26-35 min | Nb. d’arrêts 22/27 | Matériel GX 337 Hybride | Jours de fonctionnement L, Ma, Me, J, V, S, D | Jour / Soir / Nuit / Fêtes O / O / N / O | Voy. / an 1,1 million (2 021) | Centre-bus Charlebourg |
| 167   | Desserte : - Villes et lieux desservis : Colombes (Mairie, Stades Yves-du-Manoir et Fernand-Hémon), Bois-Colombes (Mairie), Asnières, Courbevoie, Levallois-Perret. - Stations et gares desservies : Colombes, Bois-Colombes, Bécon-les-Bruyères (depuis l'arrêt Place de Belgique), Pont de Levallois - Bécon. | | | | | | | | |
| 167   | Autre : - Zones traversées : 2 et 3. - Arrêts non accessibles aux UFR : entre Piscine-Patinoire et Les Renoillers dans les deux directions, Église de Colombes vers Levallois, Cuny vers Colombes, La Paix, Gare de Bois-Colombes, Cloarec - Piscine vers Colombes Joigneaux - Camus vers Levallois, Moulin des Bruyères vers Levallois, Pompidou. - Amplitudes horaires : La ligne fonctionne du lundi au samedi de 5 h 30 à 21 h 30 environ et les dimanches et fêtes à partir de 6 h 35. - Date de dernière mise à jour : 5 avril 2024. | | | | | | | | |
| 167   | Dernière actualisation : — | | | | | | | | |
| 168   | Saint-Denis - Université ⥋ Sarcelles - Chantepie | Saint-Denis - Université ⥋ Sarcelles - Chantepie                                                                                                  | Saint-Denis - Université ⥋ Sarcelles - Chantepie                                                                                                  | Saint-Denis - Université ⥋ Sarcelles - Chantepie                                                                                                  | Saint-Denis - Université ⥋ Sarcelles - Chantepie                                                                                                  | Saint-Denis - Université ⥋ Sarcelles - Chantepie                                                                                                  | Saint-Denis - Université ⥋ Sarcelles - Chantepie                                                                                                  | Saint-Denis - Université ⥋ Sarcelles - Chantepie                                                                                                  | Saint-Denis - Université ⥋ Sarcelles - Chantepie                                                                                                  |
| 168   | Ouverture / Fermeture 1er juillet 2017 / — | Longueur — | Durée 20 à 30 min | Nb. d’arrêts 17 | Matériel Lion's City | Jours de fonctionnement L, Ma, Me, J, V, S, D | Jour / Soir / Nuit / Fêtes O / N / N / O | Voy. / an 0,7 million (2 021) | Centre-bus Saint-Denis |
| 168   | Desserte : - Villes et lieux desservis : Saint-Denis (Université Paris-VIII), Stains (lycée Utrillo, clinique de l'Estrée), Pierrefitte-sur-Seine (Archives nationales, gare de Pierrefitte - Stains, Mairie de Pierrefitte, Butte Pinson), Sarcelles (Sous-préfecture du Val-d'Oise, Centre commercial My Place). - Stations desservies : Saint-Denis - Université, Gare de Pierrefitte - Stains (T11) , Suzanne Valadon, Mairie de Pierrefitte, Alcide d'Orbigny et Butte Pinson (T5). | | | | | | | | |
| 168   | Autre : - Zones traversées : 3 et 4. - Arrêts non accessibles aux UFR : Général Gallieni - République, Cimetière de Pierrefitte, Butte Pinson, Les Poiriers, Chantepie. - Amplitudes horaires : La ligne fonctionne du lundi au samedi de 5 h 30 à 21 h 55 environ et le dimanche à partir de 7 h. - Particularités : Au départ de l'arrêt Butte Pinson en direction de Saint-Denis-Université uniquement, elle assure, du lundi au samedi, la desserte matinale de remplacement du tramway T5 sur le tronçon Butte Pinson → Roger Sémat à raison de 3 passages entre 5 h et 5 h 45 environ. À compter du 1er octobre 2020, le bus emprunte une voie bus en site propre sur la RD 28 entre Suzanne Valadon, et Saint-Denis-Université qui lui permet de desservir la gare de Pierrefitte - Stains via le bâtiment voyageurs du tramway (T11), - Histoire : Supprimée en août 2013 au moment de la mise en service du T5, la ligne est recréée sur une partie de son ancien tracé pour améliorer en particulier la desserte de l'avenue du Général Gallieni et du quartier de la Butte-Pinson à Pierrefitte-sur-Seine, à distance du tramway. En octobre 2020, l'achèvement de la RD 28 lui permet de desservir la gare du T11. - Date de dernière mise à jour : 12 octobre 2023. | | | | | | | | |
| 168   | Dernière actualisation : — | | | | | | | | |
| 169   | Pont de Sèvres ⥋ Hôpital européen Georges-Pompidou | Pont de Sèvres ⥋ Hôpital européen Georges-Pompidou                                                                                                | Pont de Sèvres ⥋ Hôpital européen Georges-Pompidou                                                                                                | Pont de Sèvres ⥋ Hôpital européen Georges-Pompidou                                                                                                | Pont de Sèvres ⥋ Hôpital européen Georges-Pompidou                                                                                                | Pont de Sèvres ⥋ Hôpital européen Georges-Pompidou                                                                                                | Pont de Sèvres ⥋ Hôpital européen Georges-Pompidou                                                                                                | Pont de Sèvres ⥋ Hôpital européen Georges-Pompidou                                                                                                | Pont de Sèvres ⥋ Hôpital européen Georges-Pompidou                                                                                                |
| 169   | Ouverture / Fermeture 20 juillet 1953 / — | Longueur 13,2 km | Durée 45 min | Nb. d’arrêts 46 | Matériel Citelis 12 | Jours de fonctionnement L, Ma, Me, J, V, S, D | Jour / Soir / Nuit / Fêtes O / O / N / O | Voy. / an 1,4 million (2 021) | Centre-bus Croix-Nivert |
| 169   | Desserte : - Villes et lieux desservis : Sèvres (Musée national de Céramique), Meudon (Église), Clamart, Issy-les-Moulineaux (Hôpital d'instruction des armées Percy, Mairie), Paris 15e (Aquaboulevard, Parc André-Citroën, Hôpital européen Georges-Pompidou, Siège de France Télévisions). - Stations et gares desservies : Pont de Sèvres, Musée de Sèvres (T2), Bellevue, Meudon-Val-Fleury, Clamart, Mairie d'Issy, Suzanne-Lenglen (T2), Balard, Pont du Garigliano (depuis l’arrêt Hôpital européen Georges-Pompidou). | | | | | | | | |
| 169   | Autre : - Zones traversées : 1 à 3. - Arrêts non accessibles aux UFR : Hôpital européen Georges-Pompidou, Rivoli et Val Fleury RER vers Pont de Sèvres, Galliera - Saint-Philippe, Gare de Clamart, Victor Hugo - Louvois, D'Alembert Vertugadins Lycée, Lycée Rabelais. - Amplitudes horaires : La ligne fonctionne du lundi au samedi de 5 h 5 à 22 h 15 environ et les dimanches et fêtes à partir de 7 h 5. - Date de dernière mise à jour : 12 juin 2023. | | | | | | | | |
| 169   | Dernière actualisation : — | | | | | | | | |

### Lignes 170 à 179
| Ligne | Caractéristiques | Caractéristiques | Caractéristiques | Caractéristiques | Caractéristiques | Caractéristiques | Caractéristiques | Caractéristiques | Caractéristiques |
| 170   | Gare de Saint-Denis RER ⥋ Porte des Lilas | Gare de Saint-Denis RER ⥋ Porte des Lilas                                                                                           | Gare de Saint-Denis RER ⥋ Porte des Lilas                                                                                           | Gare de Saint-Denis RER ⥋ Porte des Lilas                                                                                           | Gare de Saint-Denis RER ⥋ Porte des Lilas                                                                                           | Gare de Saint-Denis RER ⥋ Porte des Lilas                                                                                           | Gare de Saint-Denis RER ⥋ Porte des Lilas                                                                                           | Gare de Saint-Denis RER ⥋ Porte des Lilas                                                                                           | Gare de Saint-Denis RER ⥋ Porte des Lilas                                                                                           |
| ----- | --- | --- | --- | --- | --- | --- | --- | --- | --- |
| 170   | Ouverture / Fermeture 31 décembre 1945 / — | Longueur 10,2 km | Durée 40 à 50 min | Nb. d’arrêts 31 | Matériel Urbanway 18 Hybride | Jours de fonctionnement L, Ma, Me, J, V, S, D                                                                                       | Jour / Soir / Nuit / Fêtes O / O / N / O                                                                                            | Voy. / an 8,2 millions (2 021) | Centre-bus Aubervilliers |
| 170   | Desserte : - Villes et lieux desservis : Saint-Denis (Hôpital Danielle-Casanova, Stade de France), Aubervilliers (Mairie, Théâtre de la Commune), Pantin (Mairie), Le Pré-Saint-Gervais (Mairie), Les Lilas, Paris (Porte de Pantin, Porte des Lilas). - Stations et gares desservies : Gare de Saint-Denis, Saint-Denis - Porte de Paris, Mairie d'Aubervilliers, Aubervilliers - Pantin - Quatre Chemins, Gare de Pantin, Delphine Seyrig (T3b), Porte de Pantin, Porte des Lilas. | | | | | | | | |
| 170   | Autre : - Zones traversées : 2 et 3. - Arrêts non accessibles aux UFR : Gare de Saint-Denis RER, Centre National de la Danse, Delphine Seyrig et Porte de Pantin. - Vers Gare de Saint-Denis RER : Rue des Cités, Petits Ponts, Mairie du Pré Saint Gervais et Porte des Lilas (terminus départ). - Vers Porte des Lilas : Rue du Progrès, Porte de Pantin et Marseillaise - Cheminets. - Amplitudes horaires : La ligne fonctionne du lundi au samedi de 5 h 25 à 0 h 30 environ et les dimanches et fêtes à partir de 6 h 40. Les vendredis, samedis et veilles de fête, le service est prolongé d'une heure, se terminant alors à 1 h 30 du matin environ. - Histoire : Depuis 2014, elle est exploitée avec des autobus articulés. - Date de dernière mise à jour : 23 juillet 2025. | | | | | | | | |
| 170   | Dernière actualisation : — | | | | | | | | |
| 171   | Château de Versailles (Gare de Chaville-Rive-Gauche / Gare de Chaville-Rive-Droite en semaine en heures de pointe) ⥋ Pont de Sèvres | Château de Versailles (Gare de Chaville-Rive-Gauche / Gare de Chaville-Rive-Droite en semaine en heures de pointe) ⥋ Pont de Sèvres | Château de Versailles (Gare de Chaville-Rive-Gauche / Gare de Chaville-Rive-Droite en semaine en heures de pointe) ⥋ Pont de Sèvres | Château de Versailles (Gare de Chaville-Rive-Gauche / Gare de Chaville-Rive-Droite en semaine en heures de pointe) ⥋ Pont de Sèvres | Château de Versailles (Gare de Chaville-Rive-Gauche / Gare de Chaville-Rive-Droite en semaine en heures de pointe) ⥋ Pont de Sèvres | Château de Versailles (Gare de Chaville-Rive-Gauche / Gare de Chaville-Rive-Droite en semaine en heures de pointe) ⥋ Pont de Sèvres | Château de Versailles (Gare de Chaville-Rive-Gauche / Gare de Chaville-Rive-Droite en semaine en heures de pointe) ⥋ Pont de Sèvres | Château de Versailles (Gare de Chaville-Rive-Gauche / Gare de Chaville-Rive-Droite en semaine en heures de pointe) ⥋ Pont de Sèvres | Château de Versailles (Gare de Chaville-Rive-Gauche / Gare de Chaville-Rive-Droite en semaine en heures de pointe) ⥋ Pont de Sèvres |
| 171   | Ouverture / Fermeture 23 octobre 1944, / — | Longueur 9 km | Durée 25-34 (14-14) min | Nb. d’arrêts 24 (13-15) | Matériel GX 337 Hybride GX 337 ELEC Citelis 12                                                                                      | Jours de fonctionnement L, Ma, Me, J, V, S, D                                                                                       | Jour / Soir / Nuit / Fêtes O / O / N / O                                                                                            | Voy. / an 4,7 millions (2 021) | Centre-bus Point-du-Jour |
| 171   | Desserte : - Villes et lieux desservis : Versailles (Mairie, Préfecture des Yvelines, Château de Versailles), Viroflay, Chaville (Mairie), Sèvres (Mairie, Sèvres - Manufacture et Musée nationaux, Parc de Saint-Cloud, Hôpital Jean-Rostand), Boulogne-Billancourt (La Seine musicale). - Stations et gares desservies : Porchefontaine, Viroflay-Rive-Droite (depuis l’arrêt Gabriel Péri), Chaville-Rive-Gauche, Chaville-Rive-Droite, Musée de Sèvres (T2), Pont de Sèvres. | | | | | | | | |
| 171   | Autre : - Zones traversées : 3 et 4. - Arrêts non accessibles aux UFR : Château de Versailles, Gare de Chaville - Rive Gauche, Collège Jean Moulin vers Pont de Sèvres. - Vers Château de Versailles : (néant). - Vers Pont de Sèvres : Collège Jean Moulin. - Amplitudes horaires : La ligne fonctionne entre Château de Versailles et Pont de Sèvres du lundi au samedi de 5 h à 1 h 20 du matin environ et les dimanches et fêtes à partir de 6 h. - Particularités : Les antennes Gare de Chaville-Rive-Gauche et Gare de Chaville-Rive-Droite sont assurées du lundi au vendredi aux heures de pointe (entre 7 h et 9 h puis entre 16 h 30 et 19 h 20). - Histoire : Elle est le lointain successeur de l'une des plus anciennes lignes de tramway française, le Tramway de Sèvres à Versailles, qui fut mise en service en 1857. - Date de dernière mise à jour : 17 décembre 2024. | | | | | | | | |
| 171   | Dernière actualisation : — | | | | | | | | |
| 172   | Bourg-la-Reine RER ⥋ Hôpital Henri Mondor | Bourg-la-Reine RER ⥋ Hôpital Henri Mondor                                                                                           | Bourg-la-Reine RER ⥋ Hôpital Henri Mondor                                                                                           | Bourg-la-Reine RER ⥋ Hôpital Henri Mondor                                                                                           | Bourg-la-Reine RER ⥋ Hôpital Henri Mondor                                                                                           | Bourg-la-Reine RER ⥋ Hôpital Henri Mondor                                                                                           | Bourg-la-Reine RER ⥋ Hôpital Henri Mondor                                                                                           | Bourg-la-Reine RER ⥋ Hôpital Henri Mondor                                                                                           | Bourg-la-Reine RER ⥋ Hôpital Henri Mondor                                                                                           |
| 172   | Ouverture / Fermeture 4 novembre 1963 / — | Longueur — | Durée 41-56 min | Nb. d’arrêts 37 | Matériel Urbanway 12 Citelis 12 | Jours de fonctionnement L, Ma, Me, J, V, S, D                                                                                       | Jour / Soir / Nuit / Fêtes O / O / N / O                                                                                            | Voy. / an 5,5 millions (2 021) | Centre-bus Vitry |
| 172   | Desserte : - Villes et lieux desservis : Bourg-la-Reine (Mairie, Lycée Notre-Dame), L'Haÿ-les-Roses (Sous-préfecture du Val-de-Marne, Roseraie du Val-de-Marne, Parc départemental de la Roseraie, Mairie, Stade E.-Gérard, Réservoir Ville de Paris), Villejuif (Stades L.-Dolly, Karl-Marx et Guy-Boniface, Établissement public de santé Paul-Guiraud), Vitry-sur-Seine (Parc du Côteau, Musée d'Art contemporain du Val-de-Marne, Église Saint-Germain, Exploradôme, Port à l'Anglais), Alfortville, Maisons-Alfort (Théâtre Debussy, Mairie, Église Saint-Rémi, Distillerie), Créteil (Collège Guyard, Centre hospitalier universitaire Henri-Mondor). - Stations et gares desservies : Bourg-la-Reine, Villejuif - Louis Aragon, Musée MAC VAL (T9), Maisons-Alfort - Alfortville, Créteil - L'Échat. | | | | | | | | |
| 172   | Autre : - Zone traversée : 3. - Arrêts non accessibles aux UFR : Bourg-la-Reine RER, Sous-Préfecture-Roseraie, République-Gaité, Verdun-République, Auguste Delaune, Hôpital Henri-Mondor. - Vers Bourg-la-Reine RER : Sous-Préfecture - Église de l’Haÿ-les-Roses, Villejuif-Louis Aragon, Dolet-Zola. - Vers Hôpital Henri Mondor : Centre Commercial, Hugo-Blum. - Amplitudes horaires : La ligne fonctionne du lundi au samedi de 5 h à 1 h 40 et les dimanches et fêtes à partir de 6 h. Les vendredis, samedis et veilles de fête, le service est prolongé, se terminant alors à 2 h 40 du matin environ. - Particularités : - Des services partiels entre Bourg-La-Reine RER et Musée Mac-Val sont assurés vers Bourg-la-Reine RER du lundi au dimanche de début de service à 8 h environ, et vers Musée Mac-Val du lundi au samedi à la mi-journée ainsi que vers 20 h et en fin de service. - Limitation consécutive aux travaux de la future ligne 15 du métro depuis le 12 juin 2015 : En raison de travaux autour de la station Créteil - L'Échat dans le cadre de la création de la future ligne 15 du métro, la ligne effectue son terminus à Hôpital Henri-Mondor depuis le 12 juin 2015 pour une durée indéterminée. - Date de dernière mise à jour : 31 mai 2021. | | | | | | | | |
| 172   | Dernière actualisation : — | | | | | | | | |
| 173   | Porte de Clichy / Mairie de Saint-Ouen - République ⥋ La Courneuve - 8 Mai 1945 | Porte de Clichy / Mairie de Saint-Ouen - République ⥋ La Courneuve - 8 Mai 1945                                                     | Porte de Clichy / Mairie de Saint-Ouen - République ⥋ La Courneuve - 8 Mai 1945                                                     | Porte de Clichy / Mairie de Saint-Ouen - République ⥋ La Courneuve - 8 Mai 1945                                                     | Porte de Clichy / Mairie de Saint-Ouen - République ⥋ La Courneuve - 8 Mai 1945                                                     | Porte de Clichy / Mairie de Saint-Ouen - République ⥋ La Courneuve - 8 Mai 1945                                                     | Porte de Clichy / Mairie de Saint-Ouen - République ⥋ La Courneuve - 8 Mai 1945                                                     | Porte de Clichy / Mairie de Saint-Ouen - République ⥋ La Courneuve - 8 Mai 1945                                                     | Porte de Clichy / Mairie de Saint-Ouen - République ⥋ La Courneuve - 8 Mai 1945                                                     |
| 173   | Ouverture / Fermeture 15 septembre 1944, / — | Longueur 11,30 km | Durée 64 min | Nb. d’arrêts 32 | Matériel Lion's City 12G Efficient Hybrid                                                                                           | Jours de fonctionnement L, Ma, Me, J, V, S, D                                                                                       | Jour / Soir / Nuit / Fêtes O / O / N / O                                                                                            | Voy. / an 7,9 millions (2 021) | Centre-bus Flandre |
| 173   | Desserte : - Villes et lieux desservis : Paris (17e arrondissement) (Porte de Clichy, Tribunal de Paris), Clichy, Saint-Ouen (Conseil Régional d'Île-de-France, Mairie, Médiathèque Persépolis, Cimetière de Saint-Ouen), Saint-Denis (Centre-bus RATP de Pleyel, Stade du Landy, Technicentre SNCF du Landy, Square des Acrobates, Siège de la SNCF, Complexe Sportif Nelson Mandela, Stade de France, Lycée Angela Davis), Aubervilliers (Mairie, Cité scolaire Henri-Wallon, Lycée Le Corbusier, Square Lucien-Brun, Lycée professionnel d'Alembert, Collège Direrot, Cimetière commnunal d'Aubervilliers, Fort d'Aubervilliers), La Courneuve (Place du 8-Mai-1945, Marché des Quatre-Routes). - Stations et gares desservies : Gare de la Porte de Clichy, Porte de Clichy, Gare de Saint-Ouen, Saint-Ouen, Mairie de Saint-Ouen, Gare du Stade de France - Saint-Denis, Gare de La Plaine - Stade de France, Mairie d'Aubervilliers, Fort d'Aubervilliers, La Courneuve - 8 Mai 1945. | | | | | | | | |
| 173   | Autre : - Zones traversées : 1,2 et 3. - Arrêts non accessibles aux UFR : Mairie d'Aubervilliers, Crèvecoeur - Vers Porte de Clichy : Hermet. - Vers La Courneuve - 8 Mai 1945 : Landy-Jaurès, Landy-Ornano, Balzac. - Amplitudes horaires : La ligne fonctionne du lundi au samedi de 4 h 40 à 1 h 10 du matin environ et les dimanches et fêtes à partir de 6 h 20 environ. Les vendredis, samedis et veilles de fête, le service est prolongé d'une heure, jusqu'à 2 h 10 du matin environ. - Particularités : Des services partiels sont assurés entre La Courneuve-8 mai 1945 et Mairie de Saint-Ouen - République du lundi au vendredi en heure de pointe et entre La Courneuve-8 mai 1945 et Mairie d'Aubervilliers les samedis, dimanches et fêtes du début de service à 13 h 30 environ. - Date de dernière mise à jour : 2 aout 2025. | | | | | | | | |
| 173   | Dernière actualisation : — | | | | | | | | |
| 174   | La Défense ⥋ Saint-Ouen RER | La Défense ⥋ Saint-Ouen RER | La Défense ⥋ Saint-Ouen RER | La Défense ⥋ Saint-Ouen RER | La Défense ⥋ Saint-Ouen RER | La Défense ⥋ Saint-Ouen RER | La Défense ⥋ Saint-Ouen RER | La Défense ⥋ Saint-Ouen RER | La Défense ⥋ Saint-Ouen RER |
| 174   | Ouverture / Fermeture 24 mars 1947 / — | Longueur — | Durée 40 à 50 min | Nb. d’arrêts 35 | Matériel GX 337 Hybride GX 337 ELEC                                                                                                 | Jours de fonctionnement L, Ma, Me, J, V, S, D                                                                                       | Jour / Soir / Nuit / Fêtes O / O / N / O                                                                                            | Voy. / an 2,9 millions (2 021) | Centre-bus Pleyel |
| 174   | Desserte : - Villes et lieux desservis : Puteaux (Centre d'affaires de La Défense, Arche de la Défense, Centre commercial Les Quatre Temps, Centre des nouvelles industries et technologies), Courbevoie, Neuilly-sur-Seine (Mairie, Église Saint-Pierre, Lycée Pasteur, Hôpital américain), Levallois-Perret (Hôpital du Perpétuel-Secours, Mairie, Quartier de Bac-Asnières), Clichy (Mairie, Hôpital Beaujon), Saint-Ouen. - Stations et gares desservies : La Défense, Pont de Neuilly, Les Sablons, Anatole France, Clichy - Levallois, Mairie de Clichy, Saint-Ouen. | | | | | | | | |
| 174   | Autre : - Zones traversées : 2 et 3. - Arrêts non accessibles aux UFR : Pont de Neuilly - Rive Gauche vers Saint-Ouen, Pont de Neuilly - métro, Anatole France - métro vers La Défense, Chance-Milly vers La Défense, Jaurès-Barbusse vers Saint-Ouen, Barbusse-Martre, Georges Boisseau vers Saint-Ouen, V. Hugo-Sanzillon et Saint-Ouen RER. - Amplitudes horaires : La ligne fonctionne du lundi au vendredi de 5 h 20 à 22 h 50 environ, le samedi de 5 h 30 à 22 h 45 environ et les dimanches et fêtes de 6 h 55 à 22 h 50 environ. - Particularités : Depuis le 3 janvier 2017, à partir de 21 h, la ligne n'est exploitée qu'entre les arrêts La Défense et Trézel (situé sur la commune de Levallois-Perret). - Date de dernière mise à jour : 10 janvier 2025. | | | | | | | | |
| 174   | Dernière actualisation : — | | | | | | | | |
| 175   | Porte de Saint-Cloud ⥋ Bois-Colombes - Les Bruyères | Porte de Saint-Cloud ⥋ Bois-Colombes - Les Bruyères                                                                                 | Porte de Saint-Cloud ⥋ Bois-Colombes - Les Bruyères                                                                                 | Porte de Saint-Cloud ⥋ Bois-Colombes - Les Bruyères                                                                                 | Porte de Saint-Cloud ⥋ Bois-Colombes - Les Bruyères                                                                                 | Porte de Saint-Cloud ⥋ Bois-Colombes - Les Bruyères                                                                                 | Porte de Saint-Cloud ⥋ Bois-Colombes - Les Bruyères                                                                                 | Porte de Saint-Cloud ⥋ Bois-Colombes - Les Bruyères                                                                                 | Porte de Saint-Cloud ⥋ Bois-Colombes - Les Bruyères                                                                                 |
| 175   | Ouverture / Fermeture 31 août 1944, / — | Longueur — | Durée — | Nb. d’arrêts 34 | Matériel Lion's City | Jours de fonctionnement L, Ma, Me, J, V, S, D                                                                                       | Jour / Soir / Nuit / Fêtes O / O / N / O                                                                                            | Voy. / an 3,1 millions (2 021) | Centre-bus Asnières |
| 175   | Desserte : - Villes et lieux desservis : Paris (16e arrondissement) (Porte de Saint-Cloud), Boulogne-Billancourt (Mairie, Espace départemental Albert-Kahn), Saint-Cloud (Parc de Saint-Cloud, Stades Carnot et des Côteaux), Suresnes (Pont de Suresnes), Puteaux (Pont de Puteaux), Courbevoie (Mairie), Bois-Colombes. - Stations et gares desservies : Porte de Saint-Cloud, Marcel Sembat, Boulogne - Pont de Saint-Cloud, Parc de Saint-Cloud (T2), Pont de Neuilly. | | | | | | | | |
| 175   | Autre : - Zones traversées : 2 et 3. - Arrêts non accessibles aux UFR : Parc de Saint-Cloud vers Bois-Colombes, L'Aqueduc, Avenue de Longchamp et Rue du Val d'Or vers Bois-Colombes, Clavel, RD7 - Pont de Neuilly, Mairie de Courbevoie vers Porte de Saint-Cloud. - Amplitudes horaires : La ligne fonctionne du lundi au samedi de 5 h 15 à 21 h 40 environ et les dimanches et fêtes à partir de 6 h 30. - Date de dernière mise à jour : 3 mars 2025. | | | | | | | | |
| 175   | Dernière actualisation : — | | | | | | | | |
| 176   | Colombes - Petit Gennevilliers ⥋ Pont de Neuilly | Colombes - Petit Gennevilliers ⥋ Pont de Neuilly                                                                                    | Colombes - Petit Gennevilliers ⥋ Pont de Neuilly                                                                                    | Colombes - Petit Gennevilliers ⥋ Pont de Neuilly                                                                                    | Colombes - Petit Gennevilliers ⥋ Pont de Neuilly                                                                                    | Colombes - Petit Gennevilliers ⥋ Pont de Neuilly                                                                                    | Colombes - Petit Gennevilliers ⥋ Pont de Neuilly                                                                                    | Colombes - Petit Gennevilliers ⥋ Pont de Neuilly                                                                                    | Colombes - Petit Gennevilliers ⥋ Pont de Neuilly                                                                                    |
| 176   | Ouverture / Fermeture 9 octobre 1944, / — | Longueur 7,24 km | Durée 30 min | Nb. d’arrêts 25 | Matériel Citelis 12 | Jours de fonctionnement L, Ma, Me, J, V, S, D                                                                                       | Jour / Soir / Nuit / Fêtes O / O / N / O                                                                                            | Voy. / an 1,5 million (2 021) | Centre-bus Charlebourg |
| 176   | Desserte : - Villes et lieux desservis : Neuilly-sur-Seine, Puteaux, Courbevoie, La Garenne-Colombes (Centre bus RATP de Charlebourg, Place de Belgique), Colombes (Église de Colombes, Stade Yves-du-Manoir, Zone industrielle Kléber). - Stations et gares desservies : Pont de Neuilly, Courbevoie, Charlebourg (T2), La Garenne-Colombes. | | | | | | | | |
| 176   | Autre : - Zones traversées : 2 et 3. - Arrêts non accessibles aux UFR : Gare de La Garenne-Colombes vers Neuilly, La Garenne-Colombes - Charlebourg, Nordmann et RD7 - Pont de Neuilly. - Amplitudes horaires : La ligne fonctionne du lundi au jeudi de 5 h 35 à 23 h environ et les dimanches et fêtes à partir de 6 h 45. Les vendredis, samedis et veilles de fêtes, le service est prolongé d'une heure jusqu'à 0 h environ. - Particularités : - Des services partiels circulent entre La Garenne-Colombes - Charlebourg et Pont de Neuilly tous les jours dans les deux sens à toute heure de la journée. D'autres services partiels circulent entre Église de Colombes et Pont de Neuilly uniquement en soirée dans le sens Pont de Neuilly → Colombes. - Le dernier départ de Pont de Neuilly pour Petit Gennevilliers est à 21 h du lundi au samedi et à 21 h 10 le dimanche. Dans l'autre sens, le dernier départ de Petit Gennevilliers pour Pont de Neuilly est à 21 h du lundi au vendredi et le dimanche et à 21 h 23 le samedi. - Date de dernière mise à jour : 15 juin 2023. | | | | | | | | |
| 176   | Dernière actualisation : — | | | | | | | | |
| 177   | Asnières - Gennevilliers - Gabriel Péri ⥋ Villeneuve-la-Garenne - Zone industrielle Nord | Asnières - Gennevilliers - Gabriel Péri ⥋ Villeneuve-la-Garenne - Zone industrielle Nord                                            | Asnières - Gennevilliers - Gabriel Péri ⥋ Villeneuve-la-Garenne - Zone industrielle Nord                                            | Asnières - Gennevilliers - Gabriel Péri ⥋ Villeneuve-la-Garenne - Zone industrielle Nord                                            | Asnières - Gennevilliers - Gabriel Péri ⥋ Villeneuve-la-Garenne - Zone industrielle Nord                                            | Asnières - Gennevilliers - Gabriel Péri ⥋ Villeneuve-la-Garenne - Zone industrielle Nord                                            | Asnières - Gennevilliers - Gabriel Péri ⥋ Villeneuve-la-Garenne - Zone industrielle Nord                                            | Asnières - Gennevilliers - Gabriel Péri ⥋ Villeneuve-la-Garenne - Zone industrielle Nord                                            | Asnières - Gennevilliers - Gabriel Péri ⥋ Villeneuve-la-Garenne - Zone industrielle Nord                                            |
| 177   | Ouverture / Fermeture 24 décembre 1945 / — | Longueur — | Durée 30 min | Nb. d’arrêts 22 | Matériel GX 337 ELEC Bluebus 12 Facelift                                                                                            | Jours de fonctionnement L, Ma, Me, J, V, S, D                                                                                       | Jour / Soir / Nuit / Fêtes O / O / O / O                                                                                            | Voy. / an 3,4 millions (2 021) | Centre-bus Pleyel |
| 177   | Desserte : - Villes et lieux desservis : Asnières (Place Voltaire, Zone industrielle des Cabœufs, Stade Félix-Éboué, Centre-bus RATP d'Asnières), Gennevilliers (Poste des Grésillons, Théâtre, Marché des Grésillons, Place Voltaire, Théâtre), Villeneuve-la-Garenne (Zone industrielle du Val-de-Seine, Zone d'activités commerciales de la Bongarde, Centre comercial Qwartz, Mairie, Parc départemental des Chanteraines, Église Saint-Pierre, Lycée Charles-Pétier). - Stations et gares desservies : Gabriel Péri, La Noue (T1), Les Grésillons. | | | | | | | | |
| 177   | Autre : - Zone traversée : 3. - Arrêts non accessibles aux UFR : La Noue, Villeneuve-la-Garenne - Zone Industrielle Nord vers Asnières-Gennevilliers. - Amplitudes horaires : La ligne fonctionne du lundi au samedi de 5 h à 0 h 25 environ et les dimanches et fêtes de 7 h 15 à 22 h 20. Les vendredis, samedis et veilles de fête, le service est prolongé d'une heure, jusqu'à 1 h 25 du matin environ. - Date de dernière mise à jour : 8 août 2024. | | | | | | | | |
| 177   | Dernière actualisation : — | | | | | | | | |
| 178   | La Défense ⥋ Gennevilliers RER (Gennevilliers - Vieux Chemin de St-Denis - Centre commercial le week-end) | La Défense ⥋ Gennevilliers RER (Gennevilliers - Vieux Chemin de St-Denis - Centre commercial le week-end)                           | La Défense ⥋ Gennevilliers RER (Gennevilliers - Vieux Chemin de St-Denis - Centre commercial le week-end)                           | La Défense ⥋ Gennevilliers RER (Gennevilliers - Vieux Chemin de St-Denis - Centre commercial le week-end)                           | La Défense ⥋ Gennevilliers RER (Gennevilliers - Vieux Chemin de St-Denis - Centre commercial le week-end)                           | La Défense ⥋ Gennevilliers RER (Gennevilliers - Vieux Chemin de St-Denis - Centre commercial le week-end)                           | La Défense ⥋ Gennevilliers RER (Gennevilliers - Vieux Chemin de St-Denis - Centre commercial le week-end)                           | La Défense ⥋ Gennevilliers RER (Gennevilliers - Vieux Chemin de St-Denis - Centre commercial le week-end)                           | La Défense ⥋ Gennevilliers RER (Gennevilliers - Vieux Chemin de St-Denis - Centre commercial le week-end)                           |
| 178   | Ouverture / Fermeture 1er octobre 1951 / — | Longueur 8,35 km | Durée 45 min | Nb. d’arrêts 26 28 | Matériel GX 337 ELEC | Jours de fonctionnement L, Ma, Me, J, V, S, D                                                                                       | Jour / Soir / Nuit / Fêtes O / O / N / O                                                                                            | Voy. / an 4,3 millions (2 021) | Centre-bus Pleyel |
| 178   | Desserte : - Villes et lieux desservis : Puteaux (Centre d'affaires de La Défense, Arche de la Défense, Centre commercial Les Quatre Temps, Centre des nouvelles industries et technologies), Courbevoie (Place de l'Europe, Hôpital Marcellin-Berthelot, Stade La-Corderie, Zone d'activités commerciales des Bruyères), La Garenne-Colombes (Place de l'Europe, Centre chirurgical de l'Ouest), Bois-Colombes (Mairie), Asnières-sur-Seine (Lycée Auguste-Renoir), Gennevilliers (Les Agnettes, Mairie, Parc départemental des Sévines, Rond-Point Timbaud, Parc départemental des Chanteraines, Centre commercial Enox). - Stations et gares desservies : La Défense, Faubourg de l'Arche (T2), Bois-Colombes, Les Agnettes, Timbaud (T1), Gennevilliers. | | | | | | | | |
| 178   | Autre : - Zone traversée : 3. - Arrêts non accessibles aux UFR : La Défense arrêt terminus, Cayron - Chefson, Bourguignons vers Gennevilliers. - Amplitudes horaires : La ligne fonctionne du lundi au samedi de 5 h 30 à 1 h 10 du matin environ et les dimanches et fêtes de 6 h 30 à 1 h 5 du matin environ. - Particularités : Le week-end, le service est prolongé de Gennevilliers RER à Vieux Chemin de Saint-Denis - Centre Commercial entre 7 h et 22 h le samedi et entre 8 h 20 et 20 h 40 environ le dimanche. - Date de dernière mise à jour : 29 avril 2025. | | | | | | | | |
| 178   | Dernière actualisation : — | | | | | | | | |
| 179   | Pont de Sèvres ⥋ Robinson RER | Pont de Sèvres ⥋ Robinson RER | Pont de Sèvres ⥋ Robinson RER | Pont de Sèvres ⥋ Robinson RER | Pont de Sèvres ⥋ Robinson RER | Pont de Sèvres ⥋ Robinson RER | Pont de Sèvres ⥋ Robinson RER | Pont de Sèvres ⥋ Robinson RER | Pont de Sèvres ⥋ Robinson RER |
| 179   | Ouverture / Fermeture 23 avril 1951 / — | Longueur 13,40 km | Durée 40 min | Nb. d’arrêts 24-27 | Matériel Citaro Facelift Urbanway 12 Hybride                                                                                        | Jours de fonctionnement L, Ma, Me, J, V, S, D                                                                                       | Jour / Soir / Nuit / Fêtes O / O / N / O                                                                                            | Voy. / an 2,9 millions (2 021) | Centre-bus Fontenay |
| 179   | Desserte : - Villes et lieux desservis : Boulogne-Billancourt (Sous-préfecture des Hauts-de-Seine), Sèvres (Sèvres - Manufacture et Musée nationaux, Parc de Saint-Cloud), Meudon (Parc du Tronchet (Meudon-la-Forêt), Zone industrielle de Meudon-Vélizy), Vélizy-Villacoublay (Centre commercial Vélizy 2), Clamart, Châtenay-Malabry, Le Plessis-Robinson (Centre d'affaires La Boursidière, Marché, Mairie, Parc départemental Henri-Sellier), Sceaux. - Stations et gares desservies : Pont de Sèvres, Musée de Sèvres (T2), Sèvres - Rive Gauche, Vélizy 2 et Meudon-la-Forêt (T6), Malabry (T10), Robinson. | | | | | | | | |
| 179   | Autre : - Zone traversée : 3. - Arrêts non accessibles aux UFR : L'Escalier et Robinson vers Robinson RER, Rond-Point des Bruyères, Docteur Roux, Ermitage de Villebon, Rond-Point du Petit Clamart, La Boursidière, Avenue Galilée, Malabry et Robinson RER. - Amplitudes horaires : La ligne fonctionne du lundi au samedi de 5 h 10 à 1 h 25 environ et les dimanches et fêtes à partir de 6 h 10. Les vendredis, samedis et veilles de fête, le service est prolongé d'une heure, jusqu'à 2 h 25 du matin environ. - Particularités : Les derniers départs de Robinson RER sont des services partiels à destination de Ferme de Malabry. - Date de dernière mise à jour : 8 août 2024. | | | | | | | | |
| 179   | Dernière actualisation : — | | | | | | | | |

### Lignes 180 à 189
| Ligne | Caractéristiques | Caractéristiques                                                                   | Caractéristiques                                                                   | Caractéristiques                                                                   | Caractéristiques                                                                   | Caractéristiques                                                                   | Caractéristiques                                                                   | Caractéristiques                                                                   | Caractéristiques                                                                   |
| 180   | Villejuif - Louis Aragon ⥋ Charenton - Écoles | Villejuif - Louis Aragon ⥋ Charenton - Écoles                                      | Villejuif - Louis Aragon ⥋ Charenton - Écoles                                      | Villejuif - Louis Aragon ⥋ Charenton - Écoles                                      | Villejuif - Louis Aragon ⥋ Charenton - Écoles                                      | Villejuif - Louis Aragon ⥋ Charenton - Écoles                                      | Villejuif - Louis Aragon ⥋ Charenton - Écoles                                      | Villejuif - Louis Aragon ⥋ Charenton - Écoles                                      | Villejuif - Louis Aragon ⥋ Charenton - Écoles                                      |
| ----- | --- | ---------------------------------------------------------------------------------- | ---------------------------------------------------------------------------------- | ---------------------------------------------------------------------------------- | ---------------------------------------------------------------------------------- | ---------------------------------------------------------------------------------- | ---------------------------------------------------------------------------------- | ---------------------------------------------------------------------------------- | ---------------------------------------------------------------------------------- |
| 180   | Ouverture / Fermeture 17 juin 1946 / — | Longueur —                                                                         | Durée 30 min                                                                       | Nb. d’arrêts 23 (+1)                                                               | Matériel Urbanway 18 Hybride                                                       | Jours de fonctionnement L, Ma, Me, J, V, S, D                                      | Jour / Soir / Nuit / Fêtes O / O / N / O                                           | Voy. / an 4,95 millions (2 022)                                                    | Centre-bus Ivry                                                                    |
| 180   | Desserte : - Villes et lieux desservies : Villejuif (Stade Guy-Boniface, Hôpital Paul-Brousse), Vitry-sur-Seine (Mairie, Théâtre Jean-Vilar, Église, Cité des Combattants (Paul Vaillant Couturier), Lycée polyvalent Jean-Macé), Ivry-sur-Seine (Centre commercial Les Quais d'Ivry), Charenton-le-Pont (École d'architecture de Paris, Musée Toffoli, Théâtre, Église paroissiale Saint-Pierre, Bois de Vincennes). - Stations et gares desservies : Villejuif - Louis Aragon, Mairie de Vitry-sur-Seine (T9), Vitry-sur-Seine, Liberté et Charenton - Écoles. |                                                                                    |                                                                                    |                                                                                    |                                                                                    |                                                                                    |                                                                                    |                                                                                    |                                                                                    |
| 180   | Autre : - Zones traversées : 2 et 3. - Arrêts non accessibles aux UFR : Villejuif - Louis Aragon. - vers Charenton - Écoles : Édouard Til, Gambetta. - Amplitudes horaires : La ligne fonctionne tous les jours avec un premier départ à 5 h 30 du lundi au samedi, 6 h 30 les dimanches et les jours fériés de septembre à juin et 7 h 0 en juillet et août, le dernier départ étant fixé à 0 h 35 le lundi, mardi, mercredi, jeudi et dimanche et les jours fériés et 1 h 35 le vendredi, samedi et veilles de jours fériés - Particularités : En raison du marché à Vitry-sur-Seine, la ligne est déviée entre les arrêts Paul Vaillant-Couturier et Audigeois en direction de Villejuif - Louis Aragon uniquement les mercredis et samedis du début de service à 15 h environ. L'arrêt intermédiaire Église de Vitry n'est alors plus desservi au profit de l'arrêt Exploradôme sur un itinéraire spécifique. - Date de dernière mise à jour : 14 mars 2024. |                                                                                    |                                                                                    |                                                                                    |                                                                                    |                                                                                    |                                                                                    |                                                                                    |                                                                                    |
| 180   | Dernière actualisation : — |                                                                                    |                                                                                    |                                                                                    |                                                                                    |                                                                                    |                                                                                    |                                                                                    |                                                                                    |
| 181   | École vétérinaire de Maisons-Alfort ⥋ Créteil - La Gaîté | École vétérinaire de Maisons-Alfort ⥋ Créteil - La Gaîté                           | École vétérinaire de Maisons-Alfort ⥋ Créteil - La Gaîté                           | École vétérinaire de Maisons-Alfort ⥋ Créteil - La Gaîté                           | École vétérinaire de Maisons-Alfort ⥋ Créteil - La Gaîté                           | École vétérinaire de Maisons-Alfort ⥋ Créteil - La Gaîté                           | École vétérinaire de Maisons-Alfort ⥋ Créteil - La Gaîté                           | École vétérinaire de Maisons-Alfort ⥋ Créteil - La Gaîté                           | École vétérinaire de Maisons-Alfort ⥋ Créteil - La Gaîté                           |
| 181   | Ouverture / Fermeture 15 septembre 1944, / — | Longueur 8 km                                                                      | Durée 30 min                                                                       | Nb. d’arrêts 22                                                                    | Matériel Lion's City 12G Efficient Hybrid GX 337 G                                 | Jours de fonctionnement L, Ma, Me, J, V, S, D                                      | Jour / Soir / Nuit / Fêtes O / O / N / O                                           | Voy. / an 1,4 million (2 021)                                                      | Centre-bus Créteil                                                                 |
| 181   | Desserte : - Villes et lieux desservis : Maisons-Alfort (École nationale vétérinaire d'Alfort, Musée Fragonard, Fort de Charenton, Stades M.-Cubizolles et Auguste-Delaune, Mairie, Cimetière, Églises Saint-Rémi et Saint-Léon, Distillerie Springer), Créteil (Stade Hébert, Église Notre-Dame, Université Paris XII, Préfecture du Val-de-Marne, Base de loisirs, Centre commercial Créteil Soleil, Lycée Antoine-de-Saint-Exupéry). - Stations et gares desservies : École vétérinaire de Maisons-Alfort, Gare de Maisons-Alfort - Alfortville, Gare du Vert de Maisons, Créteil - Université, La Haye aux Moines (Tvm), Créteil - Préfecture. |                                                                                    |                                                                                    |                                                                                    |                                                                                    |                                                                                    |                                                                                    |                                                                                    |                                                                                    |
| 181   | Autre : - Zone traversée : 3. - Arrêts non accessibles aux UFR : - Vers École vétérinaire de Maisons-Alfort : (néant). - Vers Créteil - La Gaîté : Pierre Curie, Mairie de Maisons-Alfort, Petites Haies, Montaigut. - Amplitudes horaires : La ligne fonctionne du lundi au samedi de 5 h à 23 h environ et les dimanches et fêtes à partir de 6 h. - Date de dernière mise à jour : 28 février 2024. |                                                                                    |                                                                                    |                                                                                    |                                                                                    |                                                                                    |                                                                                    |                                                                                    |                                                                                    |
| 181   | Dernière actualisation : — |                                                                                    |                                                                                    |                                                                                    |                                                                                    |                                                                                    |                                                                                    |                                                                                    |                                                                                    |
| 182   | Mairie d'Ivry ⥋ Villeneuve-Triage RER | Mairie d'Ivry ⥋ Villeneuve-Triage RER                                              | Mairie d'Ivry ⥋ Villeneuve-Triage RER                                              | Mairie d'Ivry ⥋ Villeneuve-Triage RER                                              | Mairie d'Ivry ⥋ Villeneuve-Triage RER                                              | Mairie d'Ivry ⥋ Villeneuve-Triage RER                                              | Mairie d'Ivry ⥋ Villeneuve-Triage RER                                              | Mairie d'Ivry ⥋ Villeneuve-Triage RER                                              | Mairie d'Ivry ⥋ Villeneuve-Triage RER                                              |
| 182   | Ouverture / Fermeture 17 décembre 1945 / — | Longueur 11,60 km                                                                  | Durée 40 min                                                                       | Nb. d’arrêts 30                                                                    | Matériel Citelis 12                                                                | Jours de fonctionnement L, Ma, Me, J, V, S, D                                      | Jour / Soir / Nuit / Fêtes O / O / N / O                                           | Voy. / an 2,6 millions (2 021)                                                     | Centre-bus Vitry                                                                   |
| 182   | Desserte : - Villes et lieux desservis : Ivry-sur-Seine (Mairie, Hôpital Charles-Foix), Vitry-sur-Seine (Cité Balzac), Choisy-le-Roi (Parc départemental des Sports, Bords de Seine), Villeneuve-Saint-Georges (Quartier du Triage). - Stations et gares desservies : Mairie d'Ivry, Gare de Vitry-sur-Seine (depuis l’arrêt République - Vaillant Couturier), Gare des Ardoines, Gare de Choisy-le-Roi (Tvm et 393), Gare de Villeneuve-Triage. |                                                                                    |                                                                                    |                                                                                    |                                                                                    |                                                                                    |                                                                                    |                                                                                    |                                                                                    |
| 182   | Autre : - Zones traversées : 3 et 4. - Arrêts non accessibles aux UFR : Descartes, Léon Geffroy. - Vers Mairie d’Ivry : Docteur Roux. - Vers Villeneuve-Triage RER : Jean Jaurès, Paul Froment, Amélie. - Amplitudes horaires : La ligne fonctionne du lundi au samedi de 4 h 55 à 1 h 35 du matin environ et les dimanches et fêtes à partir de 5 h 45. Les vendredis, samedis et veilles de fête, le service est prolongé d'une heure, se terminant alors à 2 h 35 du matin. - Particularités : Tous les jours, la plupart des premiers départs matinaux sont des services partiels entre Mairie d'Ivry et Choisy-le-Roi RER / Pont de Choisy. - Date de dernière mise à jour : 14 mars 2024. |                                                                                    |                                                                                    |                                                                                    |                                                                                    |                                                                                    |                                                                                    |                                                                                    |                                                                                    |
| 182   | Dernière actualisation : — |                                                                                    |                                                                                    |                                                                                    |                                                                                    |                                                                                    |                                                                                    |                                                                                    |                                                                                    |
| 183   | Marché international de Rungis ⥋ Mairie d'Orly / Aéroport d'Orly 1-2-3 | Marché international de Rungis ⥋ Mairie d'Orly / Aéroport d'Orly 1-2-3             | Marché international de Rungis ⥋ Mairie d'Orly / Aéroport d'Orly 1-2-3             | Marché international de Rungis ⥋ Mairie d'Orly / Aéroport d'Orly 1-2-3             | Marché international de Rungis ⥋ Mairie d'Orly / Aéroport d'Orly 1-2-3             | Marché international de Rungis ⥋ Mairie d'Orly / Aéroport d'Orly 1-2-3             | Marché international de Rungis ⥋ Mairie d'Orly / Aéroport d'Orly 1-2-3             | Marché international de Rungis ⥋ Mairie d'Orly / Aéroport d'Orly 1-2-3             | Marché international de Rungis ⥋ Mairie d'Orly / Aéroport d'Orly 1-2-3             |
| 183   | Ouverture / Fermeture 25 septembre 1944, / — | Longueur 15,50 km                                                                  | Durée 30 min                                                                       | Nb. d’arrêts 32                                                                    | Matériel Lion's City GNV                                                           | Jours de fonctionnement L, Ma, Me, J, V, S, D                                      | Jour / Soir / Nuit / Fêtes O / O / N / O                                           | Voy. / an 4,6 millions (2 021)                                                     | Centre-bus Thiais                                                                  |
| 183   | Desserte : - Villes et lieux desservis : Chevilly-Larue (Marché international de Rungis), Thiais (Mairie, Cimetière parisien, Centre commercial Belle Épine), Choisy-le-Roi (Parc Maurice-Thorez, Église Saint-Louis, Mairie), Orly (Stade Jean-Mermoz, Mairie, Église Saint-Germain, Zone de fret), Paray-Vieille-Poste (Aéroport d'Orly). - Stations et gares desservies : Marché international de Rungis (Tvm), Chevilly-Larue (M 14, T7 et Tvm), Le Cor de Chasse (Tvm), Auguste Perret et Bretagne (T7), René Panhard (Tvm et 393), Rouget de Lisle (T9, Tvm et 393 depuis l’arrêt Général Leclerc), Gare de Choisy-le-Roi (RER C, Tvm et 393), Four-Peary et Orly - Gaston Viens (T9), Gare d'Orly-Ville (RER C depuis l'arrêt Mairie d'Orly), Gare du Pont de Rungis - Aéroport d'Orly (RER C), Thiais - Orly (M 14), Caroline Aigle et Cœur d'Orly (T7), Orly 4 (Orlyval et T7), Orly 1, 2, 3 (Orlyval), Aéroport d'Orly (M 14). |                                                                                    |                                                                                    |                                                                                    |                                                                                    |                                                                                    |                                                                                    |                                                                                    |                                                                                    |
| 183   | Autre : - Zones traversées : 3 et 4. - Arrêts non accessibles aux UFR : Tous. - Amplitudes horaires : La ligne fonctionne tous les jours : - vers Marché international de Rungis : - Premier départ du lundi au samedi à 5 h 0 et les dimanches et fêtes à 6 h 30. - Dernier départ du lundi au jeudi et les dimanches et fêtes à 0 h 30 et le vendredi et samedi à 1 h 30. - vers Aéroport d'Orly 1-2-3 : - Premier départ du lundi au samedi à 5 h 0 et les dimanches et fêtes à 6 h 30. - Dernier départ du lundi au jeudi et les dimanches et fêtes à 0 h 30 et le vendredi et samedi à 1 h 30. - Particularités : - La ligne est exploitée avec les services partiels Marché international de Rungis ↔ Mairie d'Orly. Les services Marché international de Rungis ↔ Aéroport d'Orly 1-2-3 sont exploités à raison d'un bus toutes les 20 minutes jusqu'à minuit environ (dernier départ de l'aéroport à 0 h 30 ; dernier départ de Rungis pour l'aéroport à 0 h 30). - Dans son itinéraire ancien entre Paris et Orly jusqu'au 11 avril 2021, avec plus de 54 000 voyageurs par jour et 17 millions par an en 2006, la ligne est l'une des plus fréquentées du réseau de bus RATP. La section la plus chargée est située entre Porte de Choisy et Rouget de Lisle, raison pour laquelle la ligne circule alors sur un site propre situé au cœur de la RN 305, permettant ainsi d'augmenter les fréquences tout en réduisant les temps de parcours. - Le 12 avril 2021, à la suite de la mise en service de la ligne de tramway T9, l'itinéraire de la ligne est complètement modifié avec un parcours entre le marché international de Rungis et l'aéroport d'Orly,. - Date de dernière mise à jour : 31 juillet 2024. |                                                                                    |                                                                                    |                                                                                    |                                                                                    |                                                                                    |                                                                                    |                                                                                    |                                                                                    |
| 183   | Dernière actualisation : — |                                                                                    |                                                                                    |                                                                                    |                                                                                    |                                                                                    |                                                                                    |                                                                                    |                                                                                    |
| 184   | Porte d'Italie ⥋ Fresnes - Pasteur | Porte d'Italie ⥋ Fresnes - Pasteur                                                 | Porte d'Italie ⥋ Fresnes - Pasteur                                                 | Porte d'Italie ⥋ Fresnes - Pasteur                                                 | Porte d'Italie ⥋ Fresnes - Pasteur                                                 | Porte d'Italie ⥋ Fresnes - Pasteur                                                 | Porte d'Italie ⥋ Fresnes - Pasteur                                                 | Porte d'Italie ⥋ Fresnes - Pasteur                                                 | Porte d'Italie ⥋ Fresnes - Pasteur                                                 |
| 184   | Ouverture / Fermeture 30 avril 1951 / — | Longueur —                                                                         | Durée 45 min                                                                       | Nb. d’arrêts 38                                                                    | Matériel Citaro C2                                                                 | Jours de fonctionnement L, Ma, Me, J, V, S, D                                      | Jour / Soir / Nuit / Fêtes O / O / N / O                                           | Voy. / an 1,2 million (2 021)                                                      | Centre-bus Vitry                                                                   |
| 184   | Desserte : - Villes et lieux desservis : Paris (13e arrondissement) (Porte d'Italie, Parc Kellermann, Poterne des Peupliers, Stade Charléty), Gentilly (Mairie), Arcueil (Mairie), Cachan (Aqueduc de la Vanne, Mairie, Campus de Cachan (ENS - IUT - lycées G.‑Eiffel et M.‑Sorre), Piscine, Carrefour des Poulets), L'Haÿ-les-Roses (Mairie, Sous-préfecture du Val-de-Marne, Piscine), Fresnes (Lycée F.‑Mistral, Mairie, Piscine, Maison d'arrêt). - Stations desservies : Porte d'Italie, Poterne des Peupliers (T3a), Le Petit Fresnes (Tvm depuis l'arrêt Émile Zola), Docteur Ténine (Tvm depuis l'arrêt Fresnes - Pasteur). |                                                                                    |                                                                                    |                                                                                    |                                                                                    |                                                                                    |                                                                                    |                                                                                    |                                                                                    |
| 184   | Autre : - Zones traversées : 2 et 3. - Arrêts non accessibles aux UFR : Sous-Préfecture - Roseraie, Leclerc - Chalais. - Vers Porte d’Italie : Division Leclerc - Camille Desmoulins, La Plaine. - Vers Fresnes - Pasteur : Carrefour des Poulets, Sous-Préfecture - Église, Charles Perrault. - Amplitudes horaires : La ligne fonctionne du lundi au samedi de 5 h 45 à 21 h 25 environ et les dimanches et fêtes à partir de 6 h 30 environ. - Particularités : Du lundi au vendredi, aux heures de pointe (jusqu'à 9 h 30 puis entre 16 h 30 et 19 h 30), le samedi matin (jusqu'à 7 h 20) ainsi qu'en fin de service, des services partiels sont assurés entre Porte d'Italie et Carrefour des Poulets. - Date de dernière mise à jour : 9 juin 2024. |                                                                                    |                                                                                    |                                                                                    |                                                                                    |                                                                                    |                                                                                    |                                                                                    |                                                                                    |
| 184   | Dernière actualisation : — |                                                                                    |                                                                                    |                                                                                    |                                                                                    |                                                                                    |                                                                                    |                                                                                    |                                                                                    |
| 185   | Porte d'Italie ⥋ Choisy - Sud | Porte d'Italie ⥋ Choisy - Sud                                                      | Porte d'Italie ⥋ Choisy - Sud                                                      | Porte d'Italie ⥋ Choisy - Sud                                                      | Porte d'Italie ⥋ Choisy - Sud                                                      | Porte d'Italie ⥋ Choisy - Sud                                                      | Porte d'Italie ⥋ Choisy - Sud                                                      | Porte d'Italie ⥋ Choisy - Sud                                                      | Porte d'Italie ⥋ Choisy - Sud                                                      |
| 185   | Ouverture / Fermeture 29 août 1944, / — | Longueur —                                                                         | Durée 45-55 min                                                                    | Nb. d’arrêts 31                                                                    | Matériel Urbanway 12 GNV                                                           | Jours de fonctionnement L, Ma, Me, J, V, S, D                                      | Jour / Soir / Nuit / Fêtes O / O / N / O                                           | Voy. / an 3,2 millions (2 021)                                                     | Centre-bus Thiais                                                                  |
| 185   | Desserte : - Villes et lieux desservis : Paris (13e arrondissement) (Porte d'Italie), Le Kremlin-Bicêtre (Square Roger-Malassis, Hôpital Bicêtre, Cimetière), Villejuif (Hôpital Paul-Brousse, Mairie), Vitry-sur-Seine, Thiais, Choisy-le-Roi. - Stations et gares desservies : Porte d'Italie, Le Kremlin-Bicêtre, Villejuif - Léo Lagrange, Villejuif - Paul Vaillant-Couturier, Villejuif - Louis Aragon, René Panhard (Tvm et 393), Rouget de Lisle (Tvm, 393 et T9 depuis l’arrêt Général Leclerc), Choisy-le-Roi (Tvm et 393), Four - Peary (T9 depuis l’arrêt Choisy Sud). |                                                                                    |                                                                                    |                                                                                    |                                                                                    |                                                                                    |                                                                                    |                                                                                    |                                                                                    |
| 185   | Autre : - Zones traversées : 1, 2 et 3. - Arrêts non accessibles aux UFR : Henri Barbusse, Général Leclerc, Choisy-le-Roi RER. - Vers Porte d’Italie : Guynemer - Place des Fusillés, Camille Risch. - Vers Choisy Sud : Dispensaire Danielle Casanova, René Panhard, Charles-Jules Vaillant. - Amplitudes horaires : La ligne fonctionne du lundi au samedi de 4 h 55 à 1 h 45 du matin environ, et les dimanches et fêtes à partir de 5 h 45. Les vendredis, samedis et veilles de fête, le service est prolongé jusqu'à 2 h 45 environ. - Particularités : Les derniers départs de Choisy Sud ont pour terminus Villejuif-Louis Aragon. - Date de dernière mise à jour : 14 mars 2024. |                                                                                    |                                                                                    |                                                                                    |                                                                                    |                                                                                    |                                                                                    |                                                                                    |                                                                                    |
| 185   | Dernière actualisation : — |                                                                                    |                                                                                    |                                                                                    |                                                                                    |                                                                                    |                                                                                    |                                                                                    |                                                                                    |
| 186   | Fresnes - Rond-Point Roosevelt ⥋ Porte d'Italie | Fresnes - Rond-Point Roosevelt ⥋ Porte d'Italie                                    | Fresnes - Rond-Point Roosevelt ⥋ Porte d'Italie                                    | Fresnes - Rond-Point Roosevelt ⥋ Porte d'Italie                                    | Fresnes - Rond-Point Roosevelt ⥋ Porte d'Italie                                    | Fresnes - Rond-Point Roosevelt ⥋ Porte d'Italie                                    | Fresnes - Rond-Point Roosevelt ⥋ Porte d'Italie                                    | Fresnes - Rond-Point Roosevelt ⥋ Porte d'Italie                                    | Fresnes - Rond-Point Roosevelt ⥋ Porte d'Italie                                    |
| 186   | Ouverture / Fermeture 31 août 1944, / — | Longueur —                                                                         | Durée 30 min                                                                       | Nb. d’arrêts 25                                                                    | Matériel Citelis 12                                                                | Jours de fonctionnement L, Ma, Me, J, V, S, D                                      | Jour / Soir / Nuit / Fêtes O / O / N / O                                           | Voy. / an 1,1 million (2 021)                                                      | Centre-bus Vitry                                                                   |
| 186   | Desserte : - Villes et lieux desservis : Fresnes (Parc commercial La Cerisaie, Stade de la Paix, Lycée Mistral, Stade de Rugby, Cimetière, Cité du Clos de la Garenne), Chevilly-Larue (Centre de Pneumologie, Cimetière intercommunal), L'Haÿ-les-Roses (Centre commercial, Gymnase, Stade Gérard, Cimetière, Cinéma La Tournelle, Service municipal de la Jeunesse, Trésor Public, Centre d'activités thérapeutiques Louis-Dispan, École nationale de Musique, Mairie, Sécurité sociale, Marché, Bibliothèque municipale, Poste de la Mairie, Stade municipal, Parc départemental de la Roseraie), Cachan (Jardin panoramique), Villejuif (Institut Gustave-Roussy), Arcueil, Le Kremlin-Bicêtre (Fort de Bicêtre, Lycée Darius-Milhaud, Hôpital Bicêtre, Église réformée protestante, Mairie, Salle des Fêtes, Lycée professionnel Pierre-Brossolette), Paris (13e arrondissement) (Porte d'Italie). - Stations desservies : Le Clos La Garenne (Tvm depuis l'arrêt Rond-Point Roosevelt), Hôpital Bicêtre (M 14), Porte d'Italie (M 7 et T3a). |                                                                                    |                                                                                    |                                                                                    |                                                                                    |                                                                                    |                                                                                    |                                                                                    |                                                                                    |
| 186   | Autre : - Zones traversées : 2 et 3. - Arrêts non accessibles aux UFR : Tournelles. - vers Fresnes - Rond-Point Roosevelt : Jean Mermoz - Général de Gaulle, De Gaulle - Gounod - Tabanou, Colonel Fabien, Pierre Brossolette. - vers Porte d’Italie : (néant). - Amplitudes horaires : La ligne fonctionne tous les jours : - vers Fresnes - Rond-Point Roosevelt : - Premier départ du lundi au samedi à 5 h 35 et les dimanches et fêtes à 7 h 0. - Dernier départ du lundi au jeudi et les dimanches et fêtes à 0 h 30 et le vendredi et samedi à 1 h 30. - vers Porte d’Italie : - Premier départ du lundi au samedi à 5 h 6 et les dimanches et fêtes à 7 h 0. - Dernier départ du lundi au jeudi et les dimanches et fêtes à 0 h 55 et le vendredi et samedi à 1 h 55. - Date de dernière mise à jour : 30 juillet 2024. |                                                                                    |                                                                                    |                                                                                    |                                                                                    |                                                                                    |                                                                                    |                                                                                    |                                                                                    |
| 186   | Dernière actualisation : — |                                                                                    |                                                                                    |                                                                                    |                                                                                    |                                                                                    |                                                                                    |                                                                                    |                                                                                    |
| 187   | Porte d'Orléans ⥋ Fresnes - Les Groux | Porte d'Orléans ⥋ Fresnes - Les Groux                                              | Porte d'Orléans ⥋ Fresnes - Les Groux                                              | Porte d'Orléans ⥋ Fresnes - Les Groux                                              | Porte d'Orléans ⥋ Fresnes - Les Groux                                              | Porte d'Orléans ⥋ Fresnes - Les Groux                                              | Porte d'Orléans ⥋ Fresnes - Les Groux                                              | Porte d'Orléans ⥋ Fresnes - Les Groux                                              | Porte d'Orléans ⥋ Fresnes - Les Groux                                              |
| 187   | Ouverture / Fermeture 31 décembre 1945 / — | Longueur —                                                                         | Durée 35 min                                                                       | Nb. d’arrêts 24                                                                    | Matériel Urbanway 18 GNV                                                           | Jours de fonctionnement L, Ma, Me, J, V, S, D                                      | Jour / Soir / Nuit / Fêtes O / O / N / O                                           | Voy. / an 6,71 millions (2 022)                                                    | Centre-bus Thiais                                                                  |
| 187   | Desserte : - Villes et lieux desservis : Paris (14e arrondissement) (Porte d'Orléans), Montrouge (Square Jean-Moulin, Église Saint-Luc…), Arcueil (Fort de Montrouge, Centre commercial La Vache-Noire), Bagneux, Cachan (Mairie, École normale supérieure, Universié Paris XI, Stade Léo-Lagrange…), L'Haÿ-les-Roses (Commandant l'Hérminier, Petit Robinson, Collège Ronsard, Les jardins de la Bièvre, Marc Sangnier, Barbusse-Larroumès), Fresnes (Maison d'arrêt, Carrefour de la Déportation, Tuilerie, Mairie, Emile Zola, Stade de la Paix). - Stations et gares desservies : Porte d'Orléans, Bagneux - Lucie Aubrac (à distance, depuis l’arrêt Grange Ory), Gare d'Arcueil - Cachan, Docteur Ténine (Tvm depuis l'arrêt Tuilerie), Le Petit Fresnes (Tvm depuis l'arrêt Émile Zola). |                                                                                    |                                                                                    |                                                                                    |                                                                                    |                                                                                    |                                                                                    |                                                                                    |                                                                                    |
| 187   | Autre : - Zones traversées : 1, 2 et 3. - Arrêts non accessibles aux UFR : Vache Noire, Fresnes - Les Groux - Vers Porte d’Orléans : Gabriel Péri, Grange Ory, Arcueil - Cachan RER, Division Leclerc - Camille Desmoulins, Petit Robinson, Les Jardins de la Bièvre, Charcot - Zola. - Vers Fresnes - Les Groux : Porte d’Orléans, Léon Gambetta, Croix d’Arcueil, Mairie de Fresnes. - Amplitudes horaires : La ligne fonctionne tous les jours : - vers Porte d’Orléans : avec un premier départ à 5 h 20 du lundi au samedi et à 6 h 20 les dimanches et fêtes, le dernier départ étant fixé à 0 h 30 du lundi au jeudi et les dimanches et fêtes et à 1 h 30 du matin le vendredi et le samedi ; - vers Fresnes - Les Groux : avec un premier départ à 5 h 30 du lundi au samedi et à 6 h 30 les dimanches et fêtes, le dernier départ étant fixé à 0 h 35 du lundi au jeudi et les dimanches et fêtes et à 1 h 35 du matin le vendredi et le samedi. - Date de dernière mise à jour : 13 septembre 2022. |                                                                                    |                                                                                    |                                                                                    |                                                                                    |                                                                                    |                                                                                    |                                                                                    |                                                                                    |
| 187   | Dernière actualisation : — |                                                                                    |                                                                                    |                                                                                    |                                                                                    |                                                                                    |                                                                                    |                                                                                    |                                                                                    |
| 188   | Bagneux - Rosenberg (le week-end et fêtes) / Bagneux - Dampierre ⥋ Porte d'Orléans | Bagneux - Rosenberg (le week-end et fêtes) / Bagneux - Dampierre ⥋ Porte d'Orléans | Bagneux - Rosenberg (le week-end et fêtes) / Bagneux - Dampierre ⥋ Porte d'Orléans | Bagneux - Rosenberg (le week-end et fêtes) / Bagneux - Dampierre ⥋ Porte d'Orléans | Bagneux - Rosenberg (le week-end et fêtes) / Bagneux - Dampierre ⥋ Porte d'Orléans | Bagneux - Rosenberg (le week-end et fêtes) / Bagneux - Dampierre ⥋ Porte d'Orléans | Bagneux - Rosenberg (le week-end et fêtes) / Bagneux - Dampierre ⥋ Porte d'Orléans | Bagneux - Rosenberg (le week-end et fêtes) / Bagneux - Dampierre ⥋ Porte d'Orléans | Bagneux - Rosenberg (le week-end et fêtes) / Bagneux - Dampierre ⥋ Porte d'Orléans |
| 188   | Ouverture / Fermeture 28 janvier 1946 / — | Longueur —                                                                         | Durée —                                                                            | Nb. d’arrêts 19 21                                                                 | Matériel GX 337 ELEC                                                               | Jours de fonctionnement L, Ma, Me, J, V, S, D                                      | Jour / Soir / Nuit / Fêtes O / O / N / O                                           | Voy. / an 2,6 millions (2 021)                                                     | Centre-bus Corentin                                                                |
| 188   | Desserte : - Villes et lieux desservis : Fontenay-aux-Roses, Sceaux, (Les Blagis), Bagneux (Parc Robespierre, Squares Cosson, Rousseau et du 19-Mars-1962, Marché, Collège Barbusse, Port Galand, Collège Romain-Rolland, Mairie), Arcueil (Centre commercial La Vache-Noire, Fort de Montrouge), Montrouge (Lycée Maurice-Genevoix), Paris (14e arrondissement) (Porte d'Orléans). - Stations desservies : Bagneux - Lucie Aubrac (depuis les arrêts Martyrs de Châteaubriant - Métro et Gustave Courbet - Métro) et Porte d'Orléans. |                                                                                    |                                                                                    |                                                                                    |                                                                                    |                                                                                    |                                                                                    |                                                                                    |                                                                                    |
| 188   | Autre : - Zones traversées : 1, 2 et 3. - Arrêts non accessibles aux UFR : Clemenceau, Gustave Courbet - Métro, Vache Noire, Gabriel Péri. - Vers Bagneux - Rosenberg / Dampierre : Les Blagis - Gabriel Péri, Porte d’Orléans. - Vers Porte d’Orléans : (néant). - Amplitudes horaires : La ligne fonctionne du lundi au samedi de 5 h 15 à 0 h 50 et les dimanches et fêtes à partir de 7 h. - Particularités : - Le terminus Bagneux - Rosenberg n'est desservi que les samedis, dimanches et jours fériés. En semaine, le terminus est fixé à l'arrêt précédent : Dampierre. - Le samedi entre 8 h et 17 h, en raison de la fermeture d'une partie de la rue de la République à Bagneux, la ligne emprunte une courte déviation vers Bagneux - Rosenberg, sur laquelle est reporté l'arrêt Dampierre. - Date de dernière mise à jour : 8 août 2024. |                                                                                    |                                                                                    |                                                                                    |                                                                                    |                                                                                    |                                                                                    |                                                                                    |                                                                                    |
| 188   | Dernière actualisation : — |                                                                                    |                                                                                    |                                                                                    |                                                                                    |                                                                                    |                                                                                    |                                                                                    |                                                                                    |
| 189   | Clamart - Georges Pompidou ⥋ Porte de Saint-Cloud | Clamart - Georges Pompidou ⥋ Porte de Saint-Cloud                                  | Clamart - Georges Pompidou ⥋ Porte de Saint-Cloud                                  | Clamart - Georges Pompidou ⥋ Porte de Saint-Cloud                                  | Clamart - Georges Pompidou ⥋ Porte de Saint-Cloud                                  | Clamart - Georges Pompidou ⥋ Porte de Saint-Cloud                                  | Clamart - Georges Pompidou ⥋ Porte de Saint-Cloud                                  | Clamart - Georges Pompidou ⥋ Porte de Saint-Cloud                                  | Clamart - Georges Pompidou ⥋ Porte de Saint-Cloud                                  |
| 189   | Ouverture / Fermeture 29 août 1944, / — | Longueur —                                                                         | Durée 29-36 min                                                                    | Nb. d’arrêts 31                                                                    | Matériel Citaro Facelift Urbanway 12 GNV Lion's City 12 G EfficientHybrid          | Jours de fonctionnement L, Ma, Me, J, V, S, D                                      | Jour / Soir / Nuit / Fêtes O / O / N / O                                           | Voy. / an 4,1 millions (2 021)                                                     | Centre-bus Fontenay                                                                |
| 189   | Desserte : - Villes et lieux desservis : Clamart (Hôpital Antoine-Béclère, Mairie), Malakoff, Vanves (Stade, Lycée Michelet), Issy-les-Moulineaux (Hôpital Corentin-Celton, Siège social d'Eurosport et de Canal+, Palais des Sports Robert-Charpentier), Boulogne-Billancourt (Siège social de TF1) et Paris (16e arrondissement) (Porte de Saint-Cloud, Stade Pierre-de-Coubertin, Parc des Princes). - Stations et gares desservies : Georges Pompidou (T6), Jardin Parisien (T10), Hôpital Béclère (T6 et T10), Gare de Clamart (depuis l’arrêt Herbert - Gare), Corentin Celton, Issy-Val de Seine, Porte de Saint-Cloud. |                                                                                    |                                                                                    |                                                                                    |                                                                                    |                                                                                    |                                                                                    |                                                                                    |                                                                                    |
| 189   | Autre : - Zones traversées : 1 à 3. - Arrêts non accessibles aux UFR : Cimetière Intercommunal, Jardin Parisien - Hôpital Béclère, Cimetière, Rue de Châtillon, Abel Gance, Porte de Saint-Cloud. - Vers Georges Pompidou : Île de France, Clos Montholon, Corentin Celton - Métro, Victor Hugo, Président Robert Schuman, Voie Lactée. - Vers Porte de Saint-Cloud : Georges Pompidou, Hôpital Béclère, Le Jour se Lève, Pierre de Coubertin. - Amplitudes horaires : La ligne fonctionne du lundi au samedi de 4 h 55 à 1 h 45 du matin environ et les dimanches et fêtes à partir de 5 h 55. Les vendredis, samedis et veilles de fête, le service est prolongé d'une heure, se terminant alors à 2 h 40 du matin environ. - Date de dernière mise à jour : 8 août 2024. |                                                                                    |                                                                                    |                                                                                    |                                                                                    |                                                                                    |                                                                                    |                                                                                    |                                                                                    |
| 189   | Dernière actualisation : — |                                                                                    |                                                                                    |                                                                                    |                                                                                    |                                                                                    |                                                                                    |                                                                                    |                                                                                    |

### Lignes 190 à 199
| Ligne | Caractéristiques | Caractéristiques | Caractéristiques | Caractéristiques | Caractéristiques | Caractéristiques | Caractéristiques | Caractéristiques | Caractéristiques |
| 190   | Église de Meudon-la-Forêt ⥋ Mairie d'Issy | Église de Meudon-la-Forêt ⥋ Mairie d'Issy | Église de Meudon-la-Forêt ⥋ Mairie d'Issy | Église de Meudon-la-Forêt ⥋ Mairie d'Issy | Église de Meudon-la-Forêt ⥋ Mairie d'Issy | Église de Meudon-la-Forêt ⥋ Mairie d'Issy | Église de Meudon-la-Forêt ⥋ Mairie d'Issy | Église de Meudon-la-Forêt ⥋ Mairie d'Issy | Église de Meudon-la-Forêt ⥋ Mairie d'Issy |
| ----- | --- | --- | --- | --- | --- | --- | --- | --- | --- |
| 190   | Ouverture / Fermeture 2 octobre 1944, / — | Longueur — | Durée — | Nb. d’arrêts 33 | Matériel Urbanway 12 Hybride GX 337 Hybride Urbanway 12 | Jours de fonctionnement L, Ma, Me, J, V, S, D | Jour / Soir / Nuit / Fêtes O / O / N / O | Voy. / an 1,8 million (2 021) | Centre-bus Fontenay |
| 190   | Desserte : - Villes et lieux desservis : Meudon (Quartier de Meudon-la-Forêt..), Clamart (Hôpital Antoine-Béclère, Marché du Trosy, Centre culturel Jean-Arp, Mairie, Hôpital d'instruction des armées Percy), Issy-les-Moulineaux (Parc Henri-Barbusse, Mairie). - Stations et gares desservies : Meudon-la-Forêt, Pavé Blanc et Mail de la Plaine (T6), Jardin parisien (T10), Hôpital Béclère (T6, T10), Soleil Levant (T6), Issy, Mairie d'Issy. | | | | | | | | |
| 190   | Autre : - Zones traversées : 2 et 3. - Arrêts non accessibles aux UFR : Cimetière Intercommunal, Eugène Beaujard, Cimetière, Place du Garde, Jardin Parisiens Hôpital A. Béclère vers Mairie d'Issy et Chemin des Vignes vers Meudon-la-Forêt. - Amplitudes horaires : La ligne fonctionne du lundi au jeudi de 4 h 55 à 0 h 35 du matin environ et les dimanches et fêtes à partir de 6 h 40 environ. Les vendredis, samedis et veilles de fête, le service est prolongé d'une heure, se terminant à 2 h 10 environ. - Date de dernière mise à jour : 8 août 2024. | | | | | | | | |
| 190   | Dernière actualisation : — | | | | | | | | |
| 191   | Meudon-Val Fleury RER ⥋ Porte de Vanves | Meudon-Val Fleury RER ⥋ Porte de Vanves | Meudon-Val Fleury RER ⥋ Porte de Vanves | Meudon-Val Fleury RER ⥋ Porte de Vanves | Meudon-Val Fleury RER ⥋ Porte de Vanves | Meudon-Val Fleury RER ⥋ Porte de Vanves | Meudon-Val Fleury RER ⥋ Porte de Vanves | Meudon-Val Fleury RER ⥋ Porte de Vanves | Meudon-Val Fleury RER ⥋ Porte de Vanves |
| 191   | Ouverture / Fermeture 31 mars 1947 / — | Longueur — | Durée 35-45 min | Nb. d’arrêts 32 | Matériel GX 337 Hybride Citaro Facelift Urbanway 12 | Jours de fonctionnement L, Ma, Me, J, V, S, D | Jour / Soir / Nuit / Fêtes O / O / N / O | Voy. / an 1,2 million (2 021) | Centre-bus Fontenay |
| 191   | Desserte : - Villes et lieux desservis : Meudon (Parc Paumier, École d'Horticulture), Clamart (Poste, Marché, Mairie), Châtillon, Malakoff (Fort de Vanves, Cimetière, Parc), Paris (14e arrondissement) (Université Paris V, Porte de Vanves). - Stations desservies : Meudon-Val Fleury RER, Malakoff - Rue Étienne-Dolet, Porte de Vanves. | | | | | | | | |
| 191   | Autre : - Zones traversées : 2 et 3. - Arrêts non accessibles aux UFR : Entre Val Fleury RER et Marquis, Mairie de Clamart vers Meudon, Marché vers Meudon, Marguerite Renaudin, Pierre Corby, Alexis Martin, Pont de la Vallée. - Amplitudes horaires : La ligne fonctionne du lundi au samedi de 5 h 20 à 0 h 55 environ et les dimanches et fêtes à partir de 6 h 50. - Date de dernière mise à jour : 8 août 2024. | | | | | | | | |
| 191   | Dernière actualisation : — | | | | | | | | |
| 192   | Robinson RER ⥋ Marché international de Rungis | Robinson RER ⥋ Marché international de Rungis | Robinson RER ⥋ Marché international de Rungis | Robinson RER ⥋ Marché international de Rungis | Robinson RER ⥋ Marché international de Rungis | Robinson RER ⥋ Marché international de Rungis | Robinson RER ⥋ Marché international de Rungis | Robinson RER ⥋ Marché international de Rungis | Robinson RER ⥋ Marché international de Rungis |
| 192   | Ouverture / Fermeture 3 mars 1947 / — | Longueur — | Durée 30-40 min | Nb. d’arrêts 37 | Matériel Urbanway 12 GNV | Jours de fonctionnement L, Ma, Me, J, V, S, D | Jour / Soir / Nuit / Fêtes O / O / N / O | Voy. / an 1,7 million (2 021) | Centre-bus Thiais |
| 192   | Desserte : - Villes et lieux desservis : Sceaux (Lycée Marie-Curie, Lycée Lakanal, Parc de Sceaux), Bourg-la-Reine, L'Haÿ-les-Roses (Parc de la Bièvre, Parc départemental de la Roseraie, Sous-préfecture des Hauts-de-Seine, Chevilly-Larue (Centre de pneumologie, Marché international de Rungis, Parc départemental Petit-Leroy), Thiais (Centre commercial Belle Épine), Rungis. - Stations et gares desservies : Gare de Robinson et Gare de Bourg-la-Reine (RER B), Bretagne et Auguste Perret (T7), Le Cor de Chasse (Tvm), Chevilly-Larue (M 14, T7 et Tvm), Marché international de Rungis (Tvm). | | | | | | | | |
| 192   | Autre : - Zone traversée : 3. - Arrêts non accessibles aux UFR : Robinson, Institut Notre Dame, Maréchal De Lattre, Sous-Préfecture - Roseraie, Sous-Préfecture - Église de l’Haÿ-les-Roses. - vers Robinson RER :Barbusse - Larroumès, Henri Thirard - Léon Jouhaux, Mairie de Chevilly-Larue, Église de Chevilly-Larue, Rue de la Bresse. - vers Marché international de Rungis : Tournelles, Centre Culturel André Malraux, Le Cor de Chasse, Trois Marchés, Marée. - Amplitudes horaires : La ligne fonctionne tous les jours : - vers Robinson RER : - Premier départ du lundi au samedi à 5 h 25 et les dimanches et fêtes à 6 h 25. - Dernier départ à 0 h 35 tous les jours. - vers Marché international de Rungis : - Premier départ du lundi au samedi à 5 h 30 et les dimanches et fêtes à 6 h 10. - Dernier départ à 0 h 15 tous les jours. - Particularités : La boucle de la Marée est desservie tous les jours sauf le samedi de 8 h 30 à 21 h 15 et le dimanche de 6 h 25 à 21 h 15. - Date de dernière mise à jour : 10 janvier 2025. | | | | | | | | |
| 192   | Dernière actualisation : — | | | | | | | | |
| 193   | Mairie de L'Haÿ-les-Roses ⥋ Arcueil - Lénine | Mairie de L'Haÿ-les-Roses ⥋ Arcueil - Lénine | Mairie de L'Haÿ-les-Roses ⥋ Arcueil - Lénine | Mairie de L'Haÿ-les-Roses ⥋ Arcueil - Lénine | Mairie de L'Haÿ-les-Roses ⥋ Arcueil - Lénine | Mairie de L'Haÿ-les-Roses ⥋ Arcueil - Lénine | Mairie de L'Haÿ-les-Roses ⥋ Arcueil - Lénine | Mairie de L'Haÿ-les-Roses ⥋ Arcueil - Lénine | Mairie de L'Haÿ-les-Roses ⥋ Arcueil - Lénine |
| 193   | Ouverture / Fermeture 2 septembre 2019 / — | Longueur 5,6 km | Durée 20-25 min | Nb. d’arrêts 17 | Matériel GX 137 L ELEC Solaris Urbino 8.9 LE Electric | Jours de fonctionnement L, Ma, Me, J, V, S | Jour / Soir / Nuit / Fêtes O / N / N / N | Voy. / an 0,1 million (2 021) | Centre-bus Vitry |
| 193   | Desserte : - Villes et lieux desservis : L'Haÿ-les-Roses (Mairie), Cachan (Mairie, Stade Dumotel), Arcueil (Centre Commercial La Vache-Noire) - Stations et gares desservies : Gare d'Arcueil - Cachan, Bagneux - Lucie Aubrac (à distance, depuis l’arrêt Grange Ory), Gare de Laplace (depuis l’arrêt Arcueil - Lénine). | | | | | | | | |
| 193   | Autre : - Zones traversées : 2 et 3. - Arrêts non accessibles aux UFR : Tous. - Amplitudes horaires : La ligne fonctionne du lundi au samedi, aucun service n’étant assuré les dimanches et fêtes : - vers Mairie de L'Haÿ-les-Roses : avec un premier départ à 7 h 30 du lundi au vendredi et à 7 h 35 le samedi, le dernier départ étant fixé à 21 h ; - vers Arcueil - Lénine : avec un premier départ à 7 h, le dernier départ étant fixé à 21 h 5. - Particularités : La ligne 193 reprend en partie la ligne v1 du réseau de bus Valouette. - Date de dernière mise à jour : 14 mars 2024. | | | | | | | | |
| 193   | Dernière actualisation : — | | | | | | | | |
| 194   | Châtenay-Malabry - Groupe Scolaire Sophie Barat ⥋ Porte d'Orléans Fontenay-aux-Roses - Rue de Paradis → Porte d'Orléans (desserte à horaire spécifique) | Châtenay-Malabry - Groupe Scolaire Sophie Barat ⥋ Porte d'Orléans Fontenay-aux-Roses - Rue de Paradis → Porte d'Orléans (desserte à horaire spécifique)                                          | Châtenay-Malabry - Groupe Scolaire Sophie Barat ⥋ Porte d'Orléans Fontenay-aux-Roses - Rue de Paradis → Porte d'Orléans (desserte à horaire spécifique)                                          | Châtenay-Malabry - Groupe Scolaire Sophie Barat ⥋ Porte d'Orléans Fontenay-aux-Roses - Rue de Paradis → Porte d'Orléans (desserte à horaire spécifique)                                          | Châtenay-Malabry - Groupe Scolaire Sophie Barat ⥋ Porte d'Orléans Fontenay-aux-Roses - Rue de Paradis → Porte d'Orléans (desserte à horaire spécifique)                                          | Châtenay-Malabry - Groupe Scolaire Sophie Barat ⥋ Porte d'Orléans Fontenay-aux-Roses - Rue de Paradis → Porte d'Orléans (desserte à horaire spécifique)                                          | Châtenay-Malabry - Groupe Scolaire Sophie Barat ⥋ Porte d'Orléans Fontenay-aux-Roses - Rue de Paradis → Porte d'Orléans (desserte à horaire spécifique)                                          | Châtenay-Malabry - Groupe Scolaire Sophie Barat ⥋ Porte d'Orléans Fontenay-aux-Roses - Rue de Paradis → Porte d'Orléans (desserte à horaire spécifique)                                          | Châtenay-Malabry - Groupe Scolaire Sophie Barat ⥋ Porte d'Orléans Fontenay-aux-Roses - Rue de Paradis → Porte d'Orléans (desserte à horaire spécifique)                                          |
| 194   | Ouverture / Fermeture 12 septembre 1944, / — | Longueur — | Durée 34-47 min | Nb. d’arrêts 36 | Matériel Urbanway 12 Hybride | Jours de fonctionnement L, Ma, Me, J, V, S, D | Jour / Soir / Nuit / Fêtes O / O / N / O | Voy. / an 3,8 millions (2 021) | Centre-bus Fontenay |
| 194   | Desserte : - Villes et lieux desservis : Châtenay-Malabry (Lycée Sophie Barat, Faculté de pharmacie), Sceaux, Le Plessis-Robinson (Hôpital Marie-Lannelongue), Fontenay-aux-Roses (Mairie, Collège les Ormeaux), Châtillon (Mairie, Gare de Triage, Cimetière parisien de Bagneux), Malakoff (Centre-bus RATP), Montrouge (École normale supérieure dentaire), Paris (14e arrondissement) (Cimetière de Montrouge, Stades Jules-Noël et Élizabeth, Porte d'Orléans). - Stations et gares desservies : Théâtre La Piscine (T10), Gare de Robinson, Gare de Fontenay-aux-Roses (en desserte à horaire spécifique), Centre de Châtillon (T6), Châtillon - Montrouge, Jean Moulin (T3a), Porte d'Orléans. | | | | | | | | |
| 194   | Autre : - Zones traversées : 1, 2 et 3. - Arrêts non accessibles aux UFR : Groupe Scolaire Sophie Barat, Faculté de Pharmacie, Robinson RER, Abbé Grandjean, André Salel, Pierre Brossolette - Gabriel Péri, Jean Moulin. - Vers Groupe Scolaire Sophie Barat : Carrefour des Mouillebœufs, Carnot - Jean Jaurès. - Vers Porte d’Orléans : Edmond About, Pasteur, Les Ormeaux, Pierrelais, Marcelin Berthelot, Étienne Dolet. - Desserte uniquement vers Porte d’Orléans à horaire spécifique : Fontenay-aux-Roses - Rue de Paradis, Avenue Lombart, Augustin Claude. - Amplitudes horaires : La ligne fonctionne du lundi au samedi de 5 h environ à 1 h 40 du matin et les dimanches et fêtes à partir de 6 h 15. Les vendredis, samedis et veilles de fête, le service est prolongé d'une heure, se terminant alors à 2 h 40 du matin. - Particularités : - Le parcours spécifique : Fontenay-aux-Roses - Rue de Paradis → Porte d'Orléans n'est assuré qu'une fois par jour (du lundi au vendredi, en période scolaire) et à sens unique, avec un départ à 7 h 43. - Date de dernière mise à jour : 10 janvier 2025. | | | | | | | | |
| 194   | Dernière actualisation : — | | | | | | | | |
| 195   | Châtenay-Malabry - Lycée Polyvalent ⥋ Division Leclerc - Fosse Bazin / Pierre Semard - Châtillon - Montrouge (non desservi après 22 h 30) | Châtenay-Malabry - Lycée Polyvalent ⥋ Division Leclerc - Fosse Bazin / Pierre Semard - Châtillon - Montrouge (non desservi après 22 h 30)                                                        | Châtenay-Malabry - Lycée Polyvalent ⥋ Division Leclerc - Fosse Bazin / Pierre Semard - Châtillon - Montrouge (non desservi après 22 h 30)                                                        | Châtenay-Malabry - Lycée Polyvalent ⥋ Division Leclerc - Fosse Bazin / Pierre Semard - Châtillon - Montrouge (non desservi après 22 h 30)                                                        | Châtenay-Malabry - Lycée Polyvalent ⥋ Division Leclerc - Fosse Bazin / Pierre Semard - Châtillon - Montrouge (non desservi après 22 h 30)                                                        | Châtenay-Malabry - Lycée Polyvalent ⥋ Division Leclerc - Fosse Bazin / Pierre Semard - Châtillon - Montrouge (non desservi après 22 h 30)                                                        | Châtenay-Malabry - Lycée Polyvalent ⥋ Division Leclerc - Fosse Bazin / Pierre Semard - Châtillon - Montrouge (non desservi après 22 h 30)                                                        | Châtenay-Malabry - Lycée Polyvalent ⥋ Division Leclerc - Fosse Bazin / Pierre Semard - Châtillon - Montrouge (non desservi après 22 h 30)                                                        | Châtenay-Malabry - Lycée Polyvalent ⥋ Division Leclerc - Fosse Bazin / Pierre Semard - Châtillon - Montrouge (non desservi après 22 h 30)                                                        |
| 195   | Ouverture / Fermeture 23 avril 1951 / — | Longueur — | Durée 18-21 35-40 min | Nb. d’arrêts 15 28 | Matériel Citaro Facelift | Jours de fonctionnement L, Ma, Me, J, V, S, D | Jour / Soir / Nuit / Fêtes O / O / N / O | Voy. / an 1,7 million (2 021) | Centre-bus Fontenay |
| 195   | Desserte : - Villes et lieux desservis : Châtenay-Malabry (Université Paris XI, Hôpital, Forêt de Verrières), Clamart (Hôpital Antoine-Béclère, Cimetière), Fontenay-aux-Roses (Musée de l'Atome, Hôpital, Centre-Bus RATP, Stade du Panorama), Châtillon (Cimetière parisien de Bagneux). - Stations et gares desservies : Vallée aux Loups et Malabry (T10), Hôpital Béclère (à distance, T6, T10), Soleil Levant et Division Leclerc (T6), Châtillon - Montrouge. | | | | | | | | |
| 195   | Autre : - Zones traversées : 3. - Arrêts non accessibles aux UFR : Moulin de la Tour. - Vers Lycée Polyvalent : Rue Gabrielle, Pierrelais - Blanchard. - Vers Pierre Semard - Châtillon - Montrouge : Centre Bus, Perrotin. - Amplitudes horaires : La ligne fonctionne du lundi au samedi de 4 h 50 à 1 h 25 du matin environ et les dimanches et fêtes à partir de 6 h 10 environ. - Particularités : - La ligne est limitée au parcours Lycée Polyvalent ↔ Division Leclerc-Fosse Bazin tous les soirs après 22 h 30. - Report du terminus Châtillon - Montrouge à partir du 21 mars 2016 : En raison de la fermeture de la gare routière de Châtillon - Montrouge pour travaux à compter du 21 mars 2016, la ligne effectue son terminus à l'arrêt Pierre Semard (normalement en direction de Châtillon), renommé pour l'occasion Pierre Semard - Châtillon - Montrouge situé à une dizaine de minutes à pied de la station. - Date de dernière mise à jour : 9 juin 2024. | | | | | | | | |
| 195   | Dernière actualisation : — | | | | | | | | |
| 196   | Massy - Palaiseau RER ⥋ Antony RER Verrières-le-Buisson - Amblainvilliers ⥋ Antony RER (desserte à horaires spécifiques) Antony RER ⥋ Antony - Pierre Kolhmann (desserte à horaires spécifiques) | Massy - Palaiseau RER ⥋ Antony RER Verrières-le-Buisson - Amblainvilliers ⥋ Antony RER (desserte à horaires spécifiques) Antony RER ⥋ Antony - Pierre Kolhmann (desserte à horaires spécifiques) | Massy - Palaiseau RER ⥋ Antony RER Verrières-le-Buisson - Amblainvilliers ⥋ Antony RER (desserte à horaires spécifiques) Antony RER ⥋ Antony - Pierre Kolhmann (desserte à horaires spécifiques) | Massy - Palaiseau RER ⥋ Antony RER Verrières-le-Buisson - Amblainvilliers ⥋ Antony RER (desserte à horaires spécifiques) Antony RER ⥋ Antony - Pierre Kolhmann (desserte à horaires spécifiques) | Massy - Palaiseau RER ⥋ Antony RER Verrières-le-Buisson - Amblainvilliers ⥋ Antony RER (desserte à horaires spécifiques) Antony RER ⥋ Antony - Pierre Kolhmann (desserte à horaires spécifiques) | Massy - Palaiseau RER ⥋ Antony RER Verrières-le-Buisson - Amblainvilliers ⥋ Antony RER (desserte à horaires spécifiques) Antony RER ⥋ Antony - Pierre Kolhmann (desserte à horaires spécifiques) | Massy - Palaiseau RER ⥋ Antony RER Verrières-le-Buisson - Amblainvilliers ⥋ Antony RER (desserte à horaires spécifiques) Antony RER ⥋ Antony - Pierre Kolhmann (desserte à horaires spécifiques) | Massy - Palaiseau RER ⥋ Antony RER Verrières-le-Buisson - Amblainvilliers ⥋ Antony RER (desserte à horaires spécifiques) Antony RER ⥋ Antony - Pierre Kolhmann (desserte à horaires spécifiques) | Massy - Palaiseau RER ⥋ Antony RER Verrières-le-Buisson - Amblainvilliers ⥋ Antony RER (desserte à horaires spécifiques) Antony RER ⥋ Antony - Pierre Kolhmann (desserte à horaires spécifiques) |
| 196   | Ouverture / Fermeture 28 janvier 1946 / — | Longueur — | Durée 21-29 min | Nb. d’arrêts 22 (+14 en desserte à horaires spécifiques) | Matériel Lion's City GNV Citaro Facelift | Jours de fonctionnement L, Ma, Me, J, V, S, D | Jour / Soir / Nuit / Fêtes O / O / N / O | Voy. / an 1,8 million (2 021) | Centre-bus Massy |
| 196   | Desserte : - Villes et lieux desservis : Massy (Église Saint-Esprit, Lycée de Vilgénis, Vallée de la Bièvre), Verrières-le-Buisson (Mairie, Parc Régnier, Square L.-de Vilmorin), Antony (Parc de la Noisette, Coulée verte, Parc R.-Sibille, Hôpital privé d'Antony, Mairie, Collège La Fontaine desservi en desserte à horaires spécifiques). - Stations et gares desservies : Gare de Massy - Palaiseau, Gare de Massy TGV, Gare d'Antony (Orlyval), Berny - Raymond Aron (Tvm depuis l’arrêt Général de Gaulle - Croix de Berny, en desserte à horaires spécifiques), Gare du Parc de Sceaux (depuis l’arrêt La Fontaine, en desserte à horaires spécifiques). | | | | | | | | |
| 196   | Autre : - Zones traversées : 3 et 4. - Arrêts non accessibles aux UFR : Croix Pasquier (en desserte à horaires spécifiques). - vers Massy - Palaiseau RER : Les Ruelles. - Desserte à horaires spécifiques de Antony RER à Verrières-le-Buisson – Amblainvilliers : (néant). - Desserte à horaires spécifiques de Verrières-le-Buisson – Amblainvilliers à Antony RER : Verrières-le-Buisson – Amblainvilliers. - vers Antony RER : Vallée de la Bièvre, Théâtre - Mairie. - Desserte à horaires spécifiques de Antony RER à Antony – Pierre Kolhmann : Normandie. - Desserte à horaires spécifiques de Antony – Pierre Kolhmann à Antony RER : (néant). - Amplitudes horaires : La ligne fonctionne tous les jours. La desserte à horaire spécifique fonctionne du lundi au vendredi, aucun service n’étant assuré les samedis, dimanches, les jours fériés et les vacances scolaires : - vers Massy - Palaiseau RER : avec un premier départ à 5 h 19 du lundi au samedi et 6 h 45 les dimanches et les jours fériés, le dernier départ étant fixé à 0 h 38 tous les jours ; - vers Antony RER : avec un premier départ à 5 h 45 du lundi au samedi et à 7 h 15 les dimanches et les jours fériés, le dernier départ étant fixé à 0 h 30 tous les jours ; - Desserte à horaires spécifiques de Antony RER à Verrières-le-Buisson – Amblainvilliers : avec un seul départ à 8 h 13 du lundi au vendredi ; - Desserte à horaires spécifiques de Verrières-le-Buisson – Amblainvilliers à Antony RER : avec un seul départ à 15 h 55 les lundi, mardi, jeudi et vendredi et à 15 h 40 le mercredi ; - Desserte à horaires spécifiques de Antony RER à Antony – Pierre Kolhmann : avec un seul départ à 7 h 31 du lundi au vendredi ; - Desserte à horaires spécifiques du Antony – Pierre Kolhmann à Antony RER : avec un premier départ à 15 h 40 les lundi, mardi, jeudi et vendredi et à 12 h 10 le mercredi, le dernier départ étant fixé à 17 h 45 les lundi et mardi, à 12 h 14 le mercredi et à 17 h 35 les jeudi et vendredi. - Date de dernière mise à jour : 14 mars 2024.                                                                               | | | | | | | | |
| 196   | Dernière actualisation : — | | | | | | | | |
| 197   | Porte d'Orléans ⥋ Massy - Avenue Saint-Marc Baconnets-Mirabeau → Descartes (desserte à horaires spécifiques le matin) Descartes → Saussaye-Mirabeau (desserte à horaires spécifiques le soir) | Porte d'Orléans ⥋ Massy - Avenue Saint-Marc Baconnets-Mirabeau → Descartes (desserte à horaires spécifiques le matin) Descartes → Saussaye-Mirabeau (desserte à horaires spécifiques le soir)    | Porte d'Orléans ⥋ Massy - Avenue Saint-Marc Baconnets-Mirabeau → Descartes (desserte à horaires spécifiques le matin) Descartes → Saussaye-Mirabeau (desserte à horaires spécifiques le soir)    | Porte d'Orléans ⥋ Massy - Avenue Saint-Marc Baconnets-Mirabeau → Descartes (desserte à horaires spécifiques le matin) Descartes → Saussaye-Mirabeau (desserte à horaires spécifiques le soir)    | Porte d'Orléans ⥋ Massy - Avenue Saint-Marc Baconnets-Mirabeau → Descartes (desserte à horaires spécifiques le matin) Descartes → Saussaye-Mirabeau (desserte à horaires spécifiques le soir)    | Porte d'Orléans ⥋ Massy - Avenue Saint-Marc Baconnets-Mirabeau → Descartes (desserte à horaires spécifiques le matin) Descartes → Saussaye-Mirabeau (desserte à horaires spécifiques le soir)    | Porte d'Orléans ⥋ Massy - Avenue Saint-Marc Baconnets-Mirabeau → Descartes (desserte à horaires spécifiques le matin) Descartes → Saussaye-Mirabeau (desserte à horaires spécifiques le soir)    | Porte d'Orléans ⥋ Massy - Avenue Saint-Marc Baconnets-Mirabeau → Descartes (desserte à horaires spécifiques le matin) Descartes → Saussaye-Mirabeau (desserte à horaires spécifiques le soir)    | Porte d'Orléans ⥋ Massy - Avenue Saint-Marc Baconnets-Mirabeau → Descartes (desserte à horaires spécifiques le matin) Descartes → Saussaye-Mirabeau (desserte à horaires spécifiques le soir)    |
| 197   | Ouverture / Fermeture 12 juin 1961 / — | Longueur — | Durée — | Nb. d’arrêts 31 (+12 en desserte à horaires spécifiques) | Matériel Lion's City GNV | Jours de fonctionnement L, Ma, Me, J, V, S, D | Jour / Soir / Nuit / Fêtes O / O / N / O | Voy. / an 3,1 millions (2 021) | Centre-bus Massy |
| 197   | Desserte : - Villes et lieux desservis : Paris (14e arrondissement) (Porte d'Orléans, Stade Élizabeth), Montrouge, Arcueil (Centre commercial La Vache-Noire), Bagneux, Cachan, Bourg-la-Reine (Cimetière, Mairie, Église Saint-Gilles), Sceaux (Parc de Sceaux), Antony (Stade U.S. Métro, Pont d'Antony), Massy (Place de France, Hôpital J.-Cartier, Stade J.-Ladoumègue, Centre omnisports Coubertin). - Stations et gares desservies : Porte d'Orléans (M4 et T3a), Bagneux - Lucie Aubrac (depuis l’arrêt Gustave Courbet - Métro), Bagneux, Bourg-la-Reine , Sceaux (depuis l’arrêt La Fontaine), Berny - Raymond Aron (Tvm depuis l’arrêt Général de Gaulle - Croix de Berny), Antony (Orlyval depuis l’arrêt Auguste Mounié - Division Leclerc), Chemin d'Antony (depuis l’arrêt Descartes, en desserte à horaires spécifiques), Fontaine Michalon (depuis l’arrêt Rue de Massy-Mirabeau, en desserte à horaires spécifiques), Les Baconnets (en desserte à horaires spécifiques). | | | | | | | | |
| 197   | Autre : - Zones traversées : 1 à 4. - Arrêts non accessibles aux UFR : Vache Noire, Jean-Marin Naudin, Gustave Courbet - Métro, Rue du 8 Mai 1945, Morteaux, Fernand Fenzy, Place de France, Massy - Avenue Saint-Marc. - vers Porte d’Orléans : Gabriel Péri, Grange Ory, Place de la Résistance - Charles de Gaulle, Petit Chambord - Lycée Lakanal, La Fontaine, Général de Gaulle - Croix de Berny, Auguste Mounié - Division Leclerc. - vers Massy - Avenue Saint-Marc : Saussaye-Mirabeau, Centre Sportif Lionel Terray. - Desserte à horaires spécifiques : Baconnets-Mirabeau, Rue de Massy-Mirabeau, Centre Sportif Lionel Terray, Kennedy-Bourgogne. - Amplitudes horaires : La ligne fonctionne tous les jours. La desserte à horaire spécifique fonctionne du lundi au vendredi, aucun service n’étant assuré les samedis, dimanches, les jours fériés et les vacances scolaires : - vers Porte d’Orléans : avec un premier départ à 4 h 55 du lundi au samedi et 6 h 10 les dimanches et les jours fériés, le dernier départ étant fixé à 0 h 50 tous les jours ; - vers Massy - Avenue Saint-Marc : avec un premier départ à 5 h du lundi au samedi et à 6 h 25 les dimanches et les jours fériés, le dernier départ étant fixé à 1 h 10 tous les jours ; - Desserte à horaires spécifiques du matin de Baconnets-Mirabeau à Descartes : avec un premier départ à 7 h 23 les lundi, mardi, jeudi et vendredi et à 7 h 26 le mercredi, le dernier départ étant fixé à 8 h 18 les lundi, mardi, jeudi et vendredi et à 8 h 21 le mercredi ; - Desserte à horaires spécifiques du soir de Descartes à Saussaye - Mirabeau : avec un premier départ à 16 h 32 les lundi, mardi, jeudi et vendredi et à 12 h 15 le mercredi, le dernier départ étant fixé à 17 h 32 les lundi, mardi, jeudi et vendredi et à 12 h 45 le mercredi. - Travaux de la future ligne 18 du Grand Paris Express : En raison des travaux de la future station de métro Massy Opéra, la ligne de bus ne dessert plus le terminus Massy-Opéra-Théâtre jusqu’en 2027. Son terminus s’effectue désormais à Massy - Avenue Saint-Marc. - Date de dernière mise à jour : 14 mars 2024. | | | | | | | | |
| 197   | Dernière actualisation : — | | | | | | | | |
| 199   | Orsay - Hôpital Paris-Saclay / Massy - Palaiseau RER (à certaines heures) ⥋ Saulx-les-Chartreux - Pablo Picasso (desserte à horaire spécifique) / Longjumeau - La Rocade-Lycée | Orsay - Hôpital Paris-Saclay / Massy - Palaiseau RER (à certaines heures) ⥋ Saulx-les-Chartreux - Pablo Picasso (desserte à horaire spécifique) / Longjumeau - La Rocade-Lycée                   | Orsay - Hôpital Paris-Saclay / Massy - Palaiseau RER (à certaines heures) ⥋ Saulx-les-Chartreux - Pablo Picasso (desserte à horaire spécifique) / Longjumeau - La Rocade-Lycée                   | Orsay - Hôpital Paris-Saclay / Massy - Palaiseau RER (à certaines heures) ⥋ Saulx-les-Chartreux - Pablo Picasso (desserte à horaire spécifique) / Longjumeau - La Rocade-Lycée                   | Orsay - Hôpital Paris-Saclay / Massy - Palaiseau RER (à certaines heures) ⥋ Saulx-les-Chartreux - Pablo Picasso (desserte à horaire spécifique) / Longjumeau - La Rocade-Lycée                   | Orsay - Hôpital Paris-Saclay / Massy - Palaiseau RER (à certaines heures) ⥋ Saulx-les-Chartreux - Pablo Picasso (desserte à horaire spécifique) / Longjumeau - La Rocade-Lycée                   | Orsay - Hôpital Paris-Saclay / Massy - Palaiseau RER (à certaines heures) ⥋ Saulx-les-Chartreux - Pablo Picasso (desserte à horaire spécifique) / Longjumeau - La Rocade-Lycée                   | Orsay - Hôpital Paris-Saclay / Massy - Palaiseau RER (à certaines heures) ⥋ Saulx-les-Chartreux - Pablo Picasso (desserte à horaire spécifique) / Longjumeau - La Rocade-Lycée                   | Orsay - Hôpital Paris-Saclay / Massy - Palaiseau RER (à certaines heures) ⥋ Saulx-les-Chartreux - Pablo Picasso (desserte à horaire spécifique) / Longjumeau - La Rocade-Lycée                   |
| 199   | Ouverture / Fermeture 26 février 1951 / — | Longueur — | Durée 19-24 min | Nb. d’arrêts 24 | Matériel Urbanway 12 GNV Lion's City GNV | Jours de fonctionnement L, Ma, Me, J, V, S, D | Jour / Soir / Nuit / Fêtes O / O / N / O | Voy. / an 1,3 million (2 021) | Centre-bus Massy |
| 199   | Desserte : - Villes et lieux desservis : Orsay (Hôpital Paris-Saclay), Massy, Palaiseau (École Polytechnique, lycée Camille-Claudel, église Sainte-Geneviève), Champlan (Mairie, Stade des Buttes-Chaumont, Église), Longjumeau (Mairie, Église Saint-Martin, Centre hospitalier Longjumeau, Lycée Jacques-Prévert, Funérarium), Saulx-les-Chartreux (Collège Pablo Picasso desserte scolaire uniquement). - Gares desservies : Gare de Massy - Palaiseau, Gare de Massy TGV. | | | | | | | | |
| 199   | Autre : - Zone traversée : 4. - Arrêts non accessibles aux UFR : Saulx-les-Chartreux - Pablo Picasso (uniquement en desserte à horaire spécifique), Résidence Fontanges. - Vers Hôpital Paris-Saclay : Pierre Curie, Docteur Cathelin, Longjumeau - La Rocade-Lycée. - Vers Longjumeau - La Rocade-Lycée : (néant). - Amplitudes horaires : La ligne fonctionne du lundi au samedi de 4 h 40 à 0 h 50 environ et les dimanches et fêtes à partir de 6 h 30. - Particularités : - Le matin, des services partiels sont limités au parcours Massy - Palaiseau RER ↔ Place Charles Steber (à Longjumeau). - Un arrêt supplémentaire nommé Saulx-les-Chartreux - Collège Pablo Picasso est observé uniquement en période scolaire aux heures d'entrée et de sortie des élèves. - Date de dernière mise à jour : 25 juillet 2024. | | | | | | | | |
| 199   | Dernière actualisation : — | | | | | | | | |